# Biserica de lemn din Țărmure

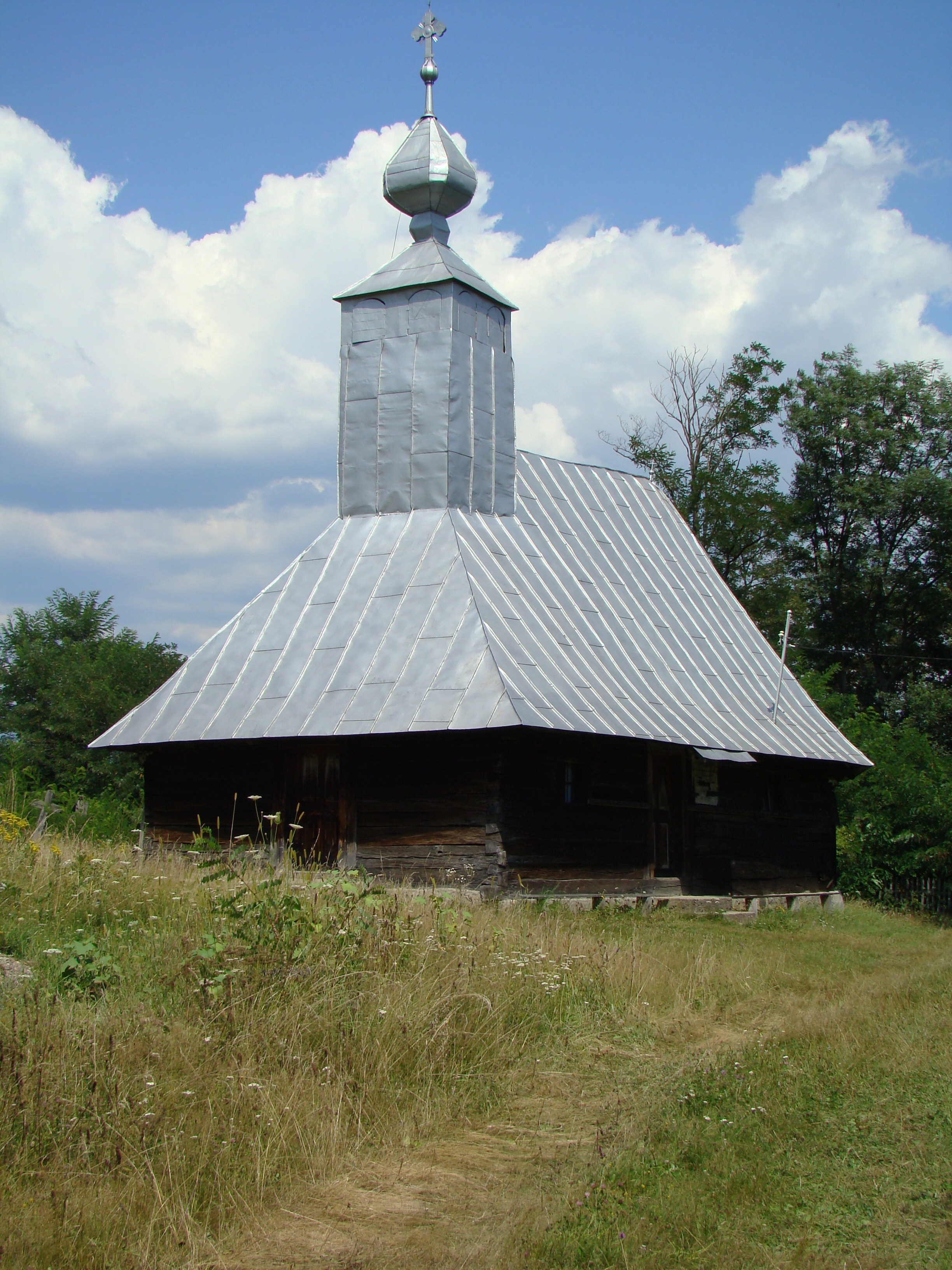
Biserica de lemn „Sfinții Arhangheli Mihail și Gavriil” din Țărmure, comuna Hălmagiu, județul Arad, foto: iulie 2009.

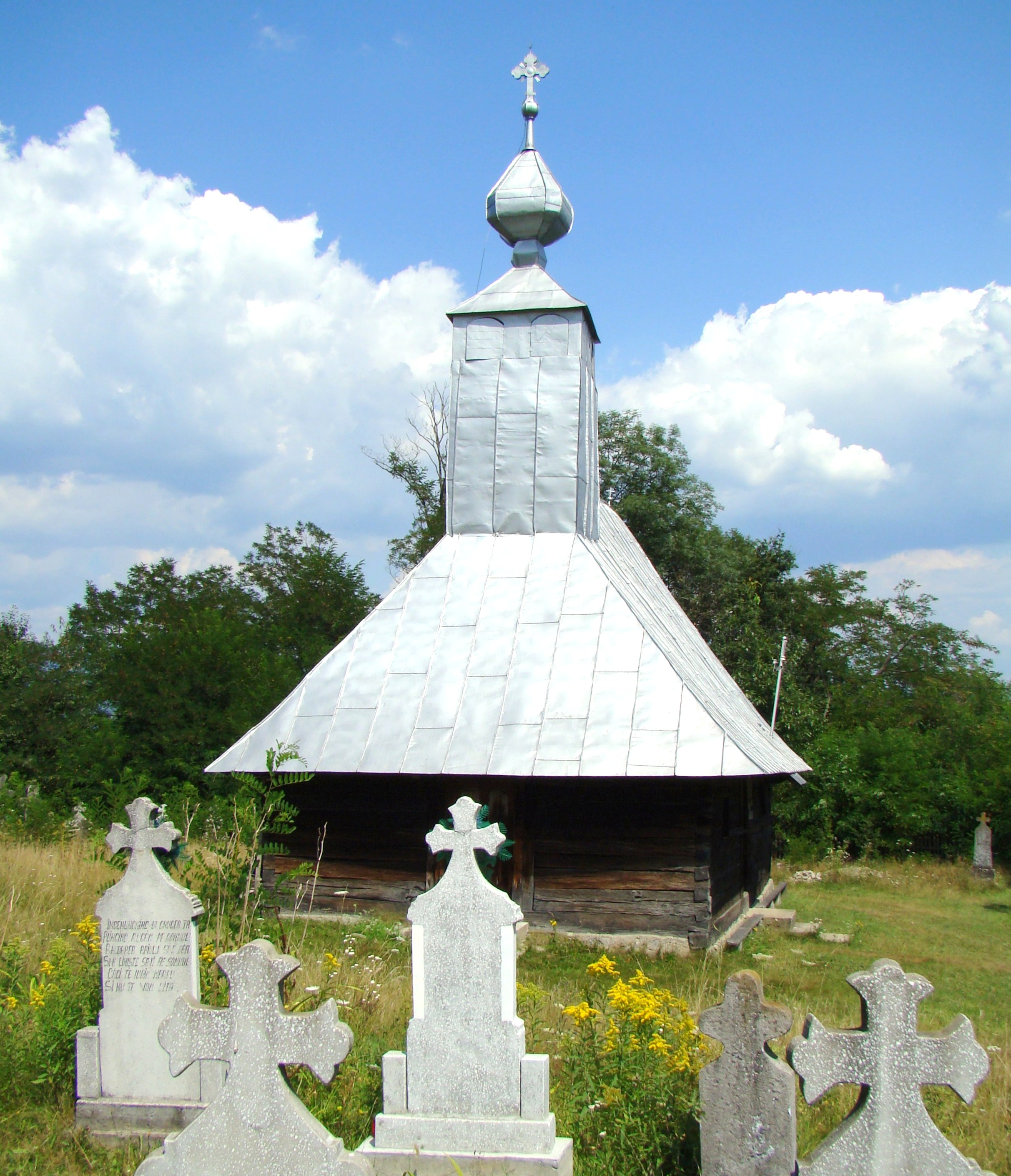
Biserica (vest)

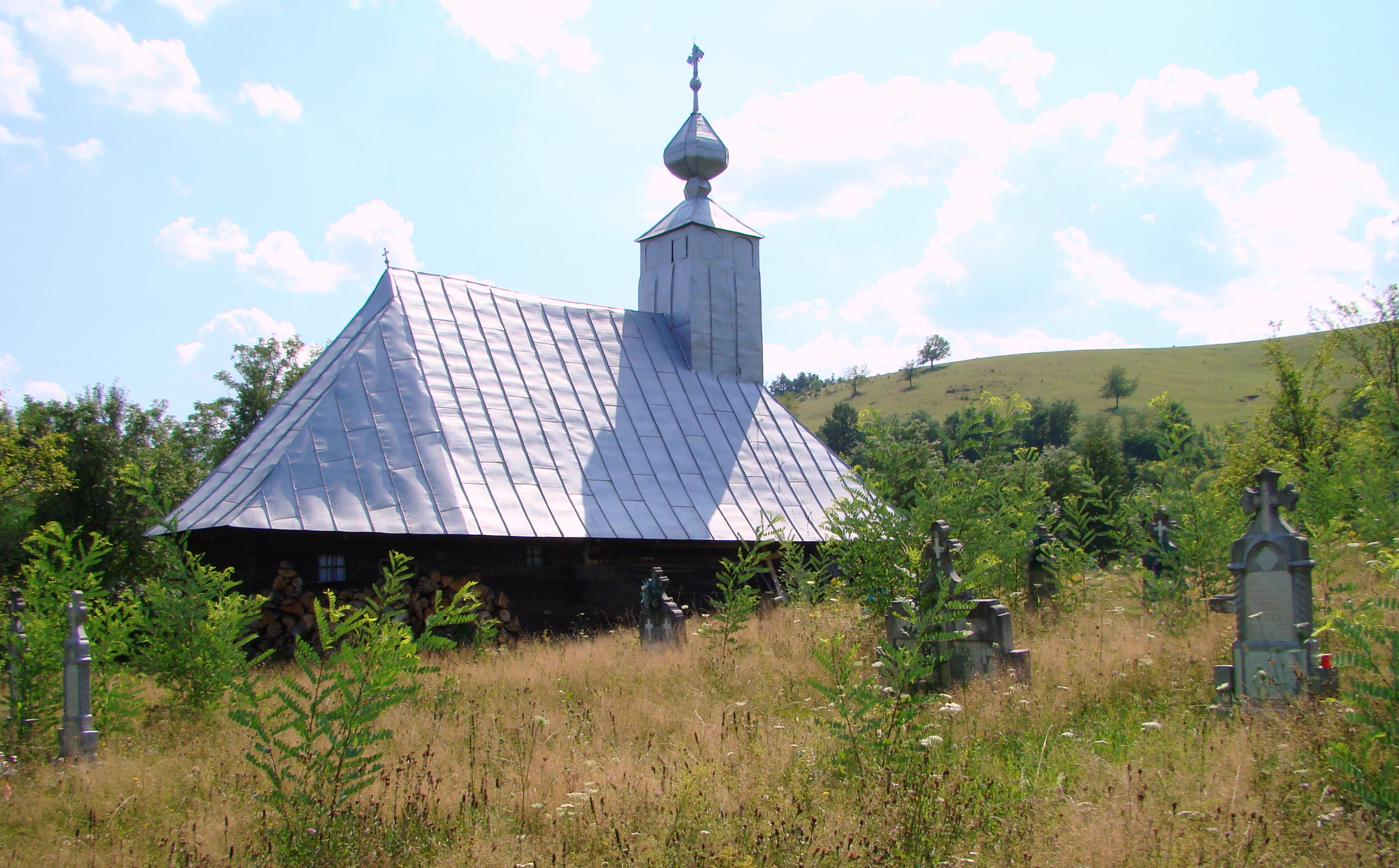
Biserica (nord-est)

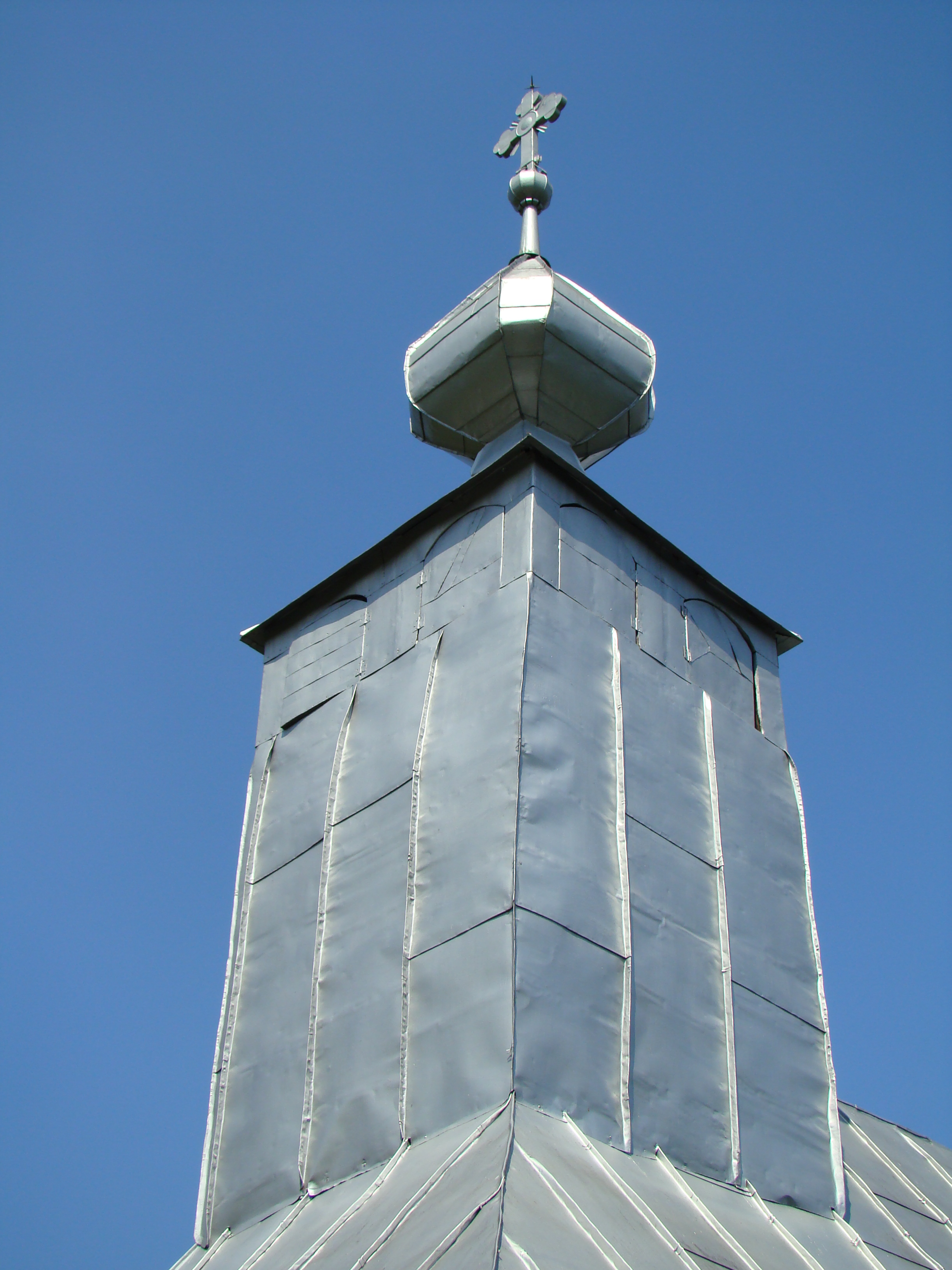
Turnul-clopotniță

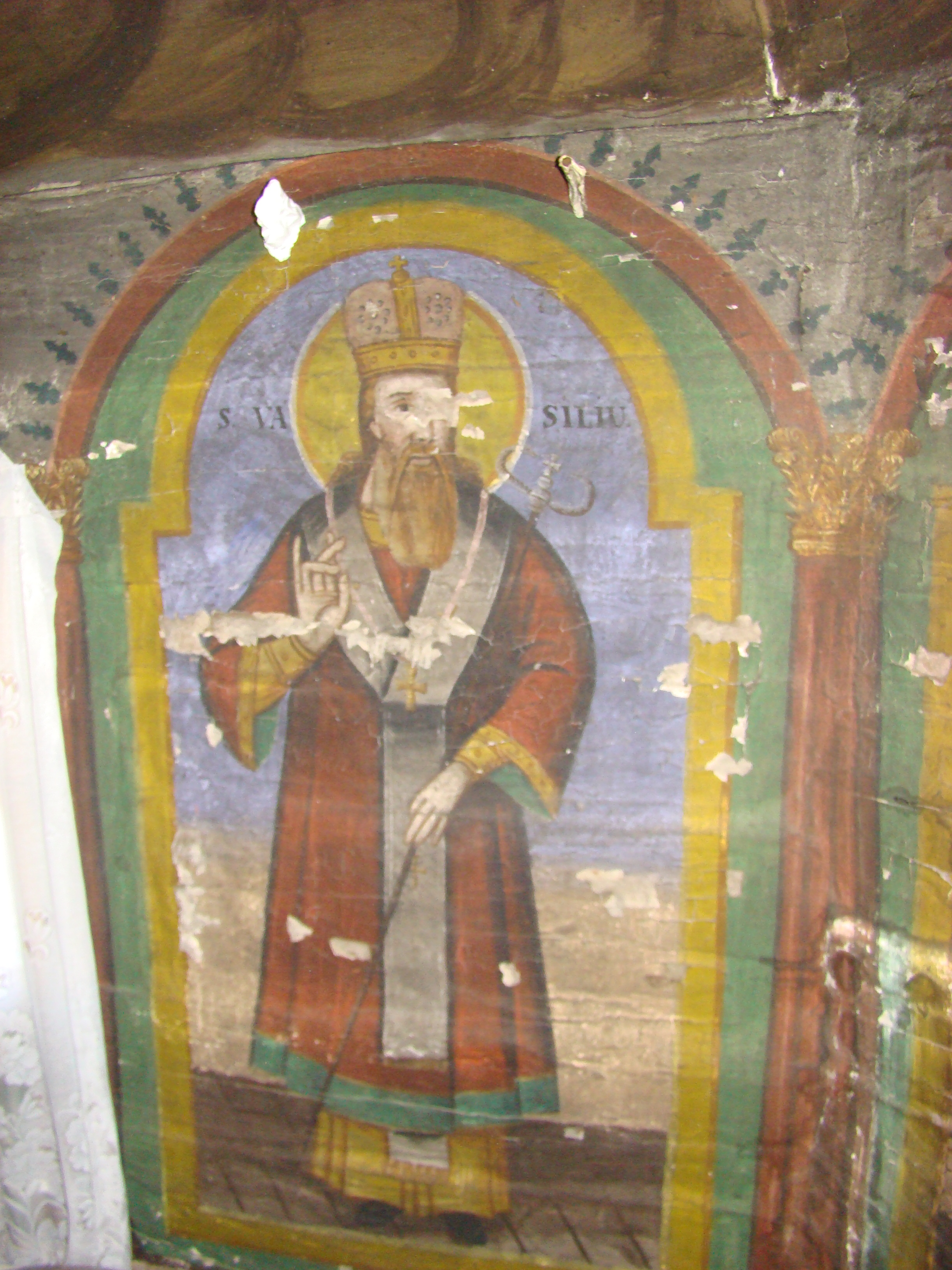
Altar: Sfântul Ierarh Vasile cel Mare

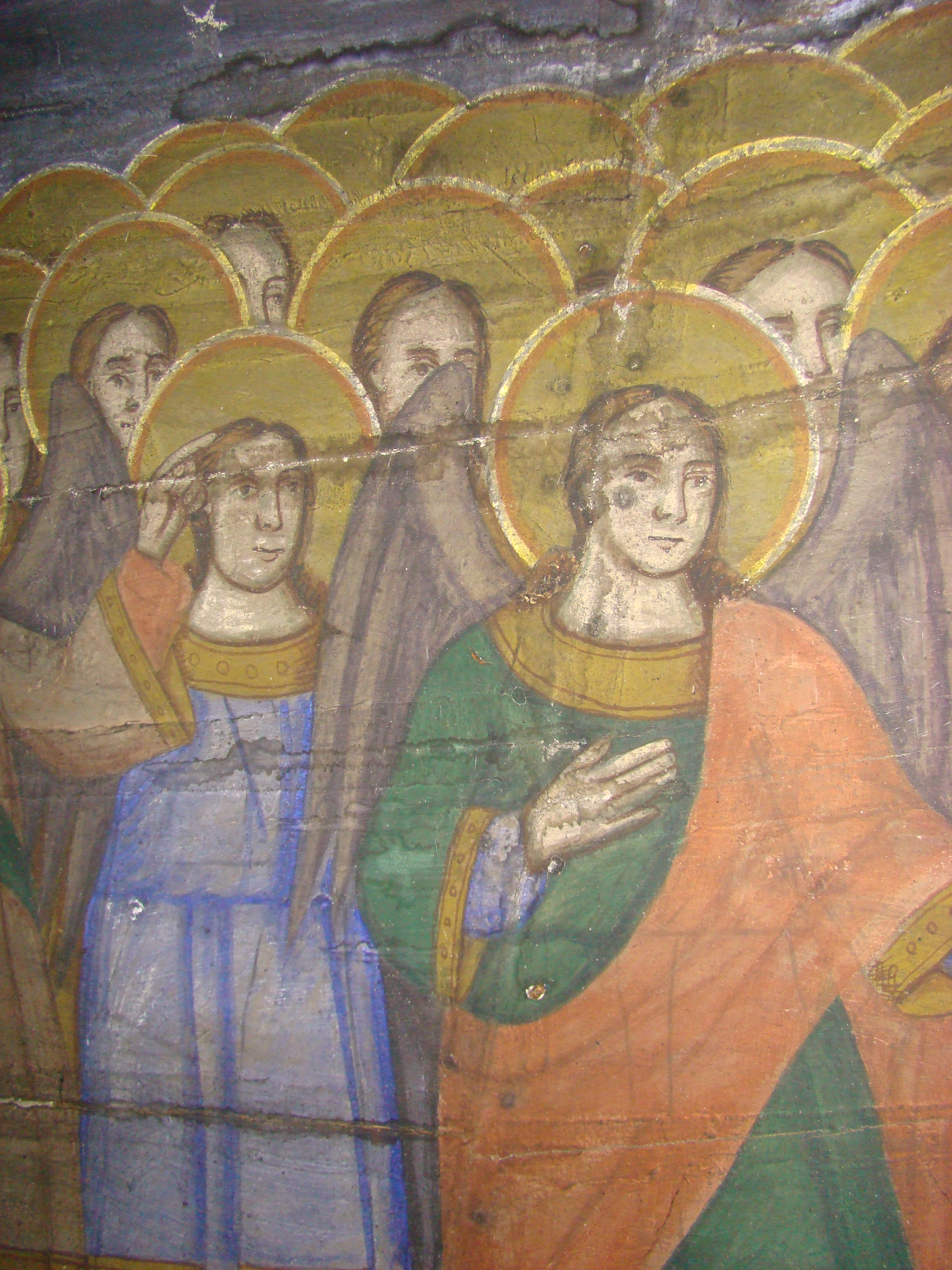
Altar: Ceată de îngeri

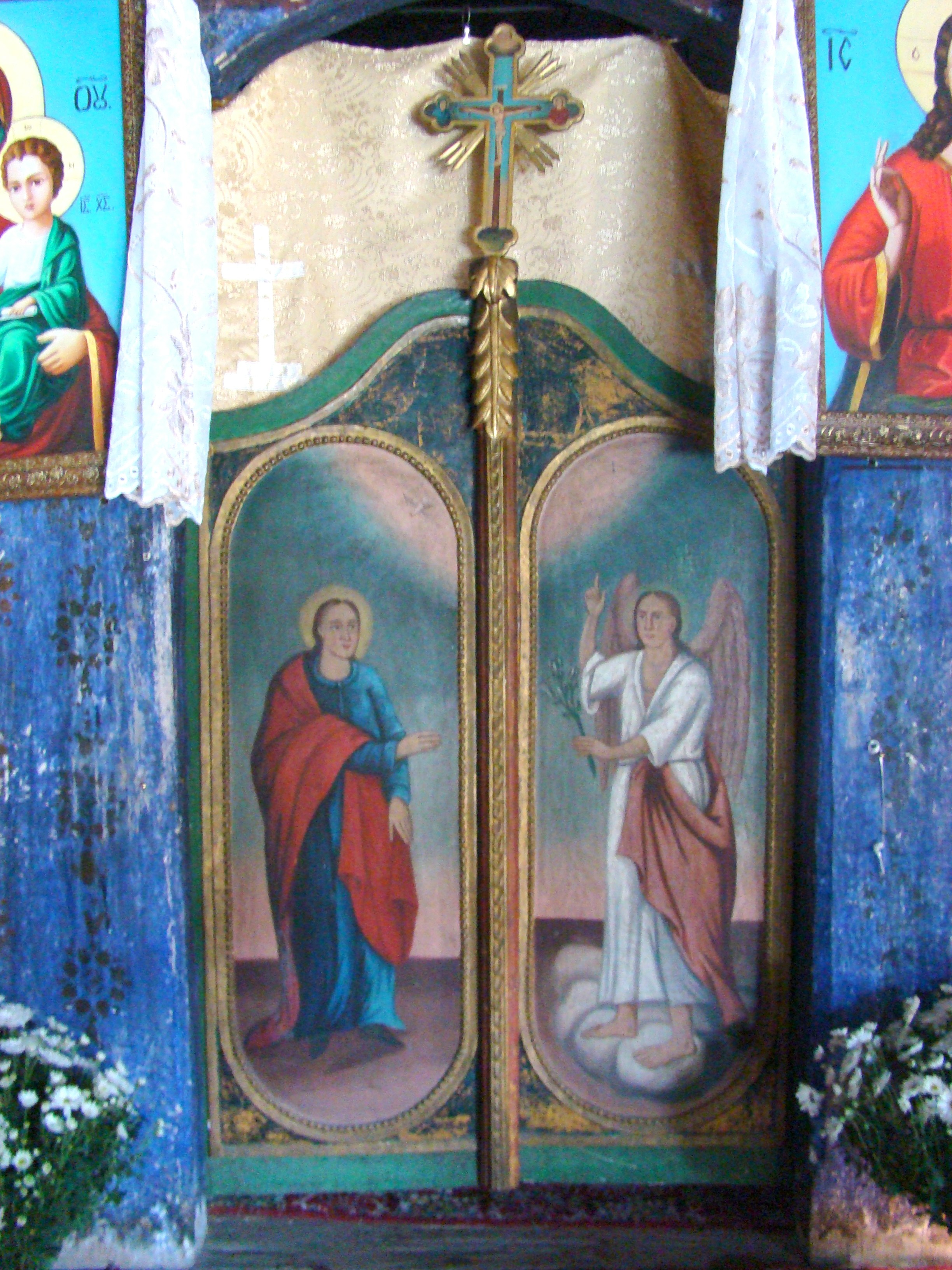
Ușile împărătești

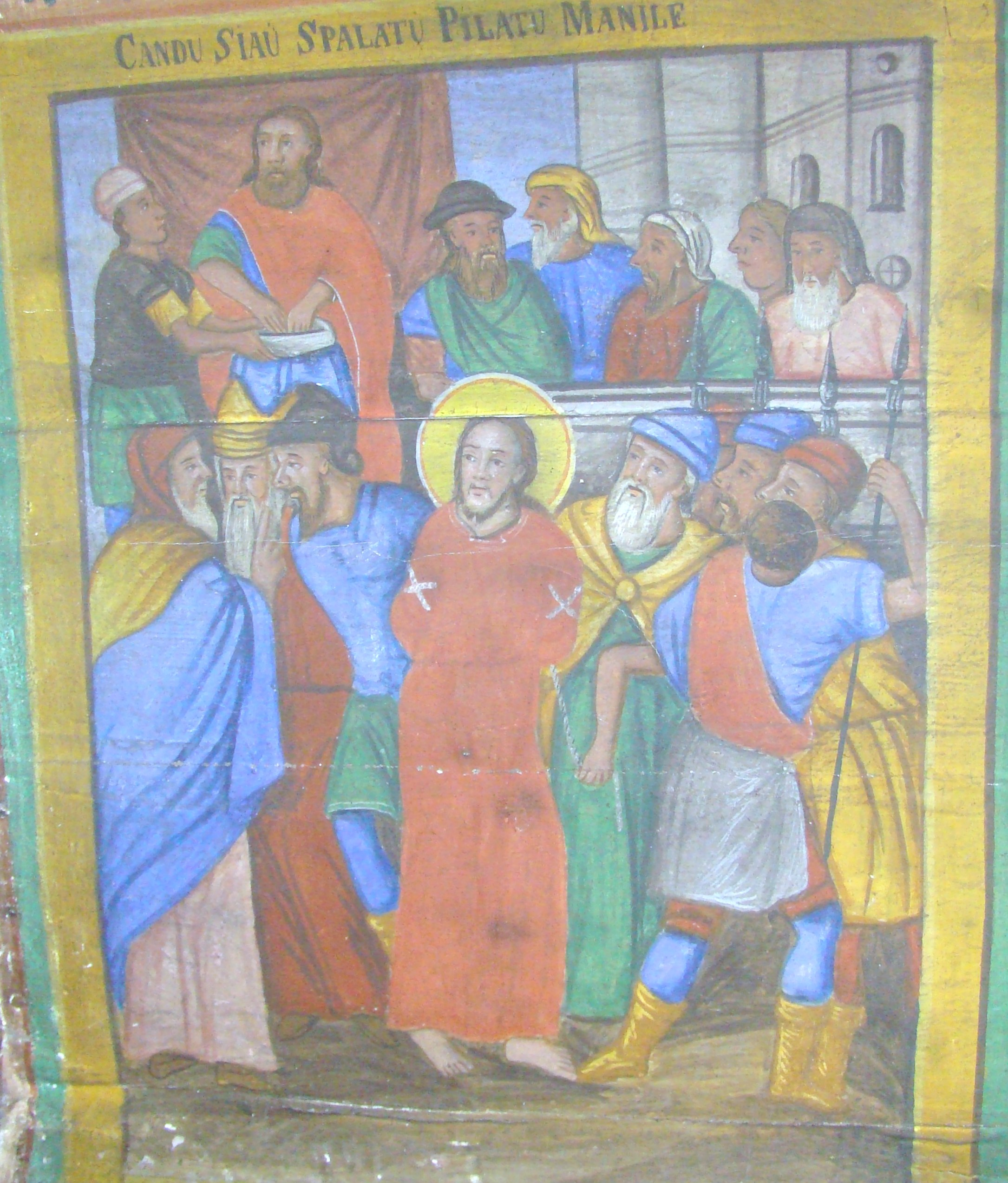
Când și-a spălat Pilat mâinile

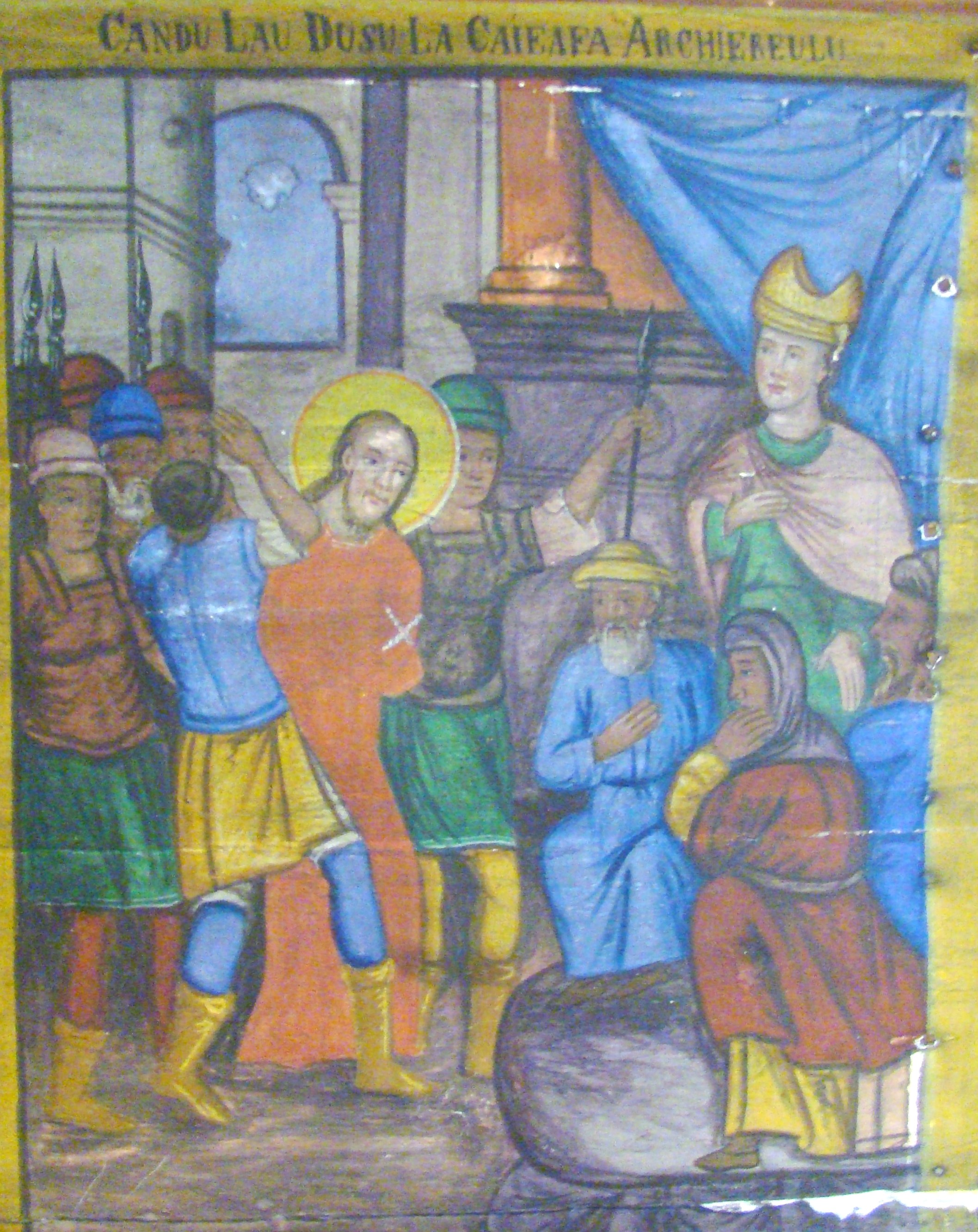
Când l-au dus la Caiafa arhiereul

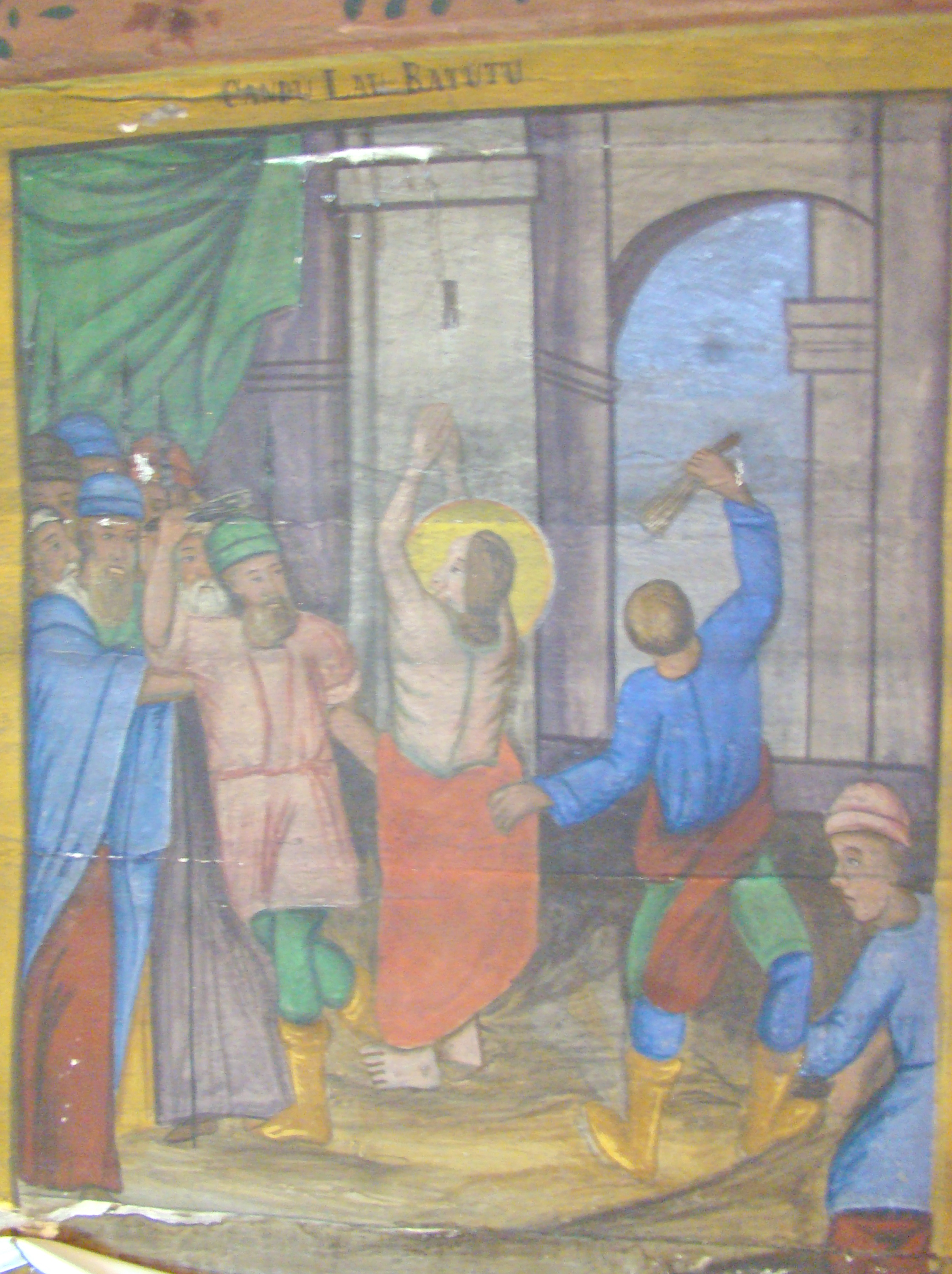
Când l-au bătut pe Iisus

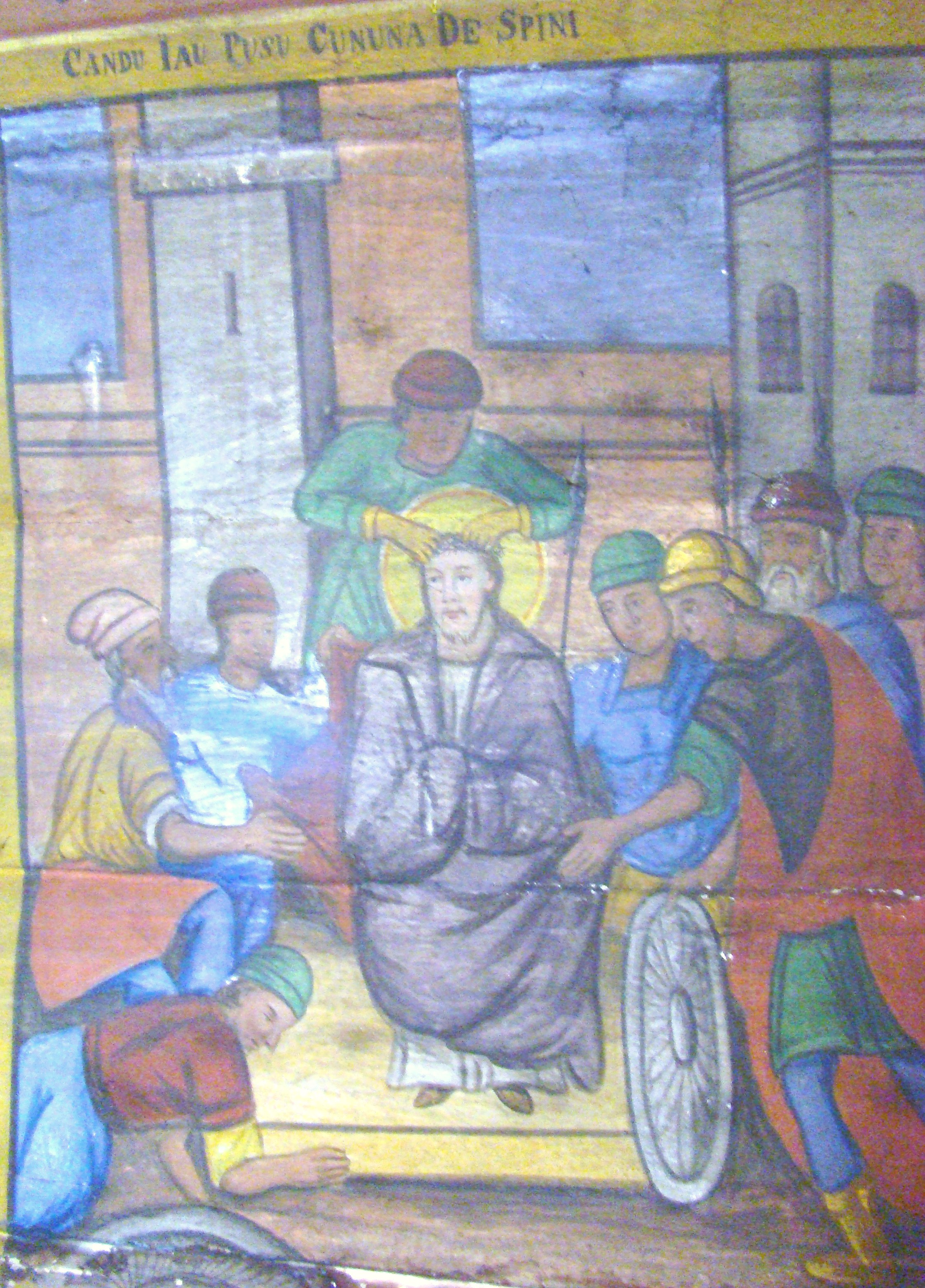
Când i-au pus cununa de spini

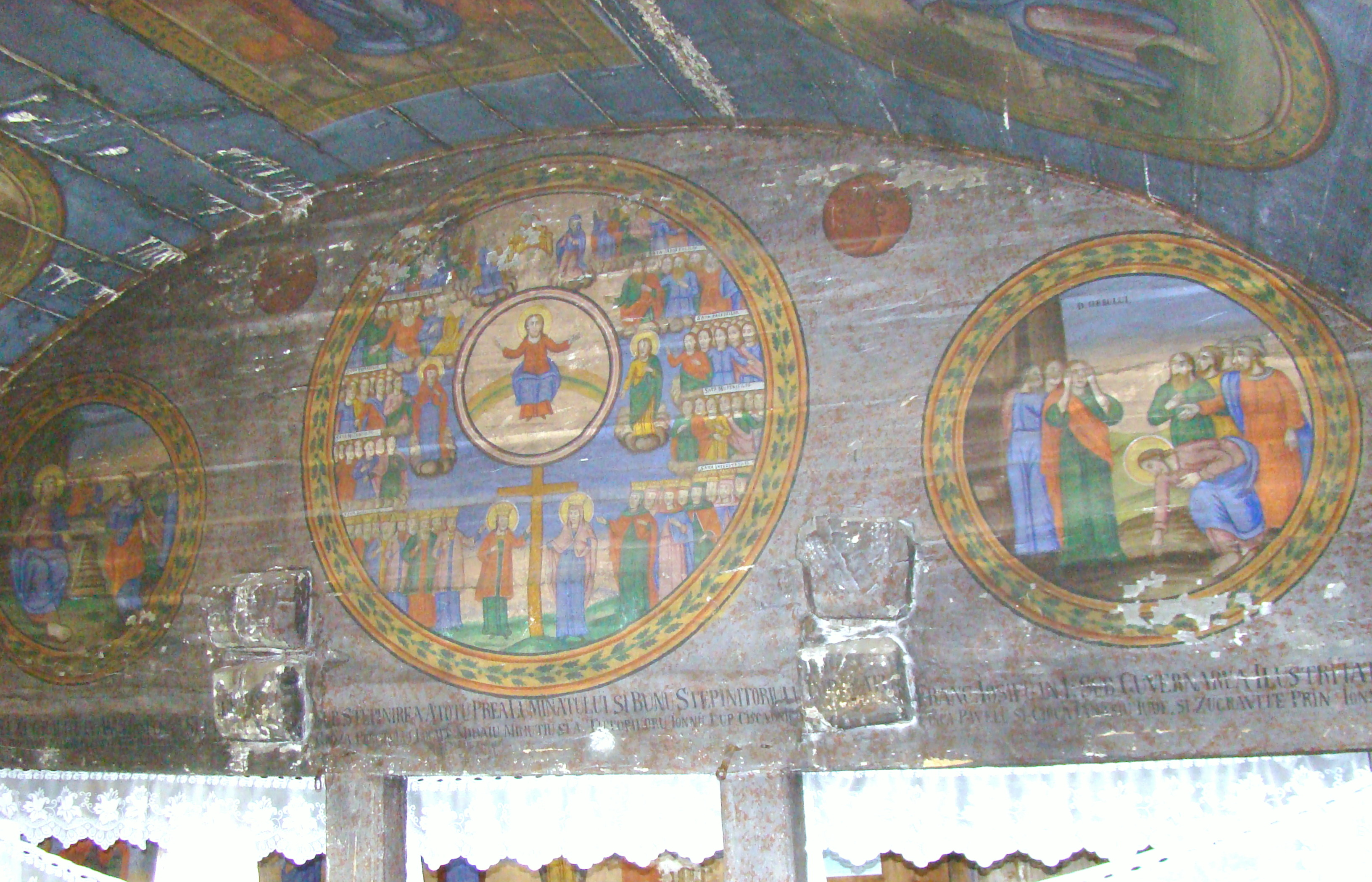
Timpanul de vest al naosului

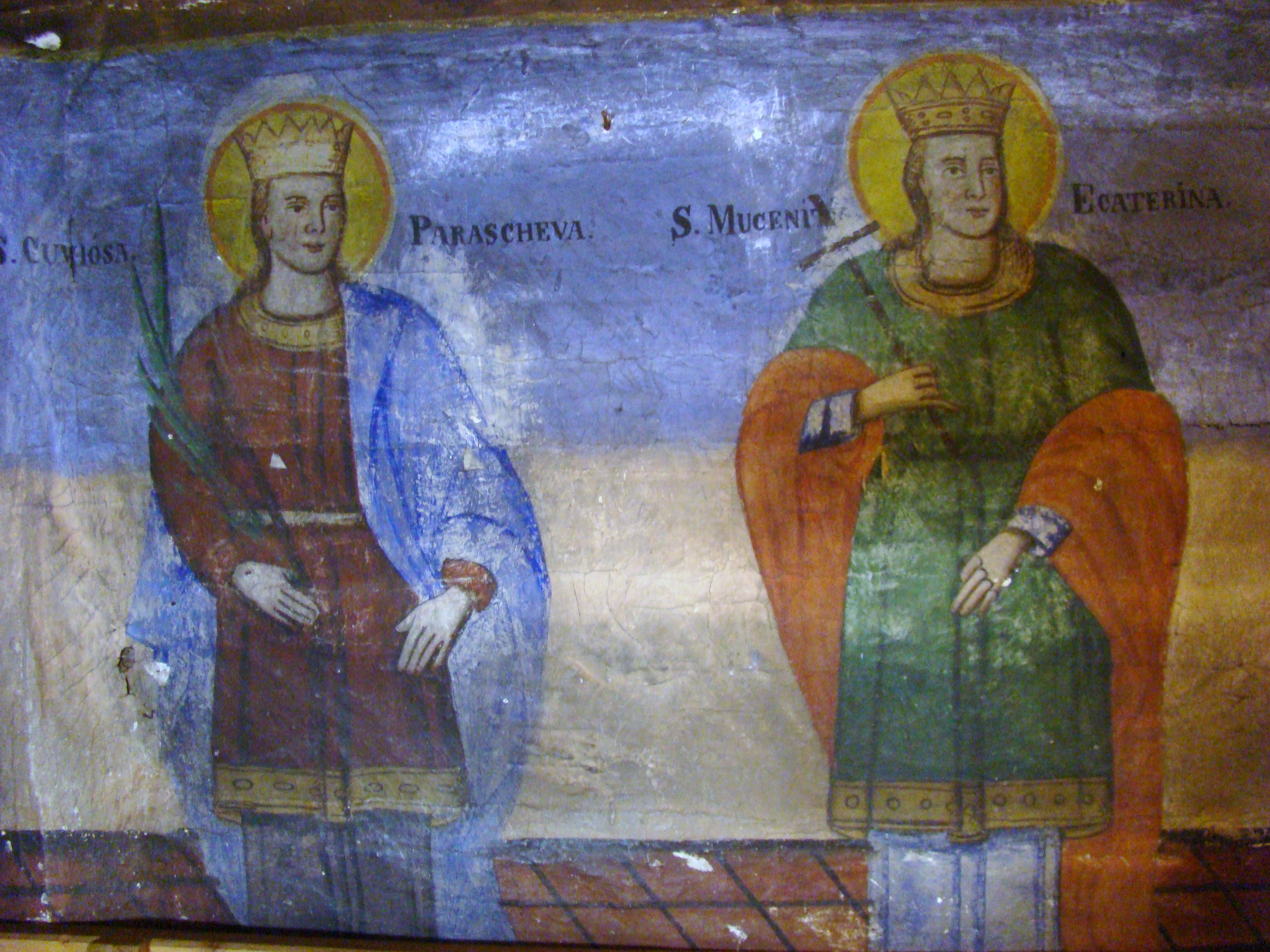
Pronaos: Sfintele Mucenițe

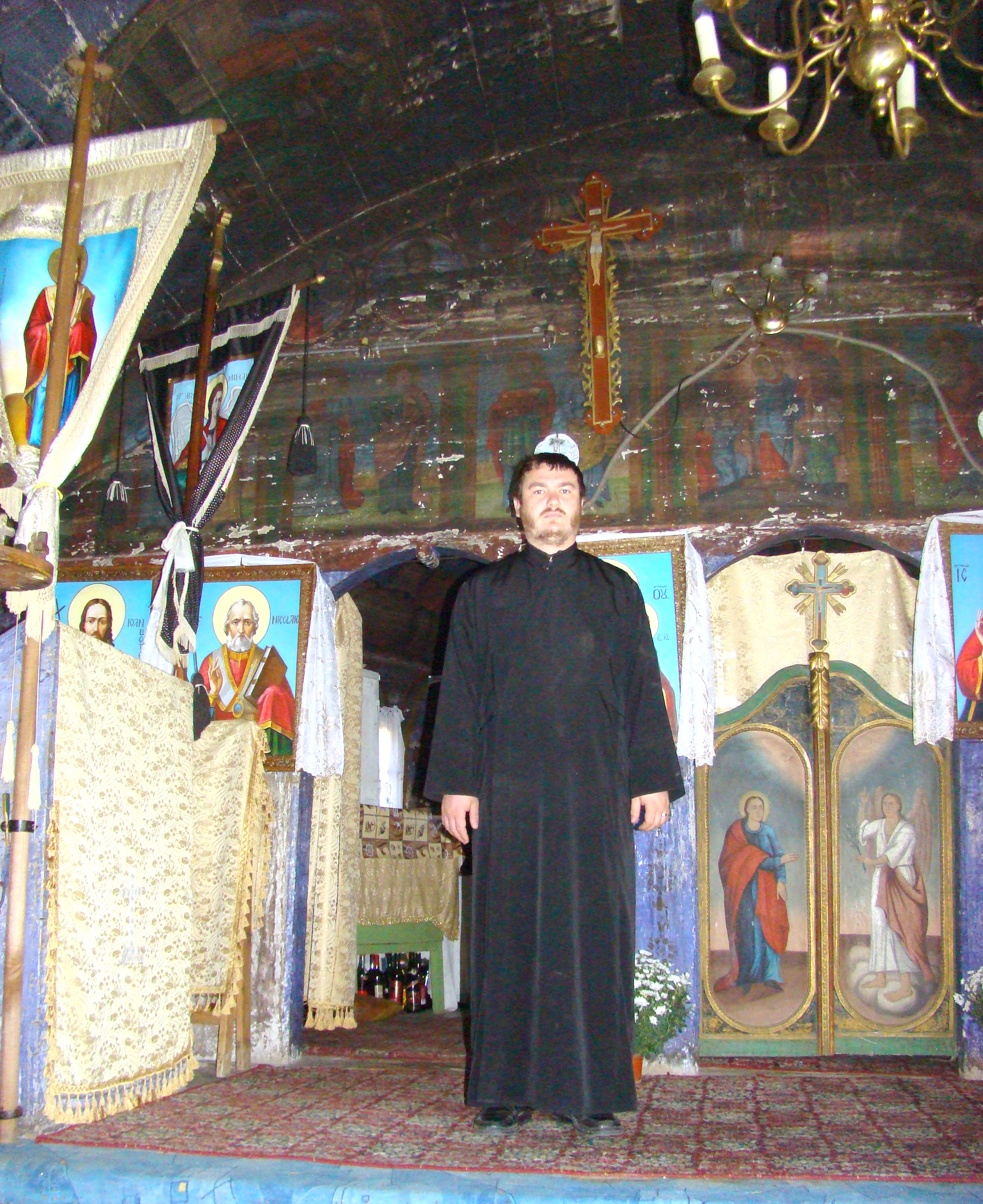
Preotul paroh Lazar Nicolae Mirel

Biserica de lemn din Țărmure, comuna Hălmagiu, județul Arad, a fost construită în anul 1780. Are hramul „Sfinții Arhangheli Mihail și Gavriil”. Biserica se află pe noua listă a monumentelor istorice sub codul LMI:  AR-II-m-A-00656.

## Istoric
La mijlocul secolului al XVIII-lea, satul nu avea biserică și era filie la Hălmagiu. Abia în anul 1779 locuitorii își construiesc o biserică de lemn existentă și astăzi. După unii istorici de artă, biserica a fost edificată în anul 1780, renovată în 1830. Edificată din lemn, are hramul „Sfinții Arhangheli Mihail și Gavriil". Biserica este prevăzută cu două uși, cu 3 ferestre în naos, una la pronaos și două la altar. Era acoperită cu șindrilă, inclusiv turnul, dar din cauza deteriorării avansate, acoperișul a fost refăcut din tablă. Plafonul de formă semicilindrică este împodobit cu pictură pe pânză, la fel și pereții pronaosului, naosului, bolții altarului și iconostasul. 
Pictura aparține lui Ioan Demetrovici din Timișoara și a fost executată în 1870, după cum reiese din inscripția aflată deasupra peretelui despărțitor al naosului de pronaos: "ACEASTĂ SFÂNTĂ BISERICĂ S-A ZUGRĂVIT ÎN ANUL ȘI LUNA SEPTEMVRIE 1870 SUB STĂPÂNIREA PREA LUMINATULUI ȘI BUNULUI STĂPÂNITORIU ÎMPĂRAT FRANCISC IOSIF SUB GUVERNAREA ILUSTRITĂȚII SALE DOMNULUI EPISCOP PROCOPIE IVASCOVICI. ZUGRĂVIREA S-A DUS LA ÎNDEPLINIRE PRIN ÎNDEMNUL PROTOPOPULUI IOANE GROZA, PREOTULUI LOCAL MIHAI MIHUȚIU ȘI CTITORILOR IOANU LUPU, CISCA ONICA, CISCA PAVEL ȘI CISCA IONASIU JUDE ȘI ZUGRĂVITĂ PRIN IOANE DEMETROVICI DE LOC DIN TIMIȘOARA."

## Imagini din exterior

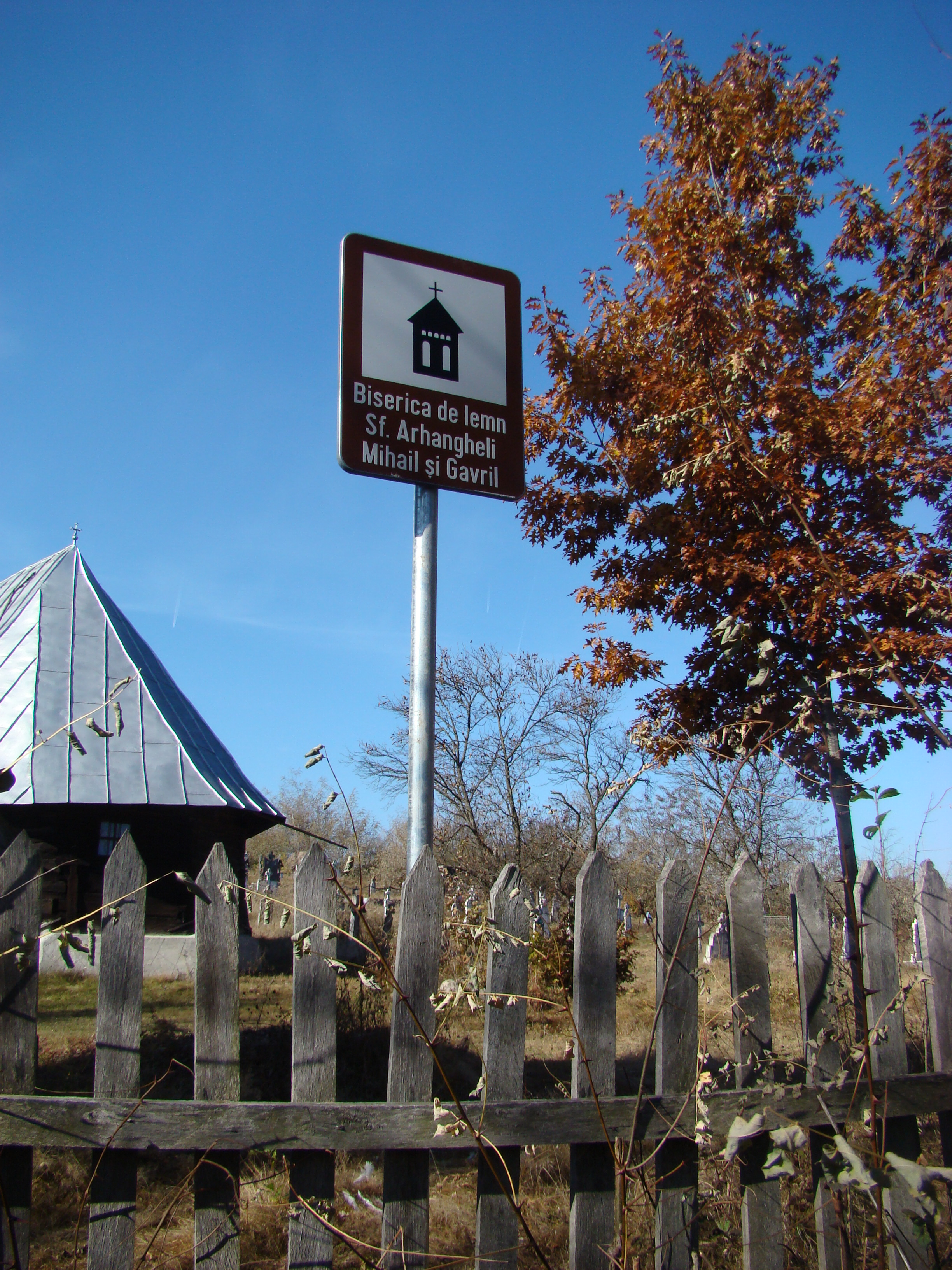
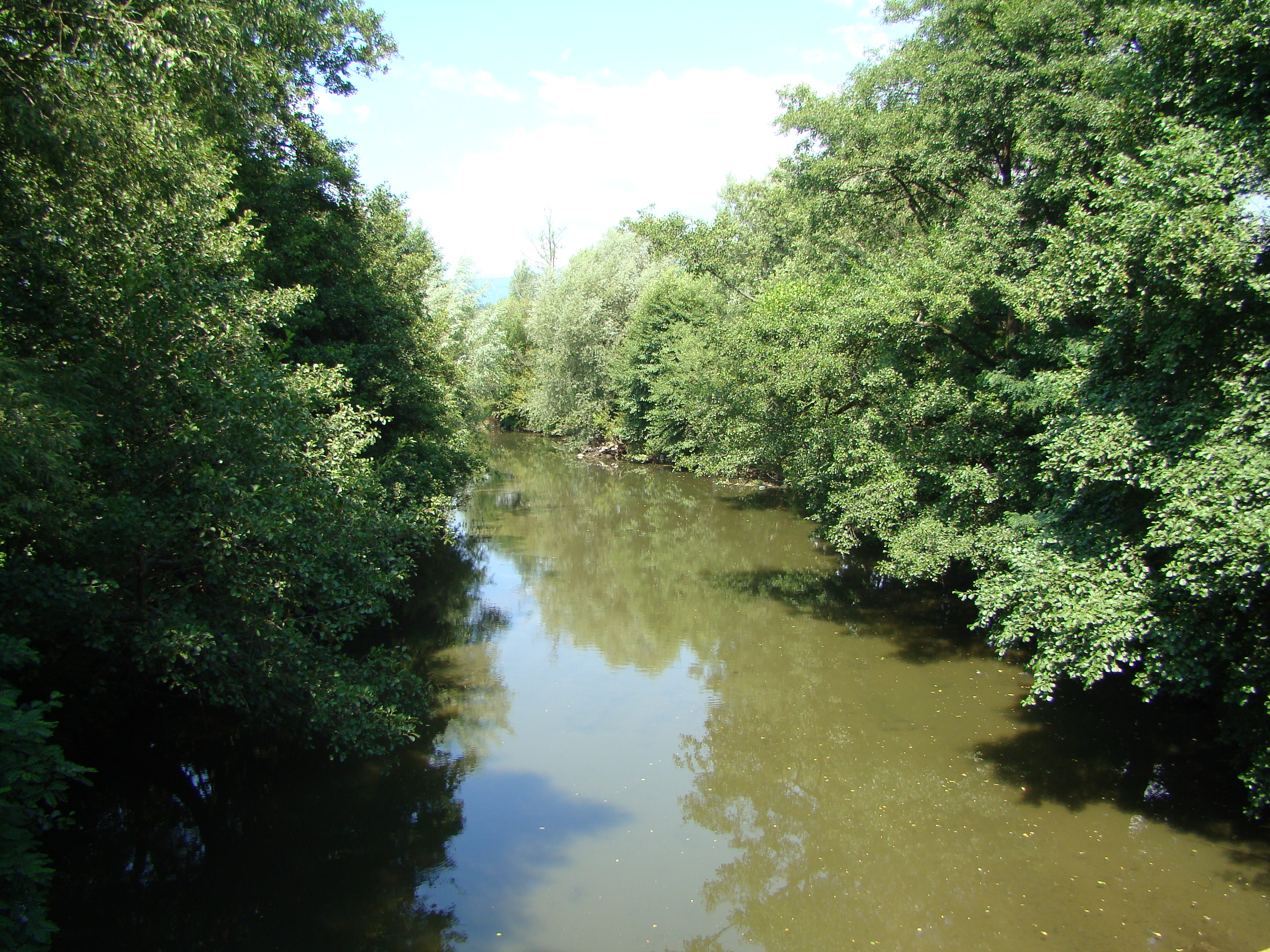
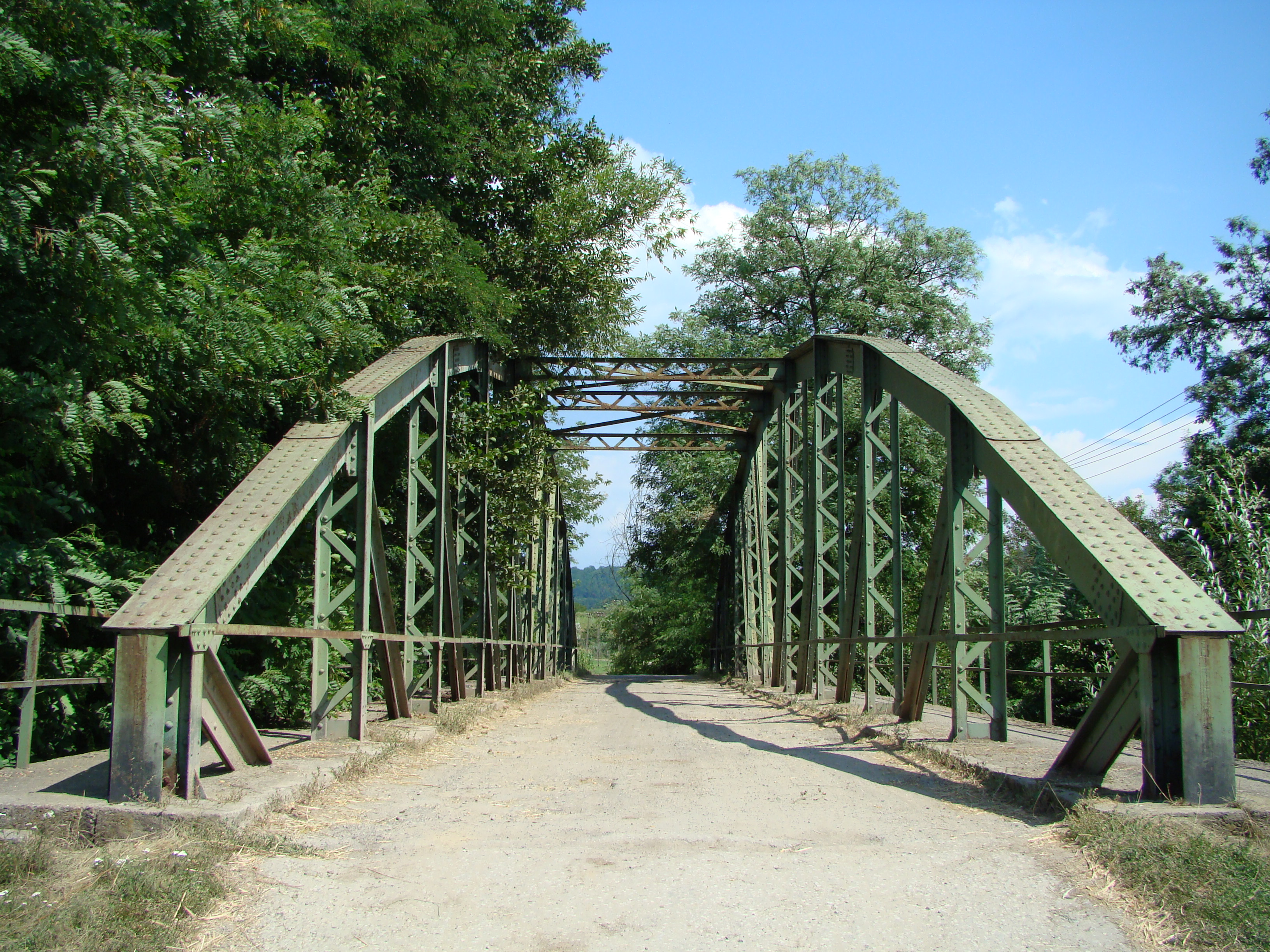
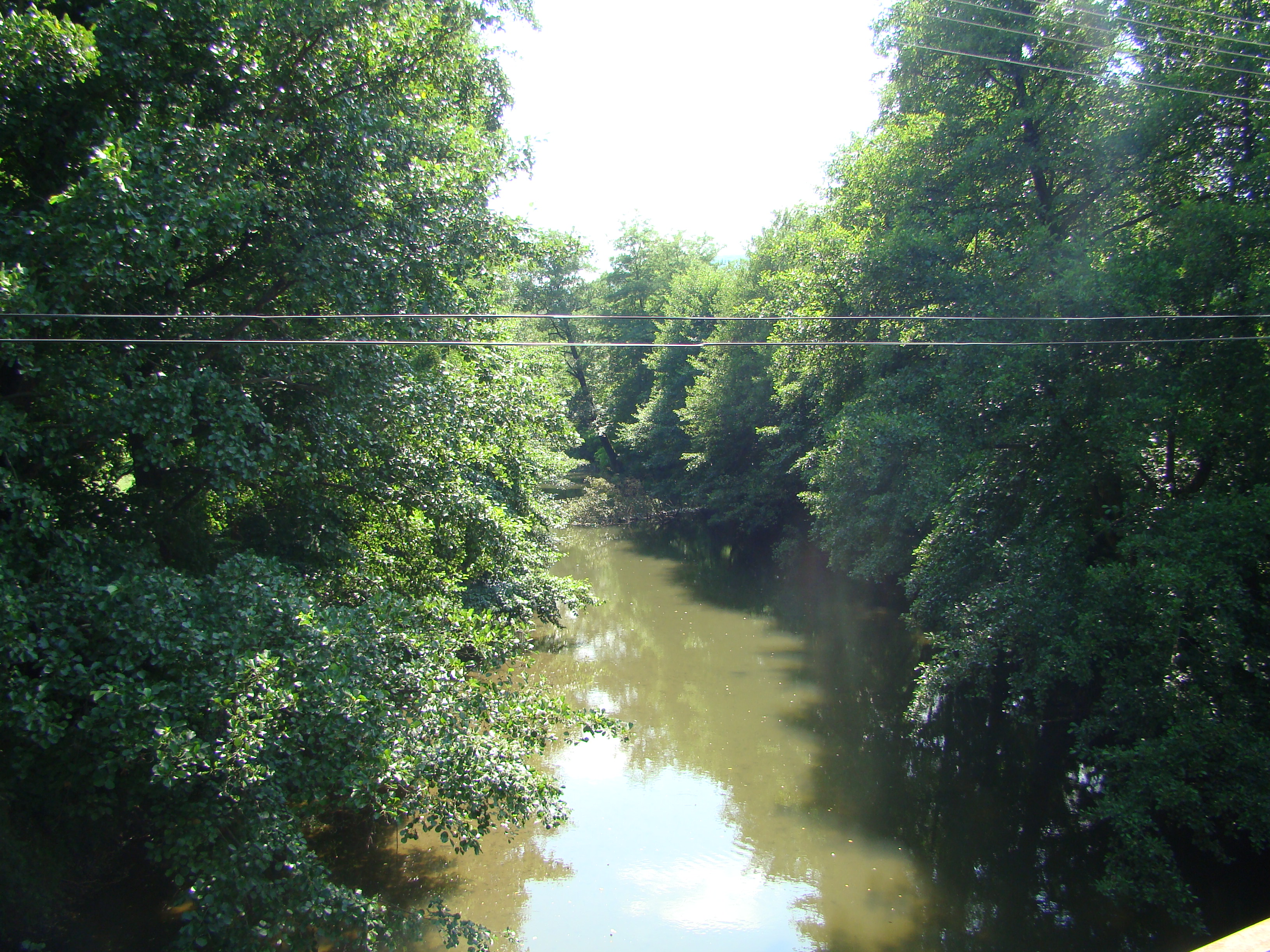
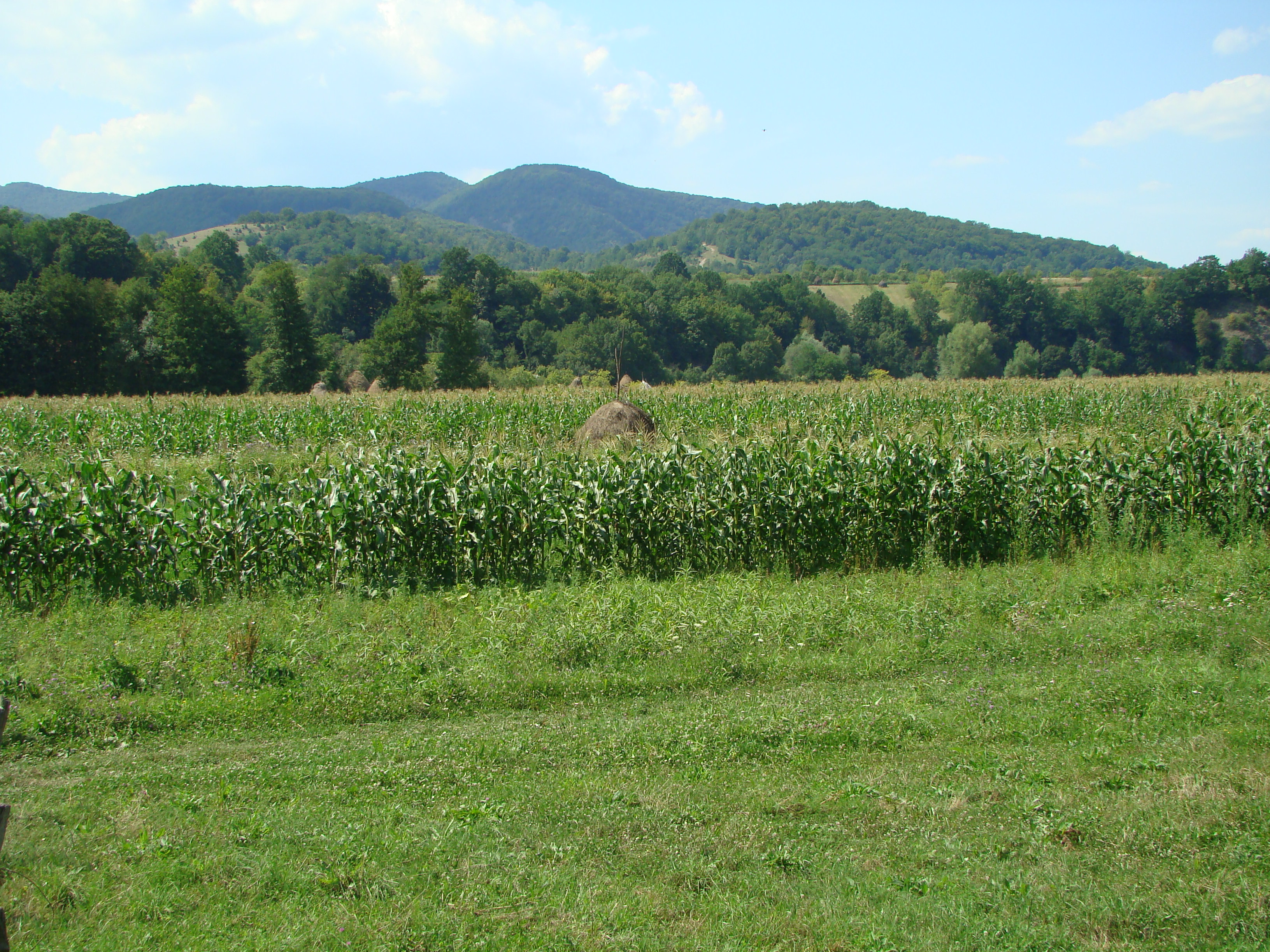
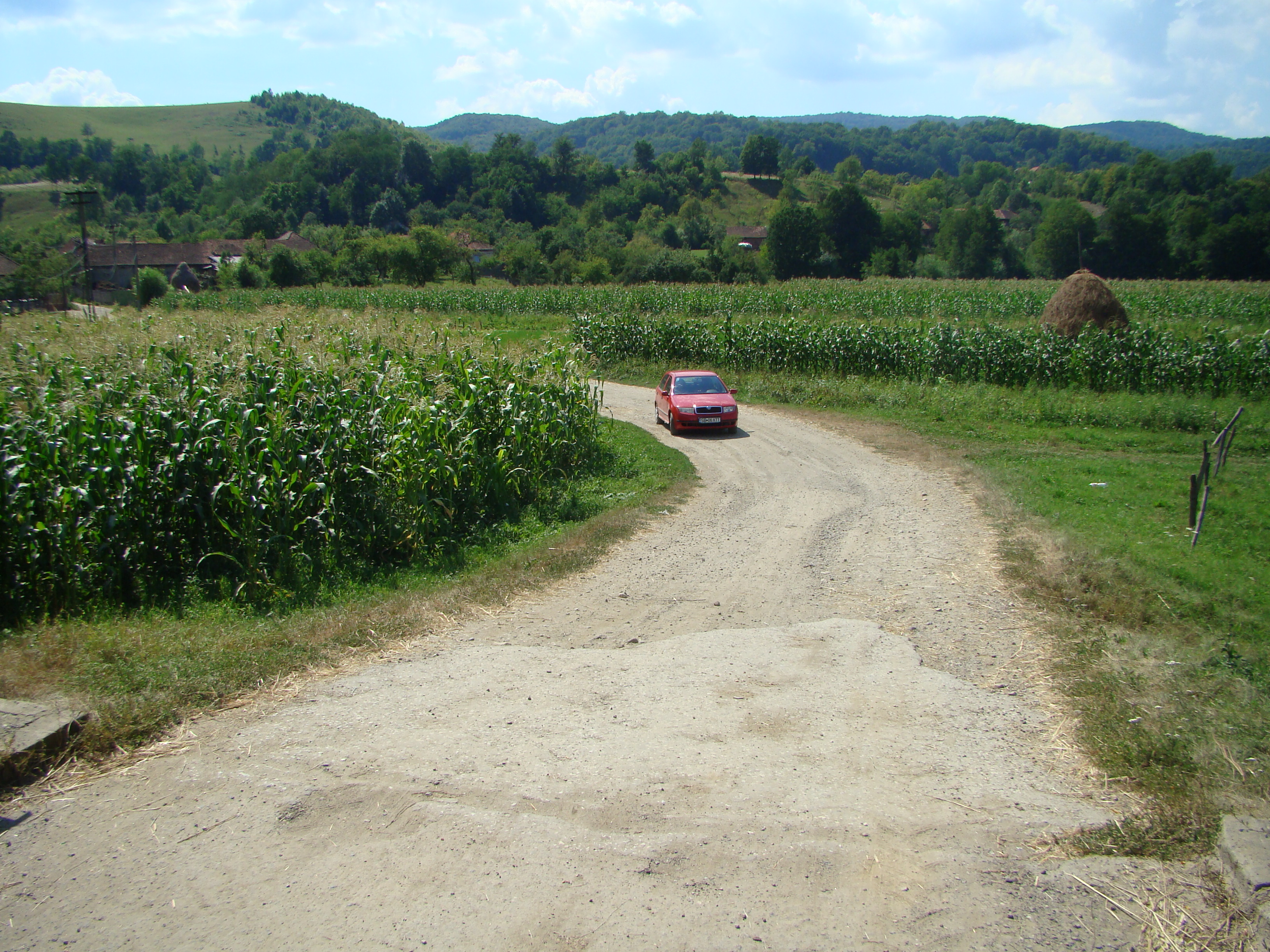
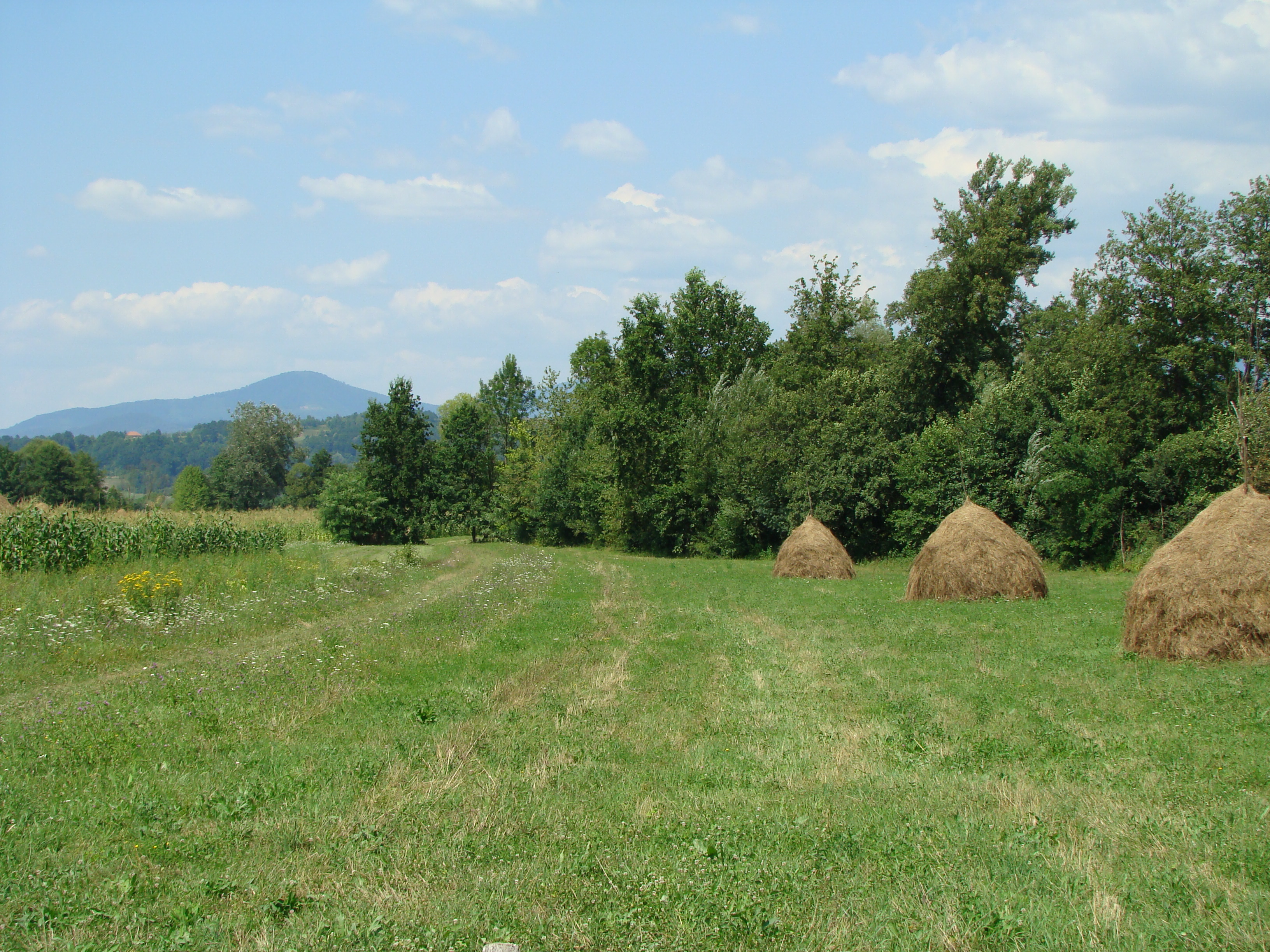
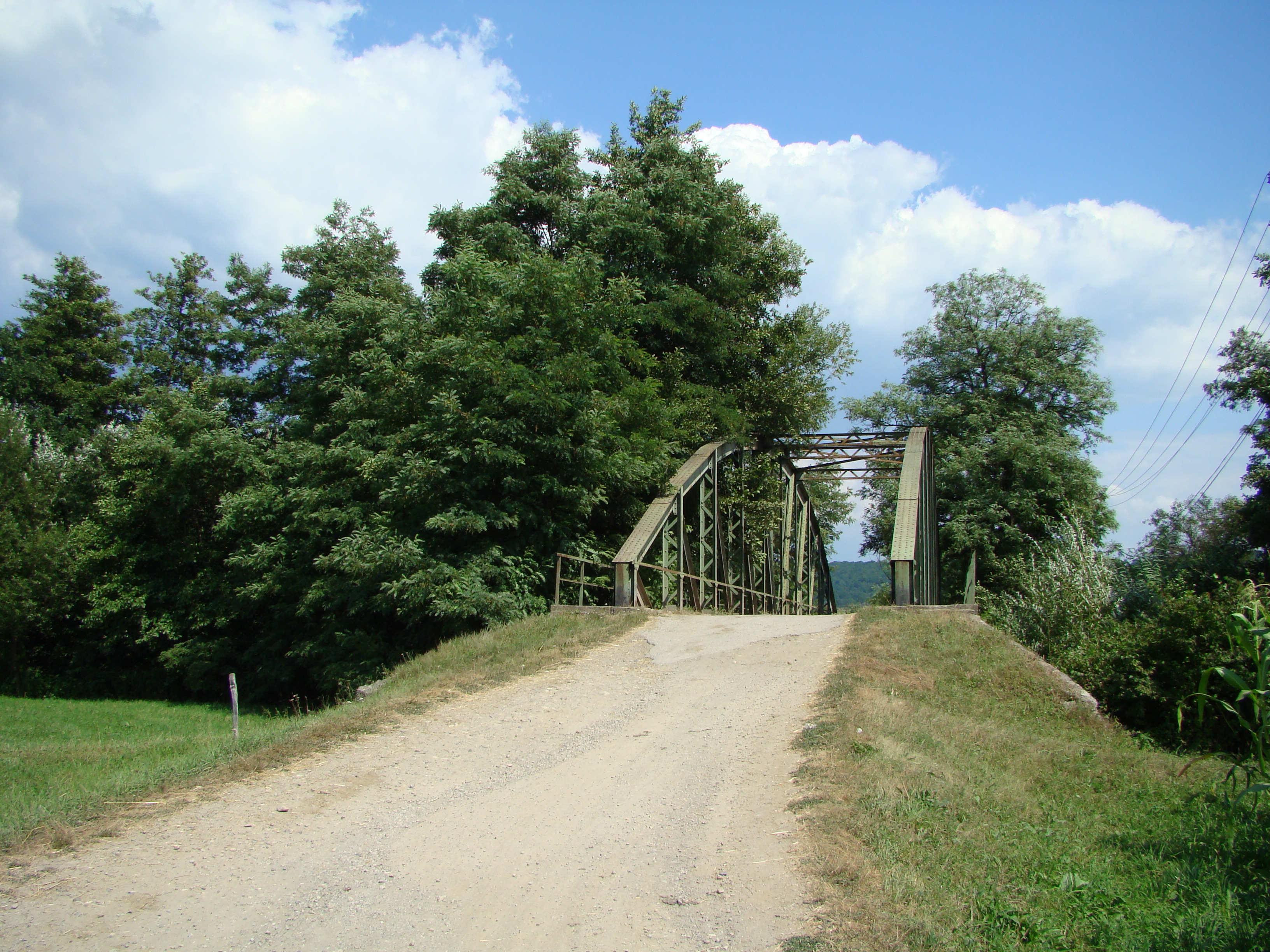
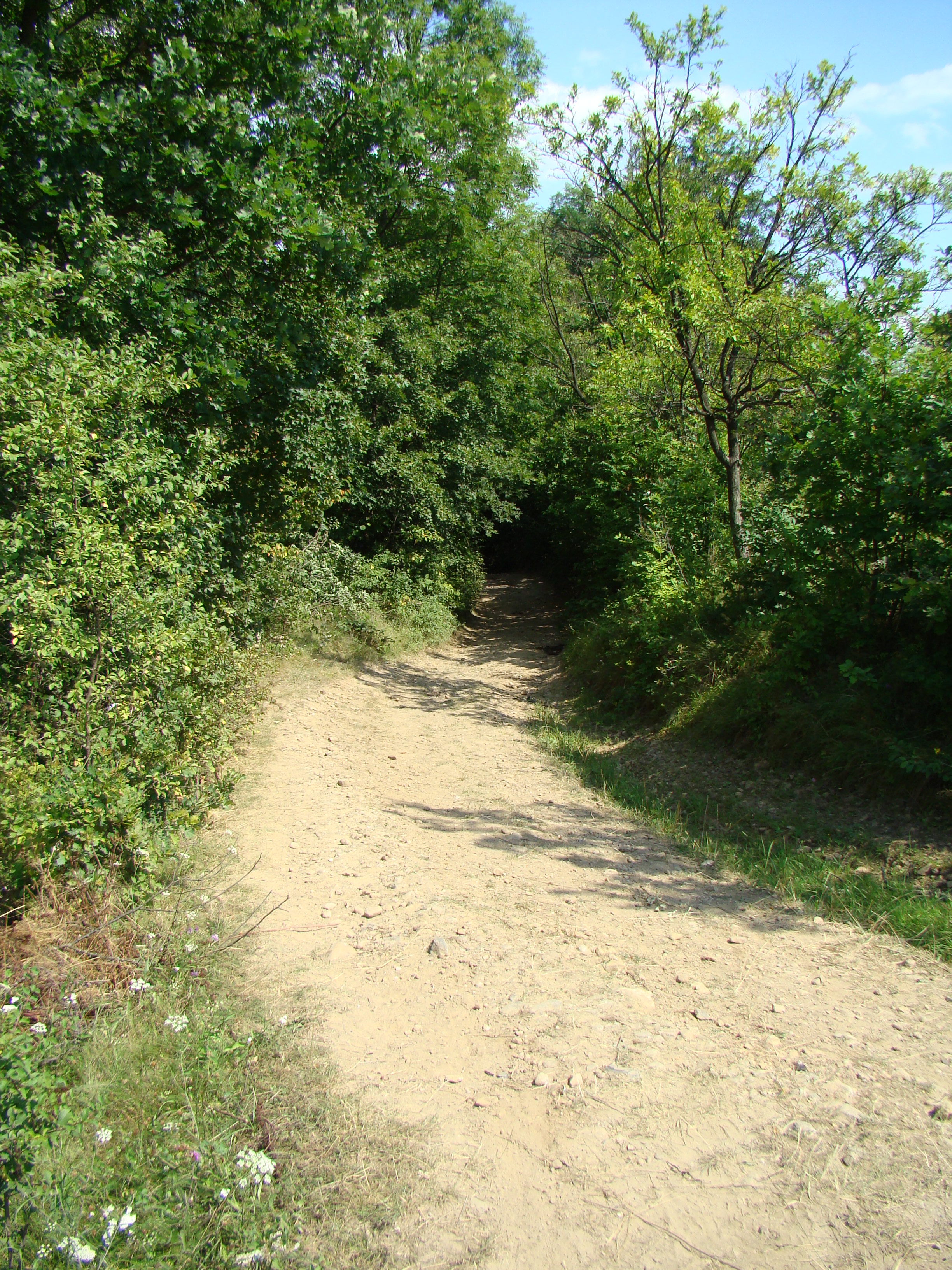
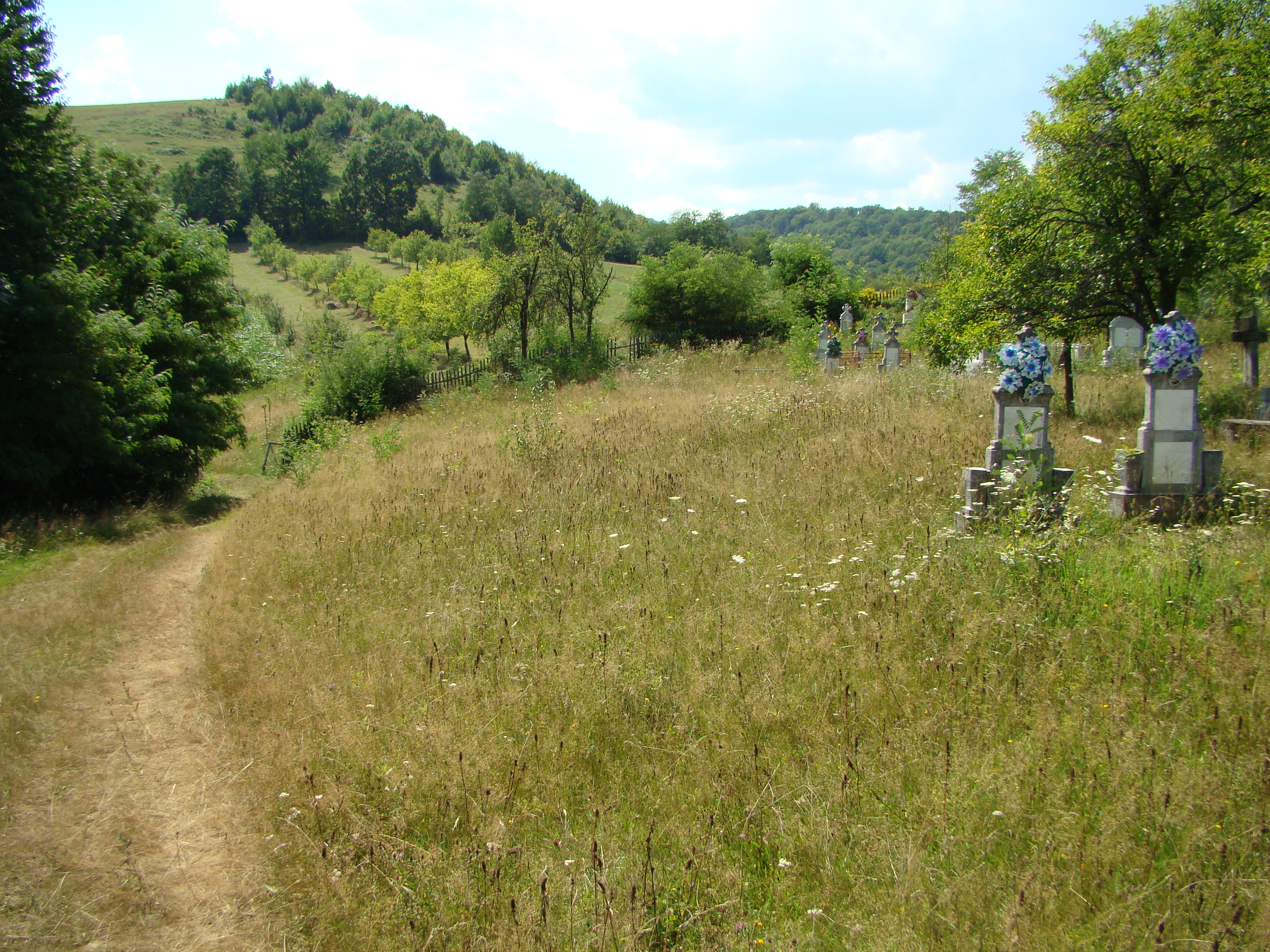
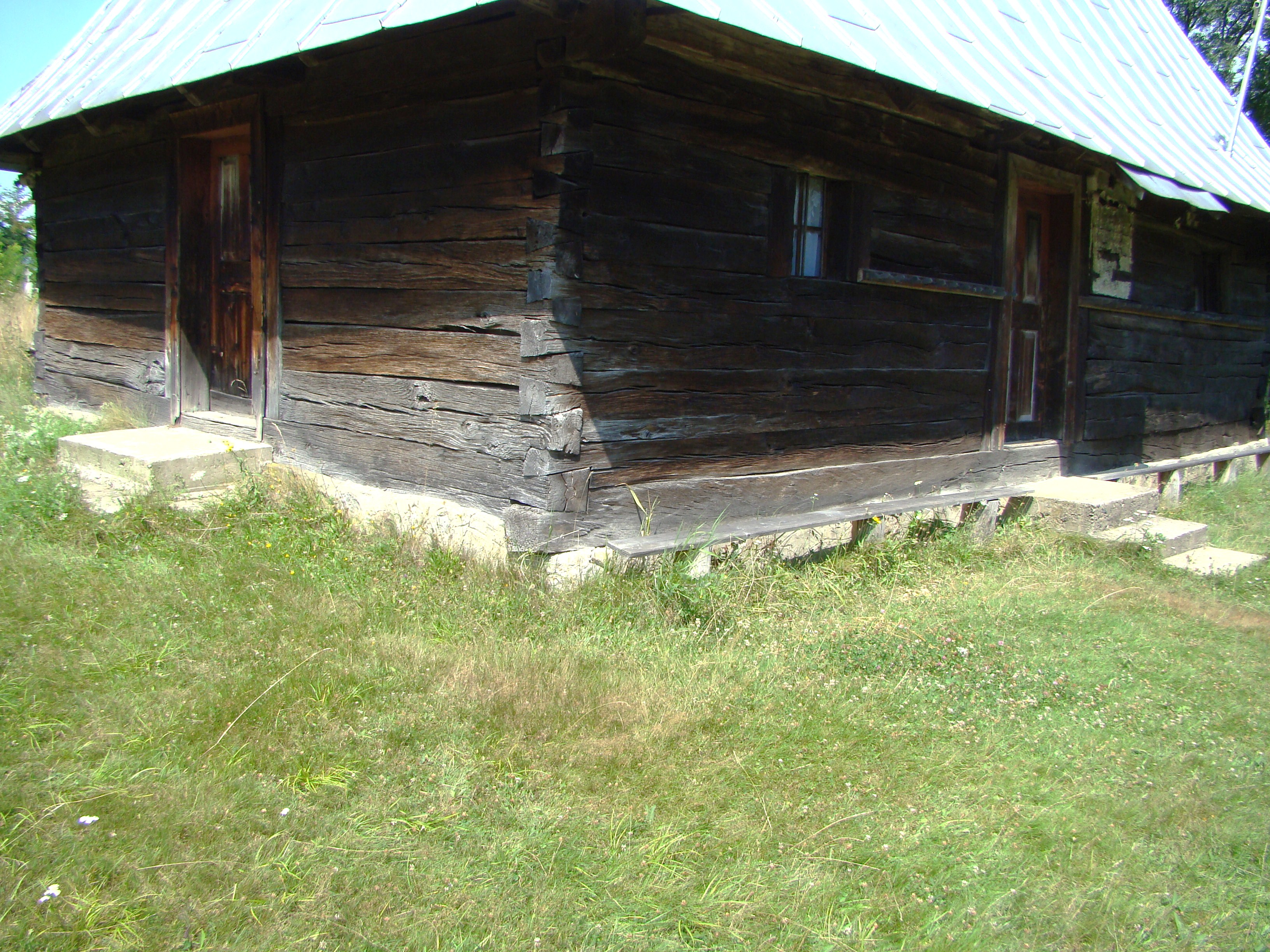
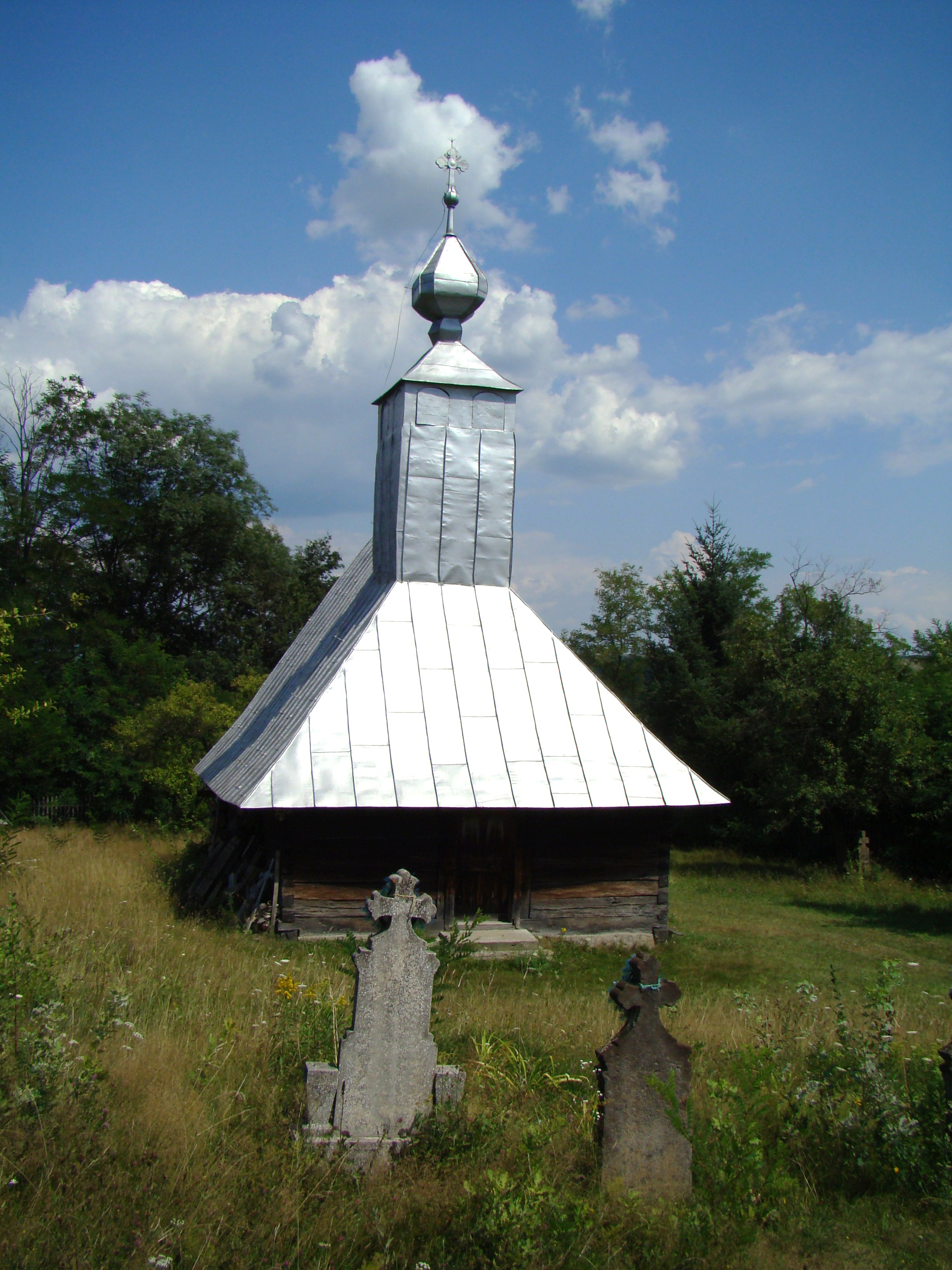
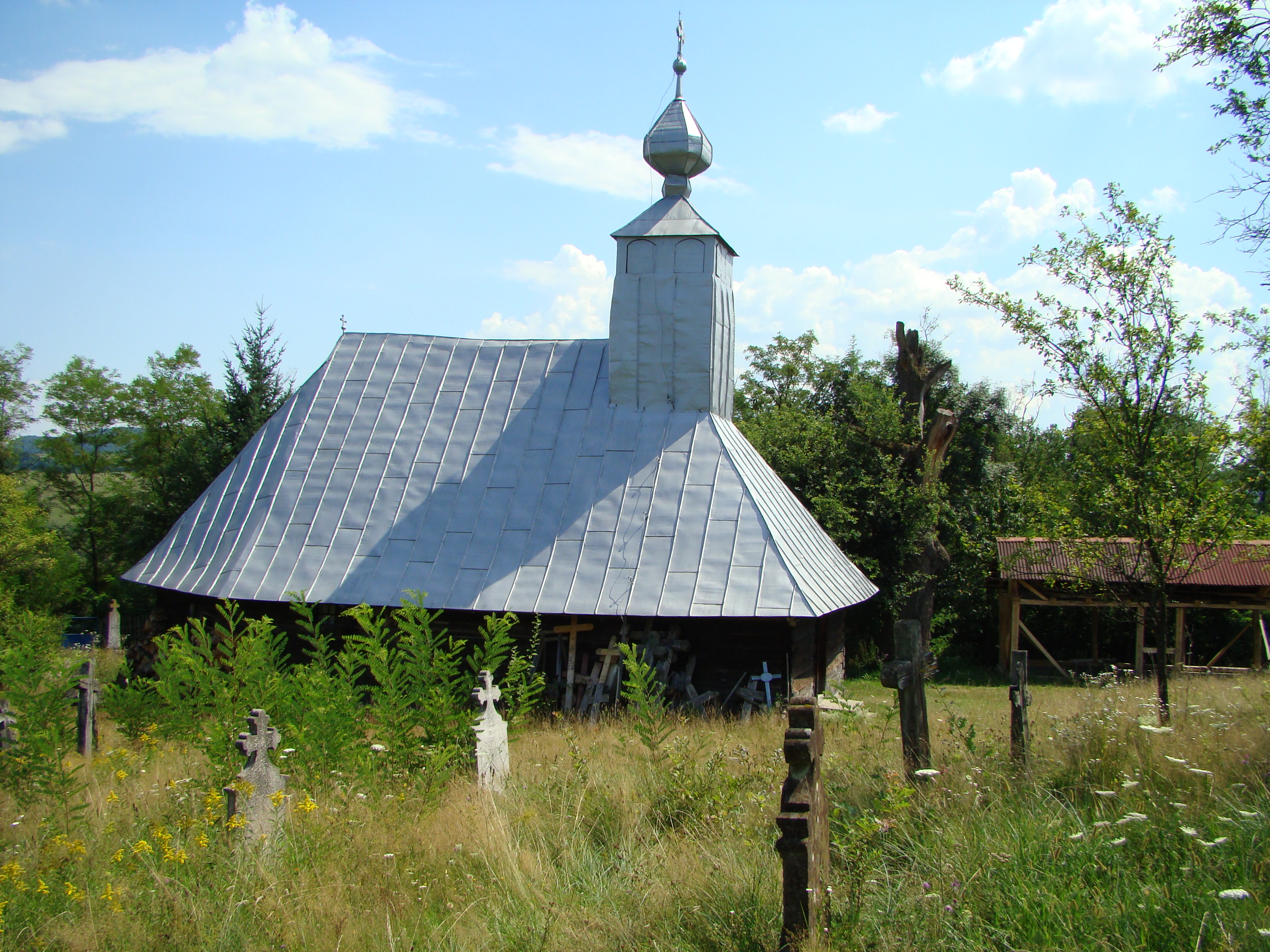
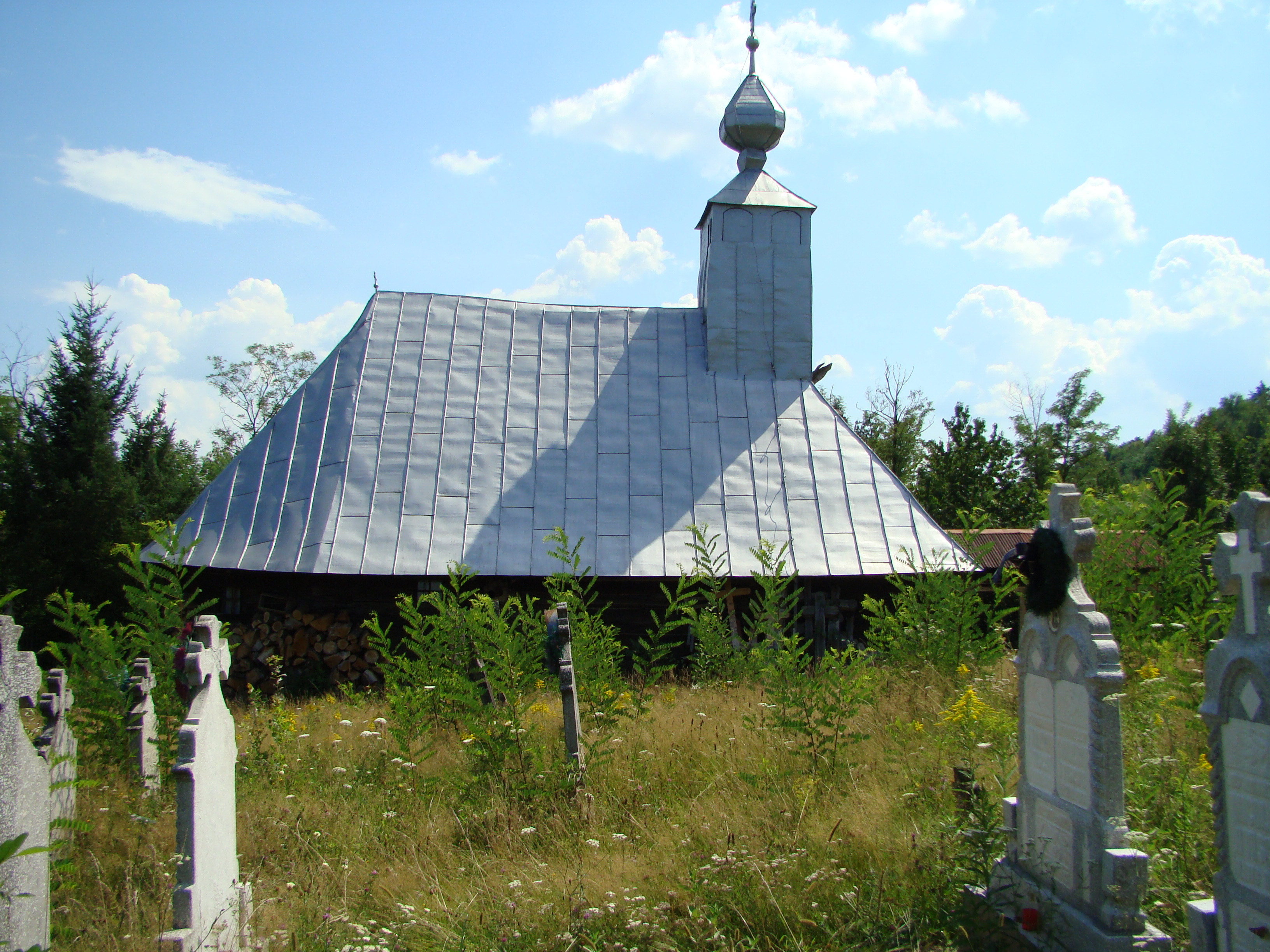
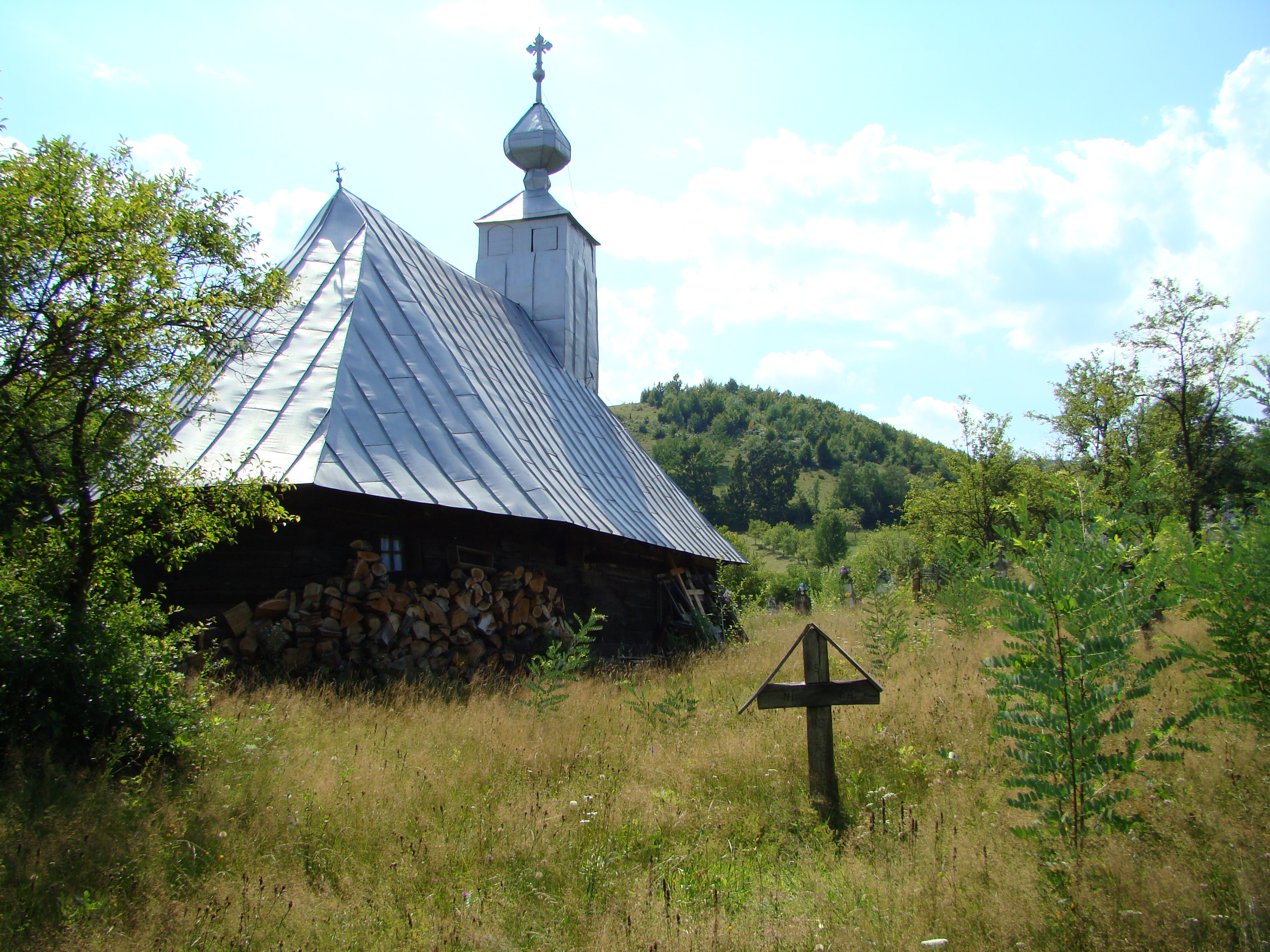
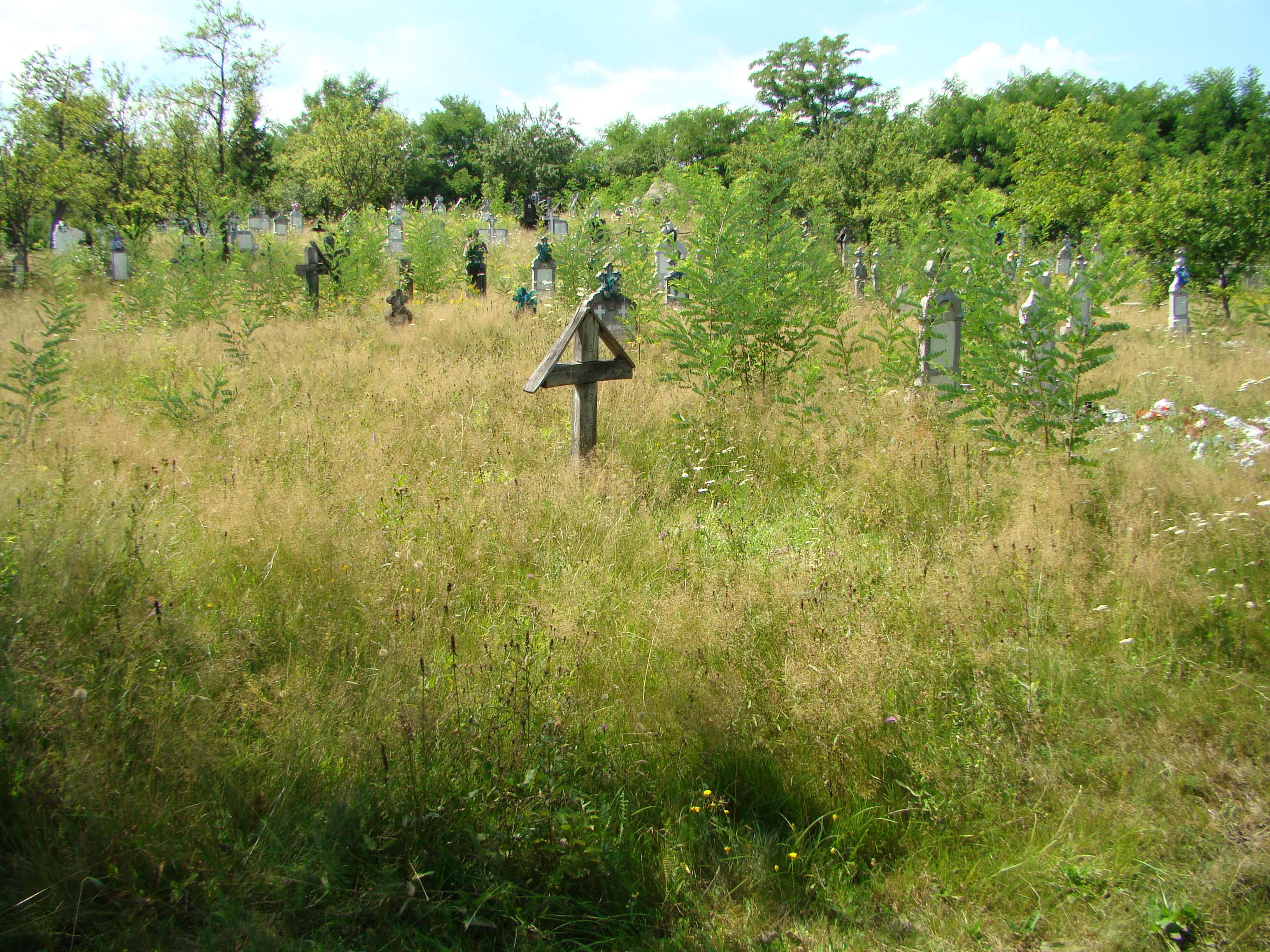
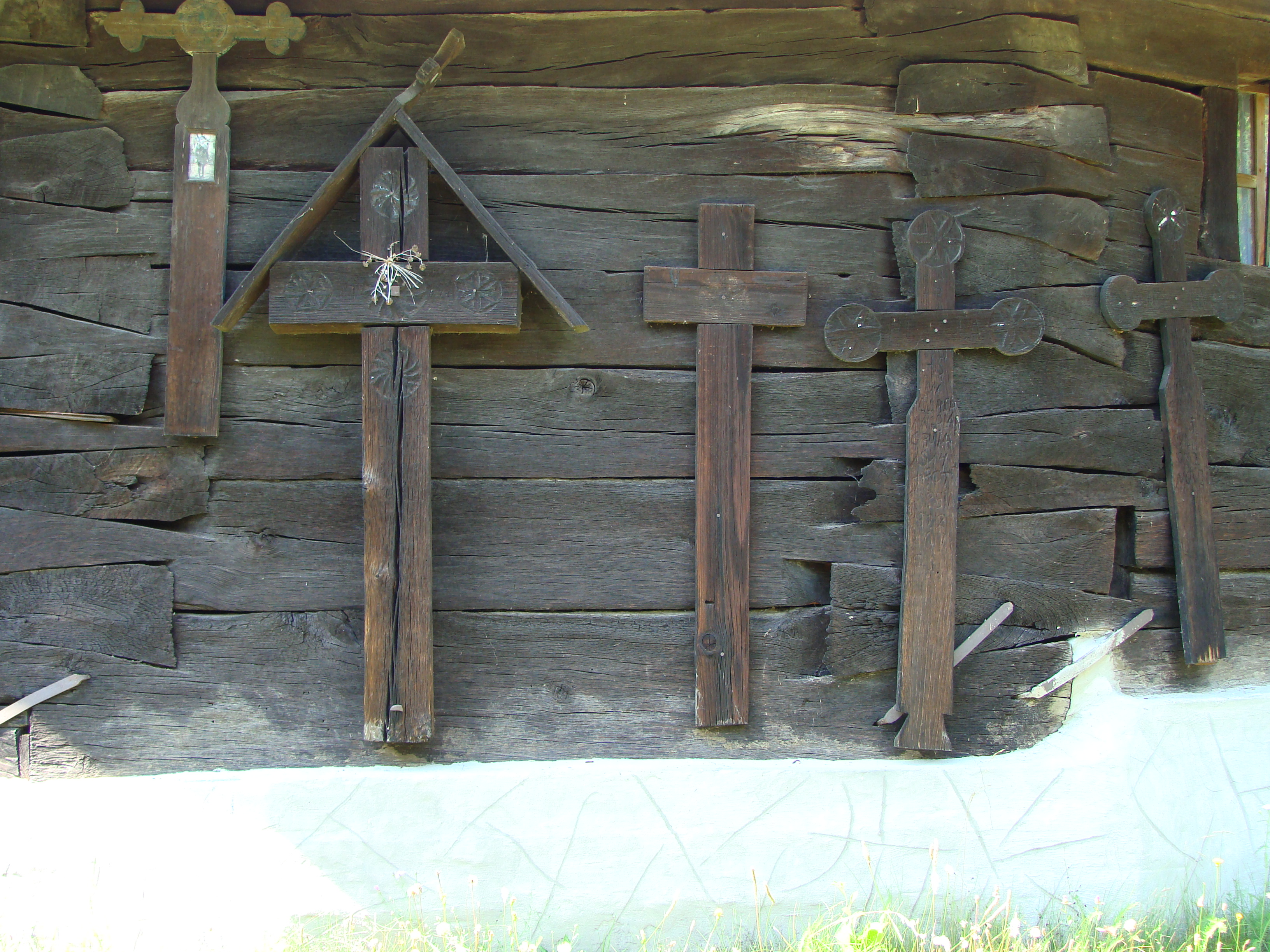
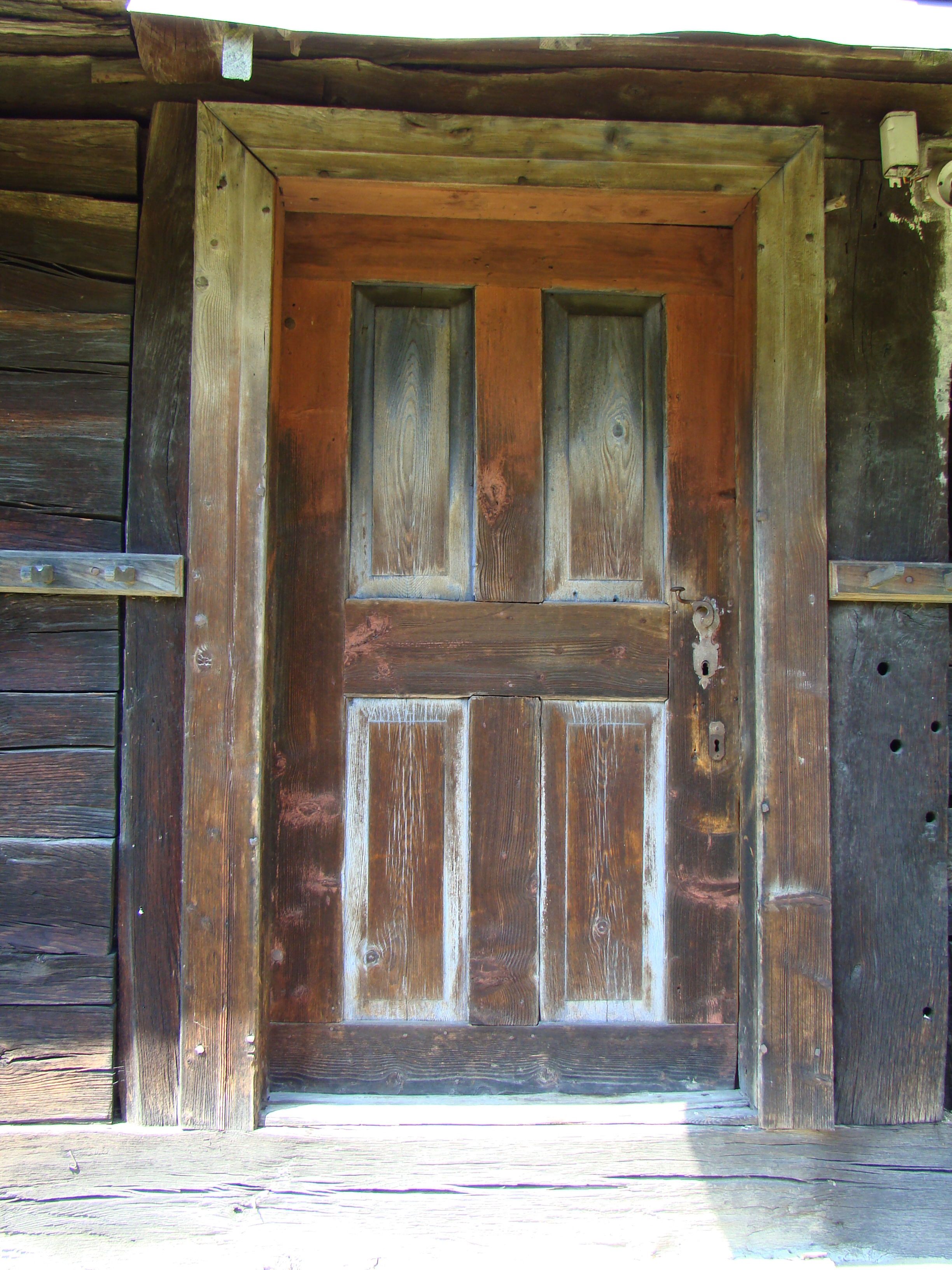
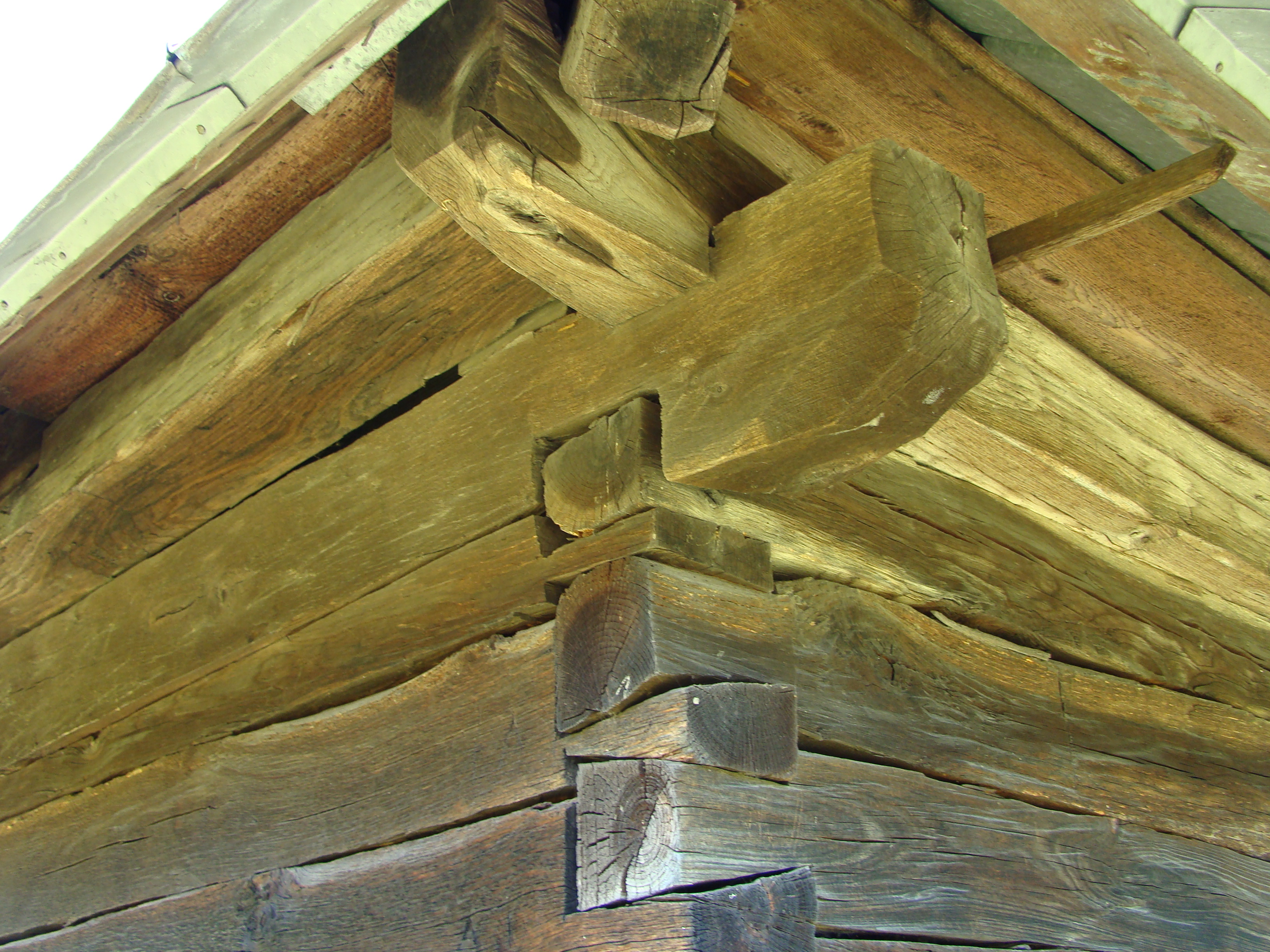
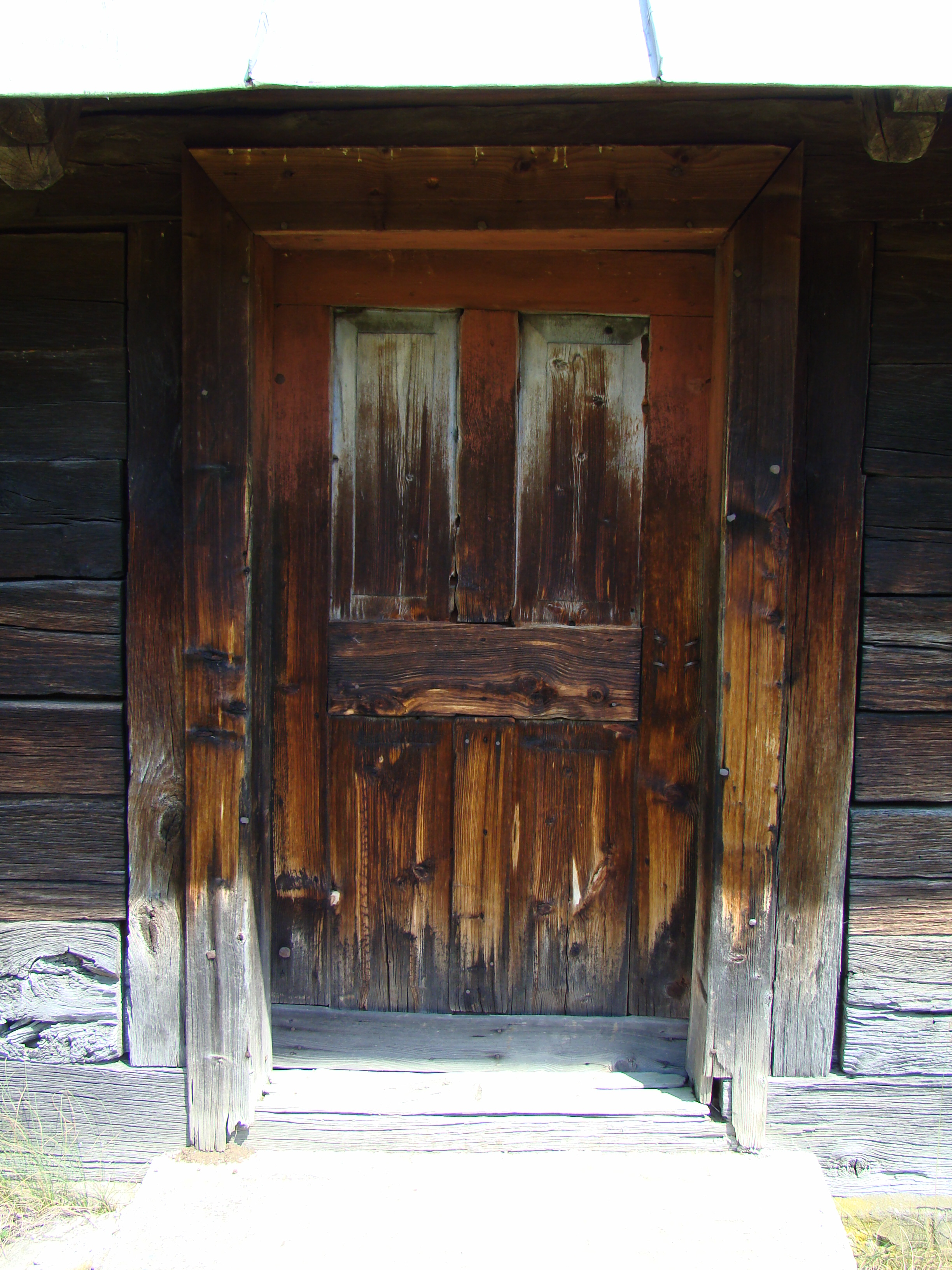
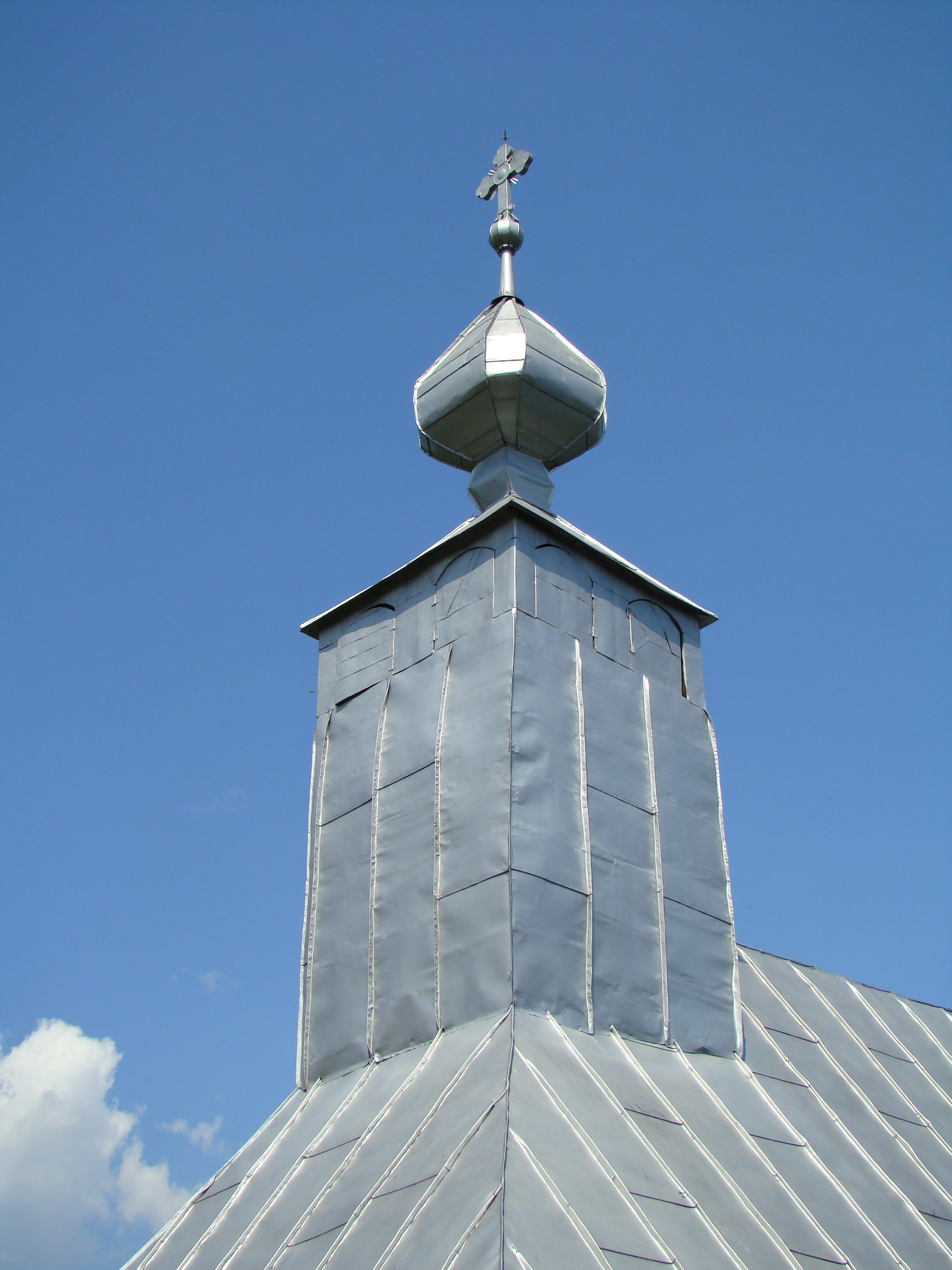
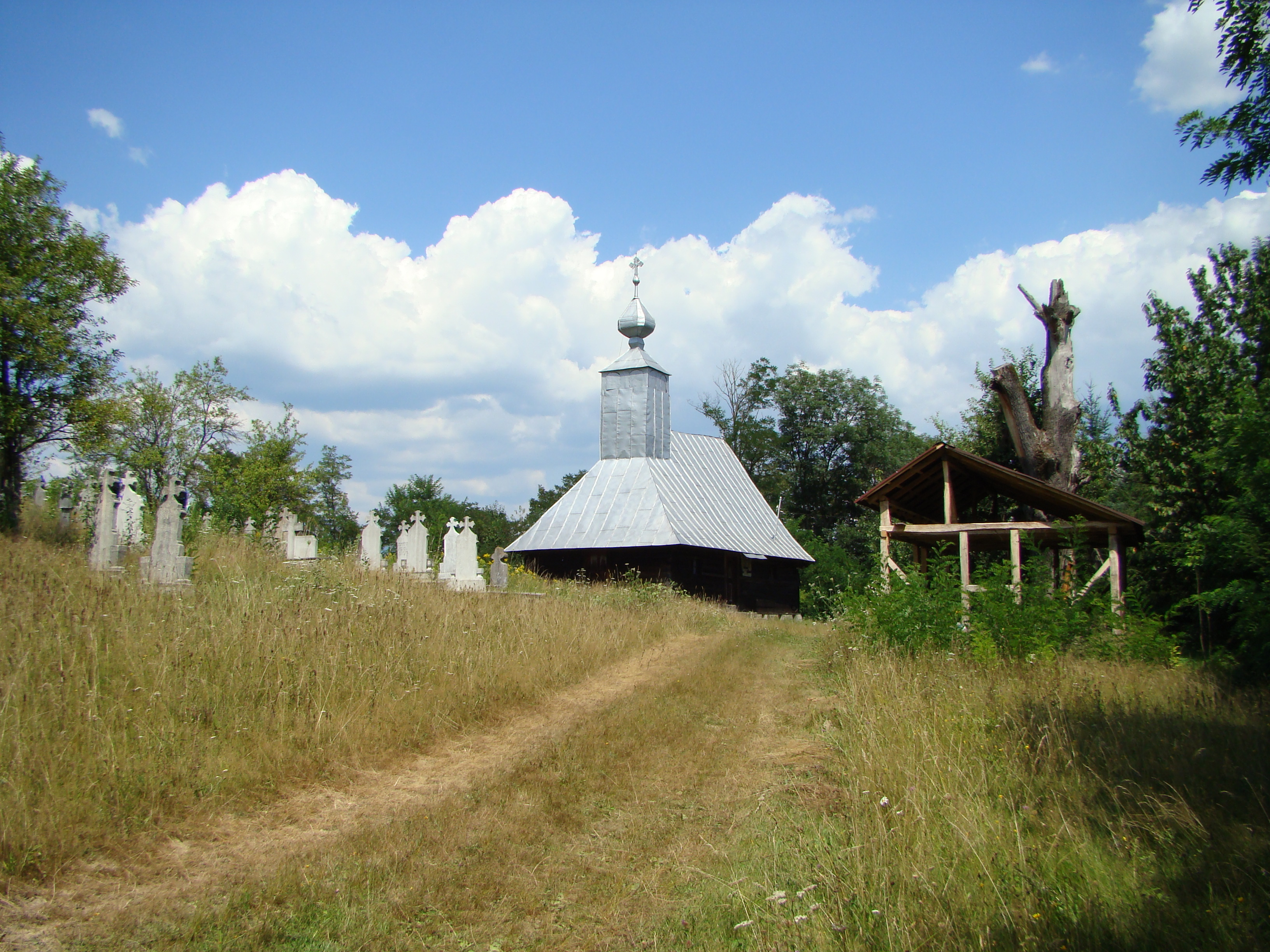
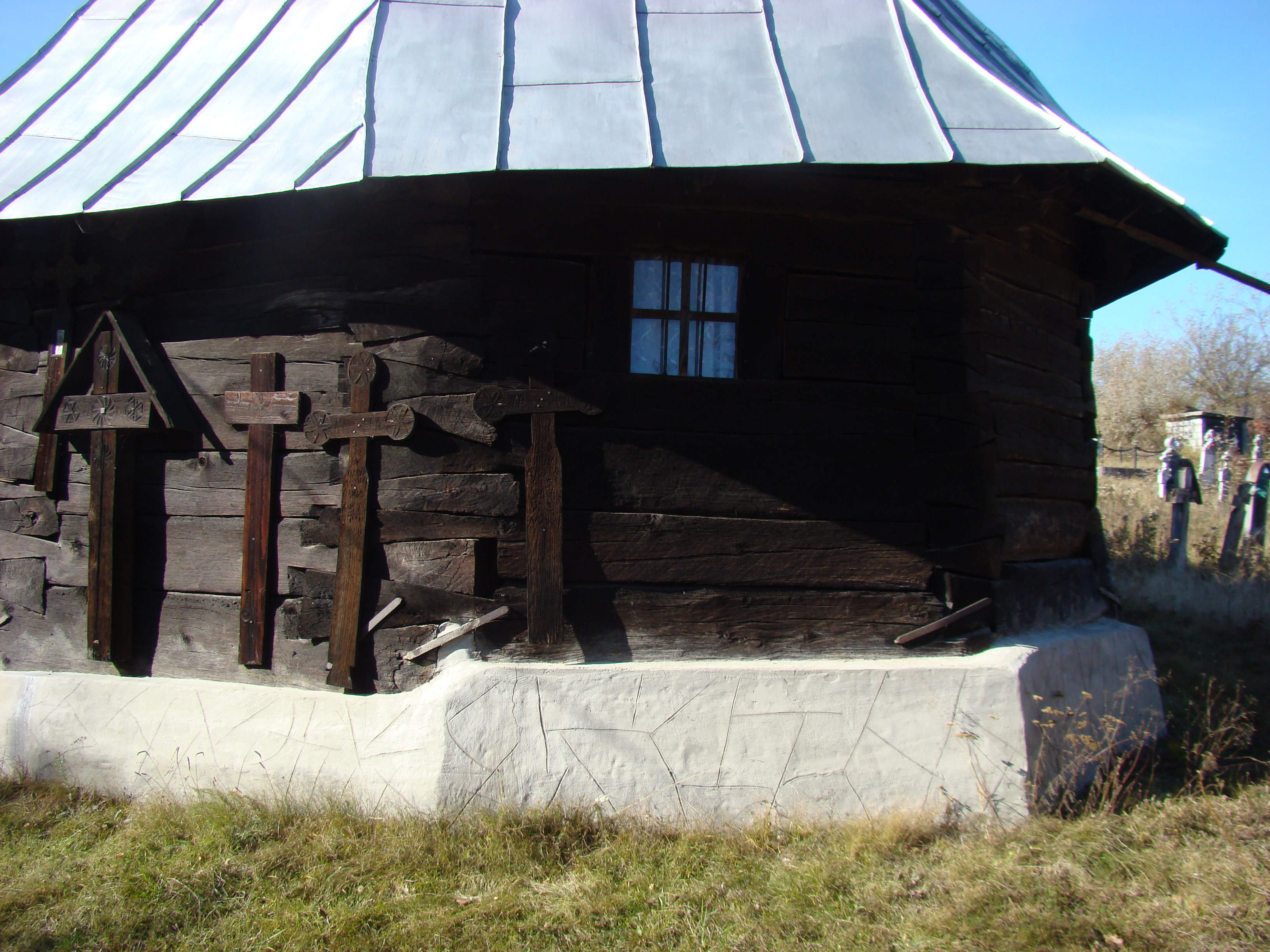
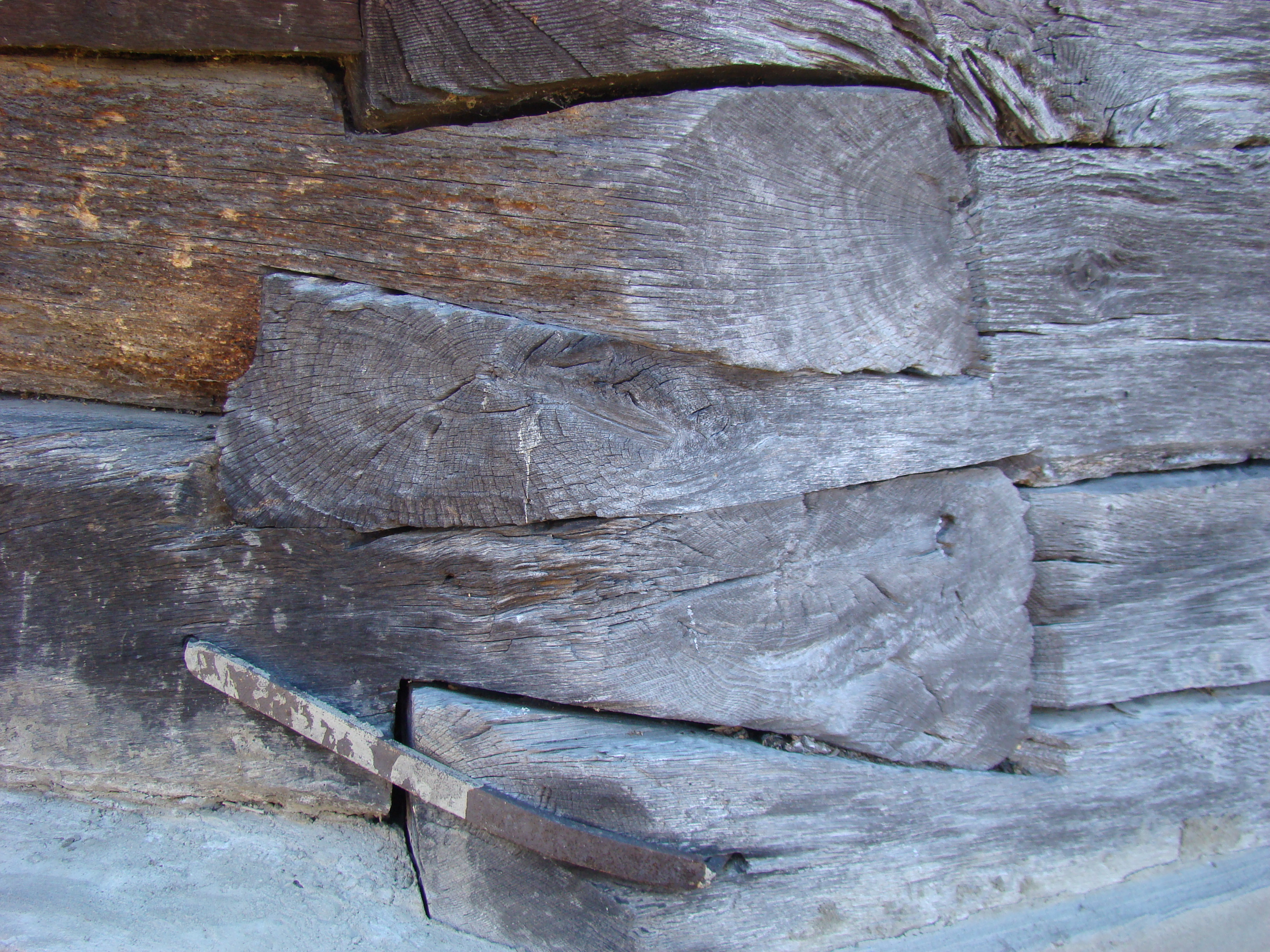
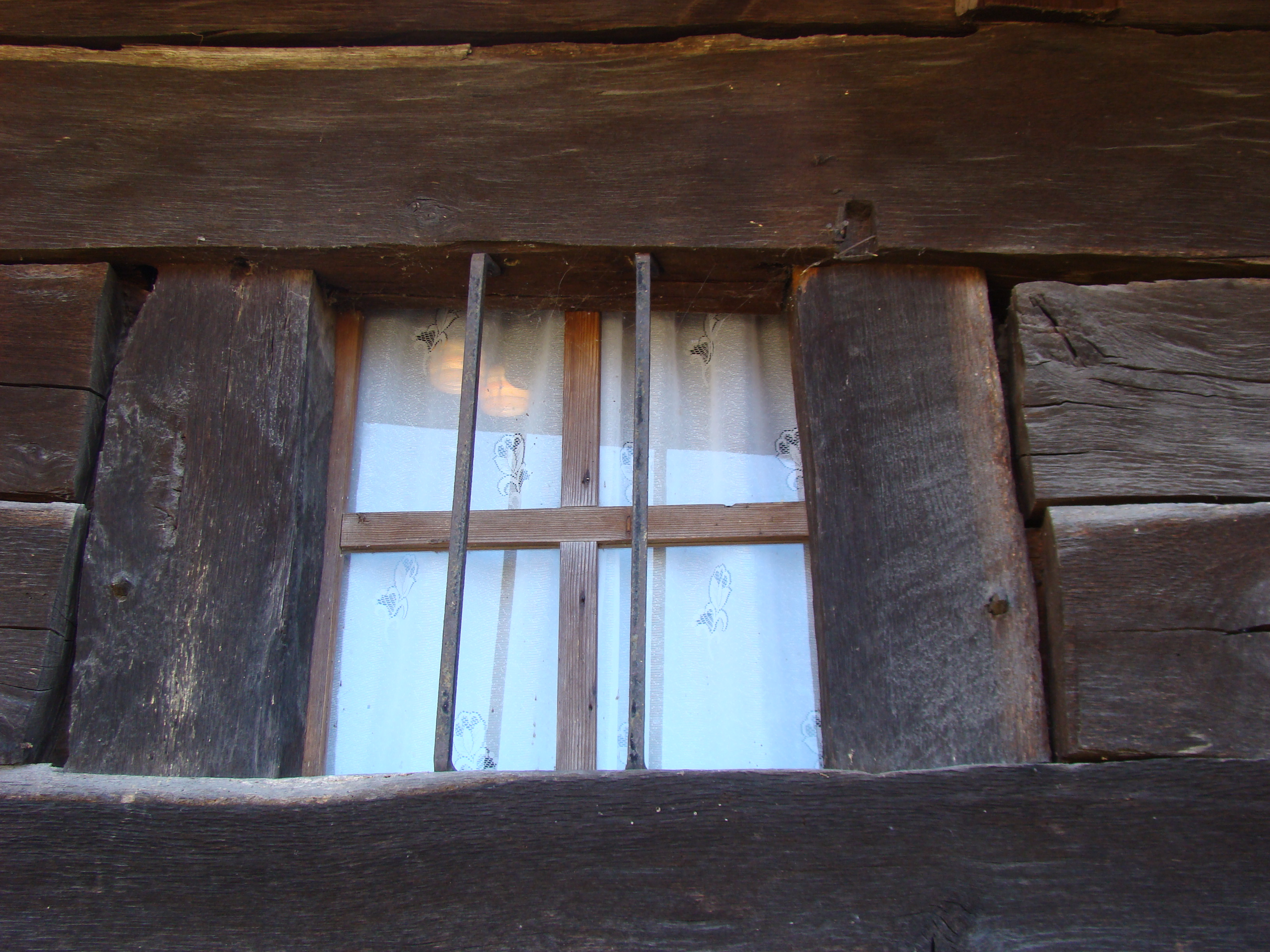
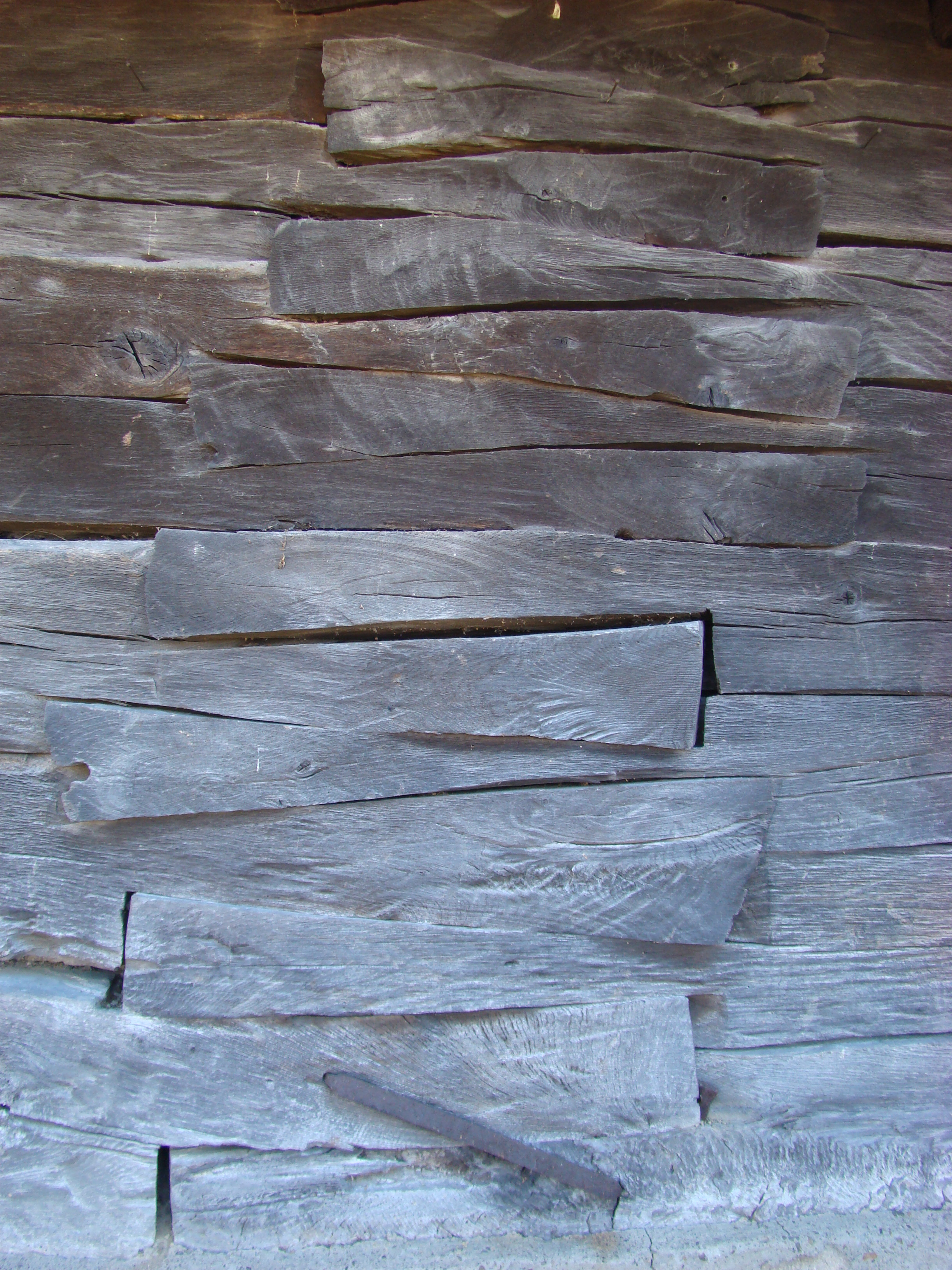
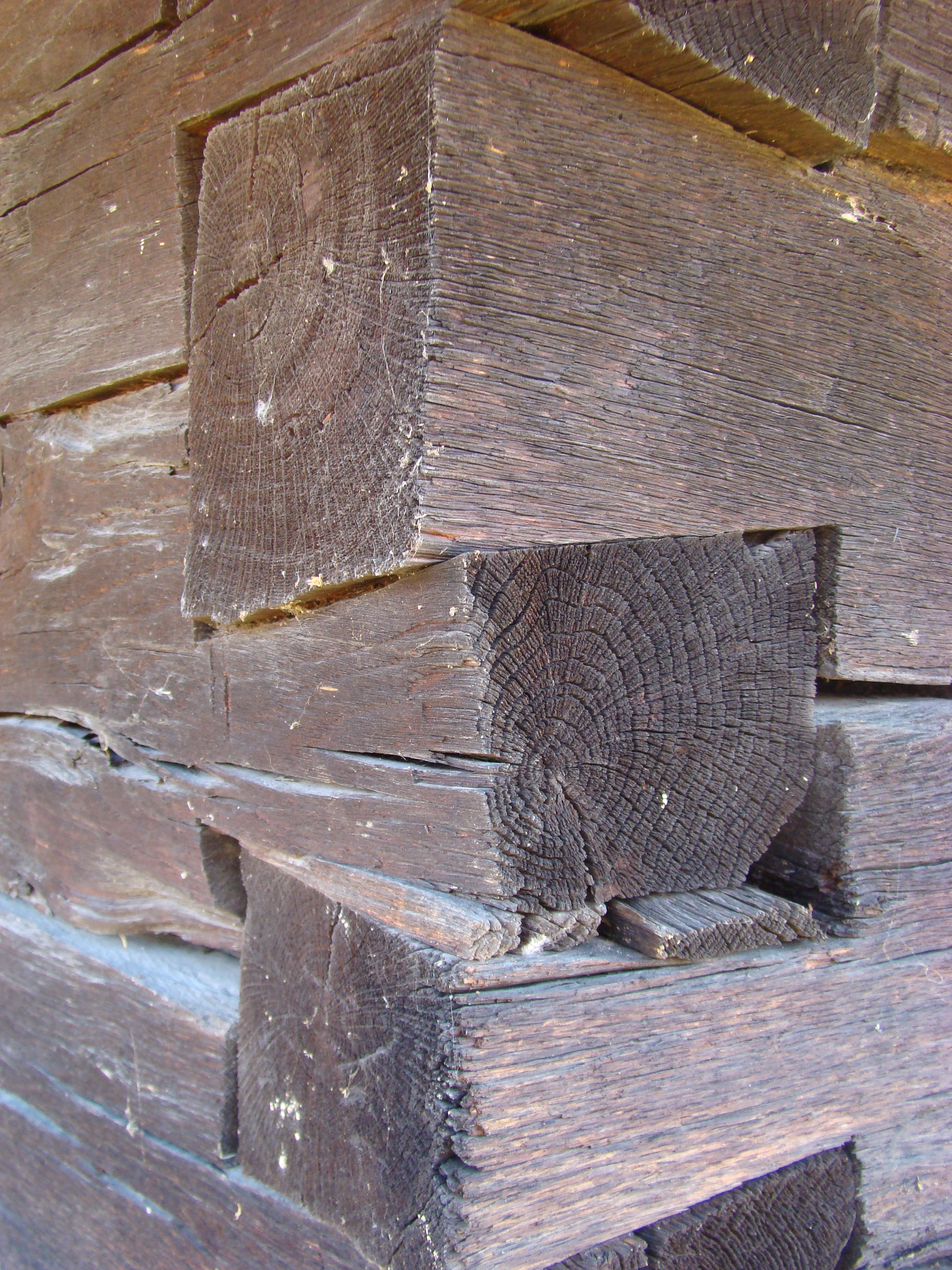
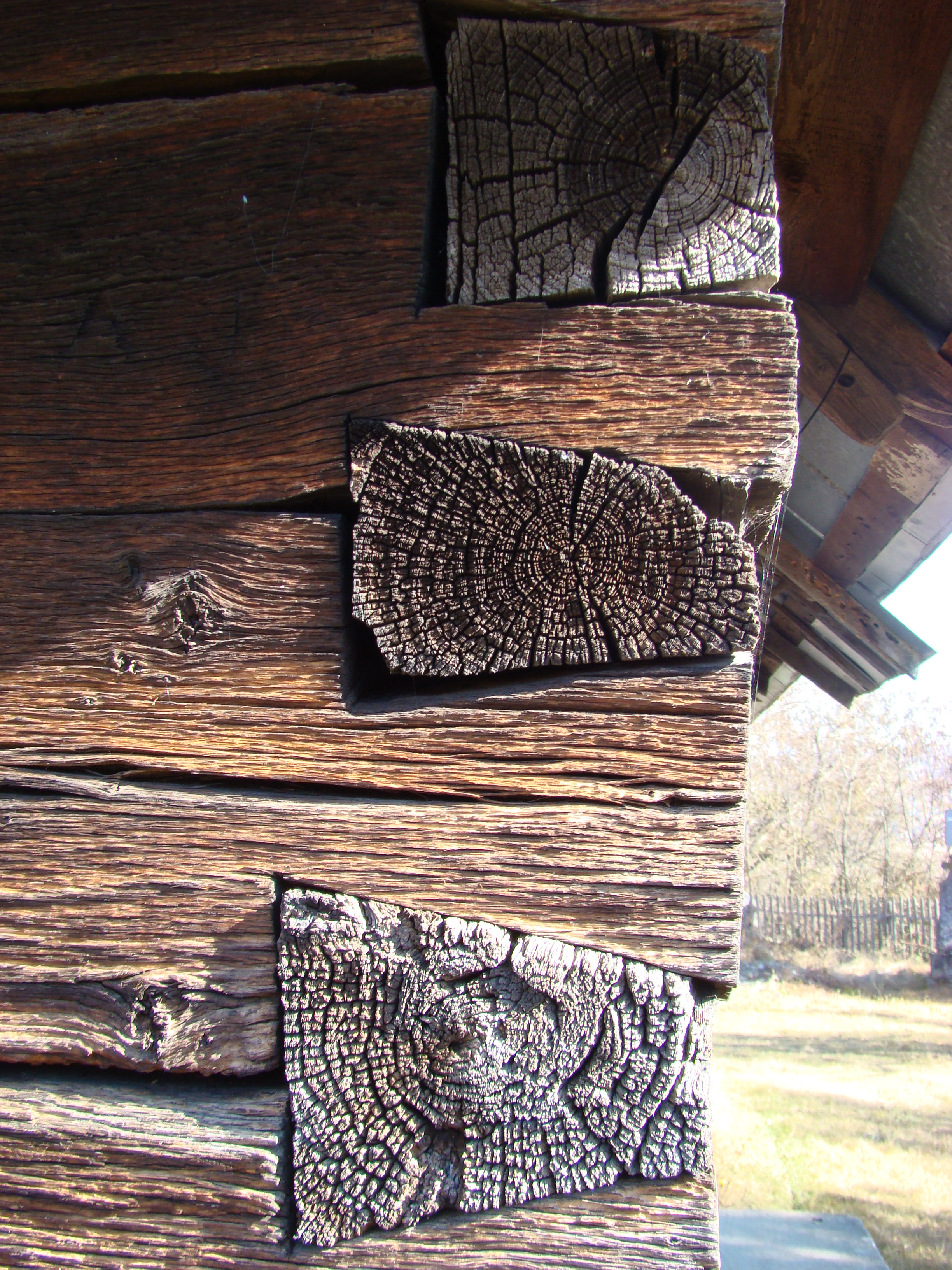
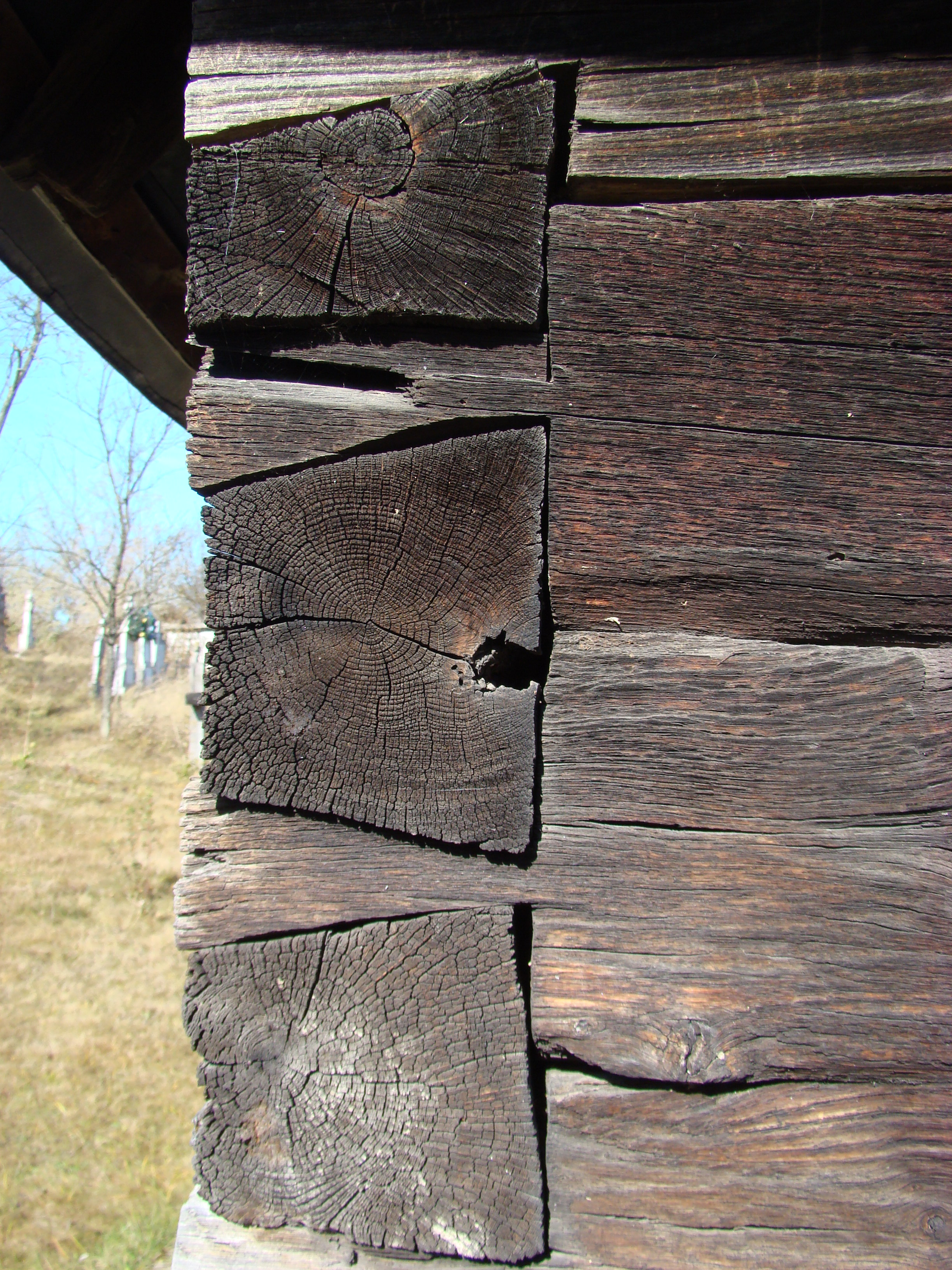
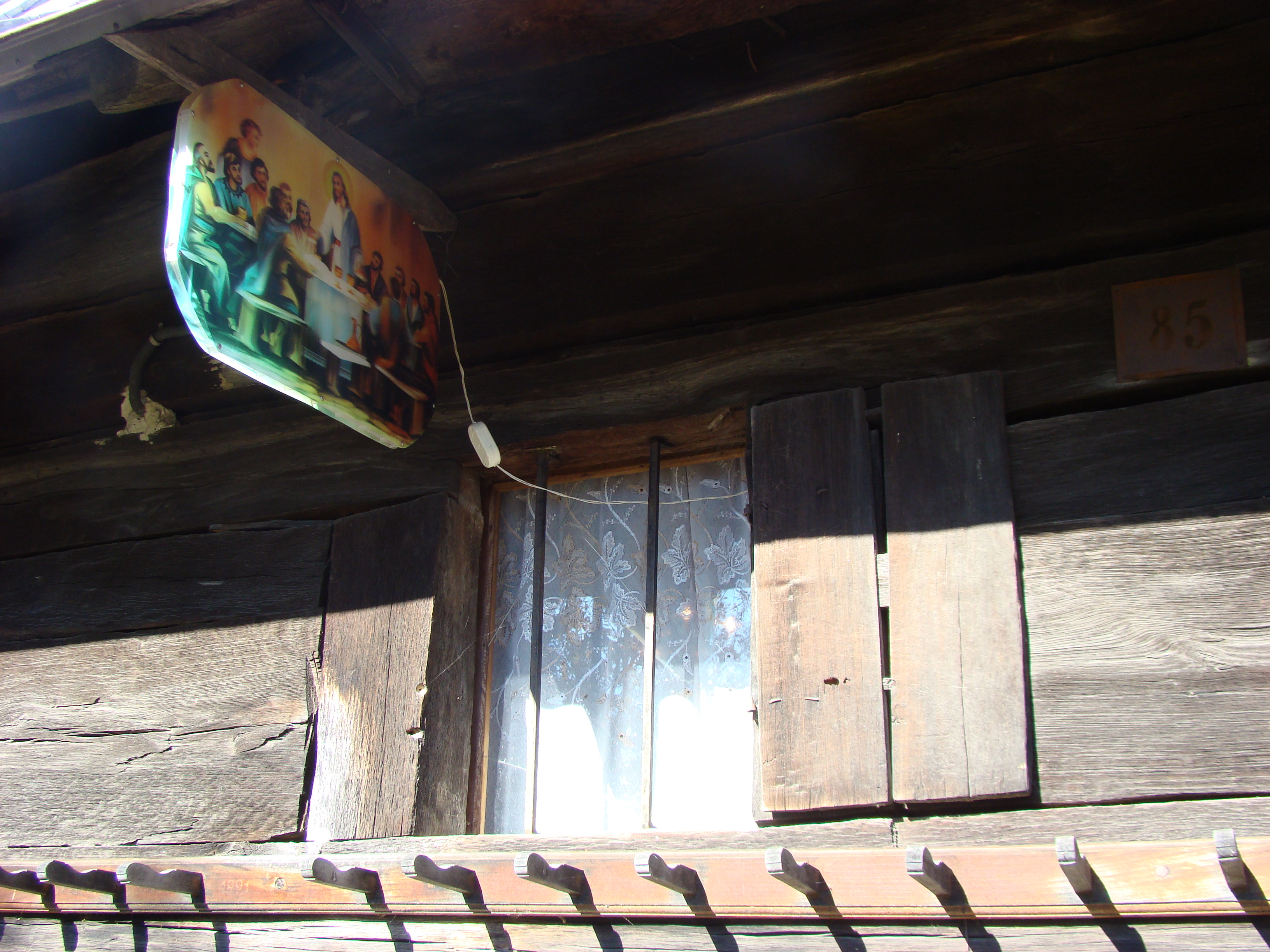
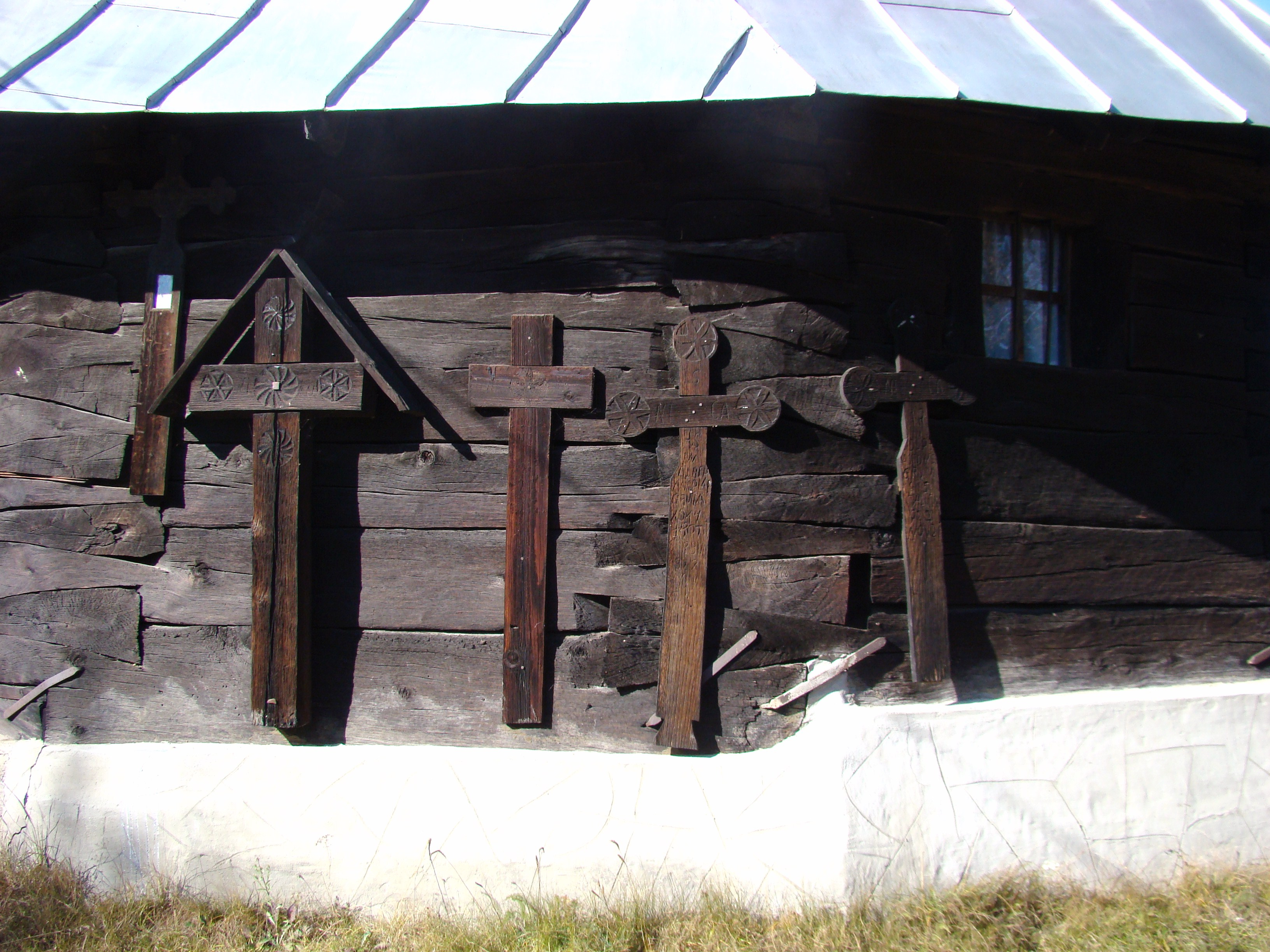
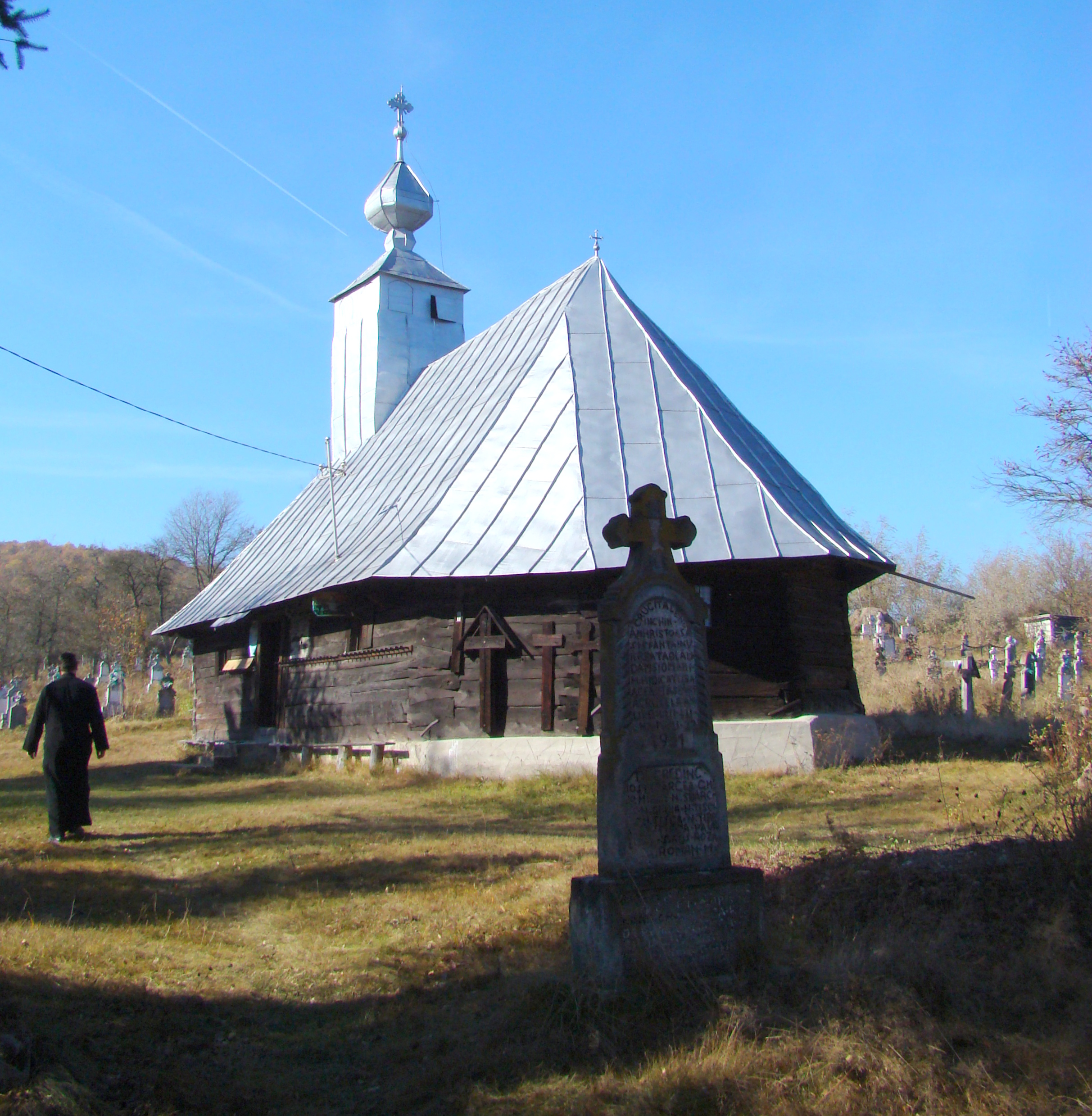
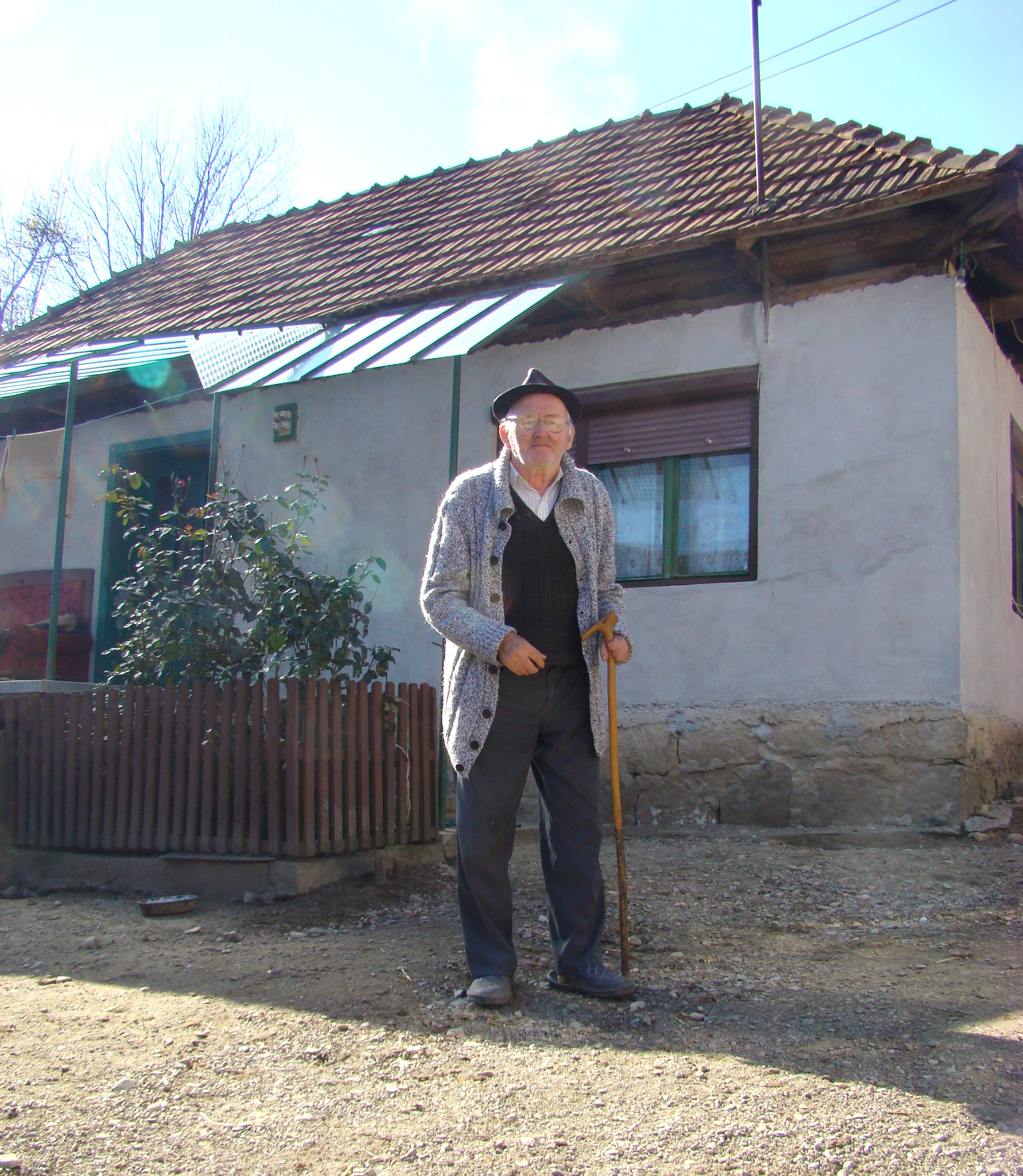
„Sfătu ăl bătrân” Aurel Gurghiu
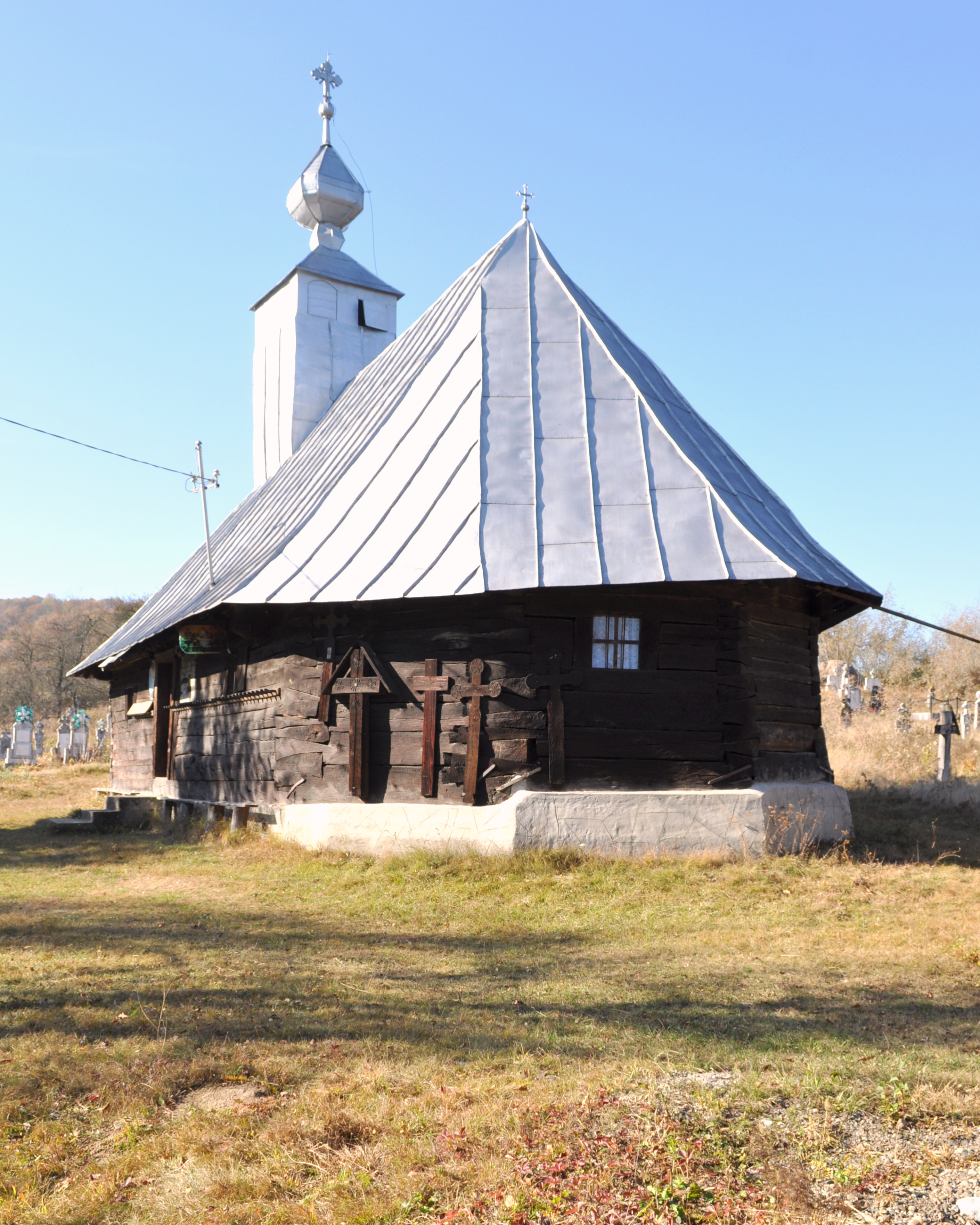
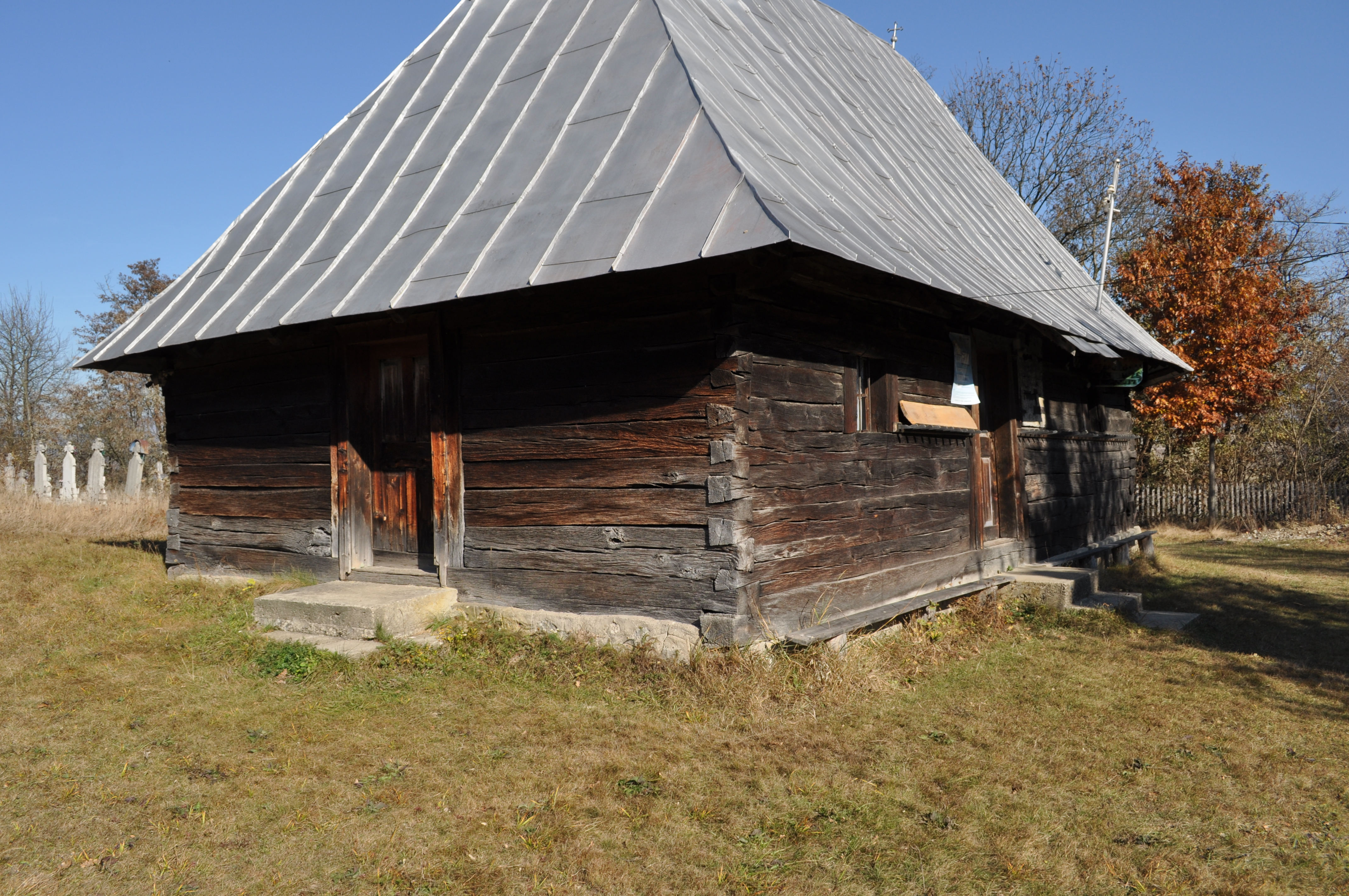
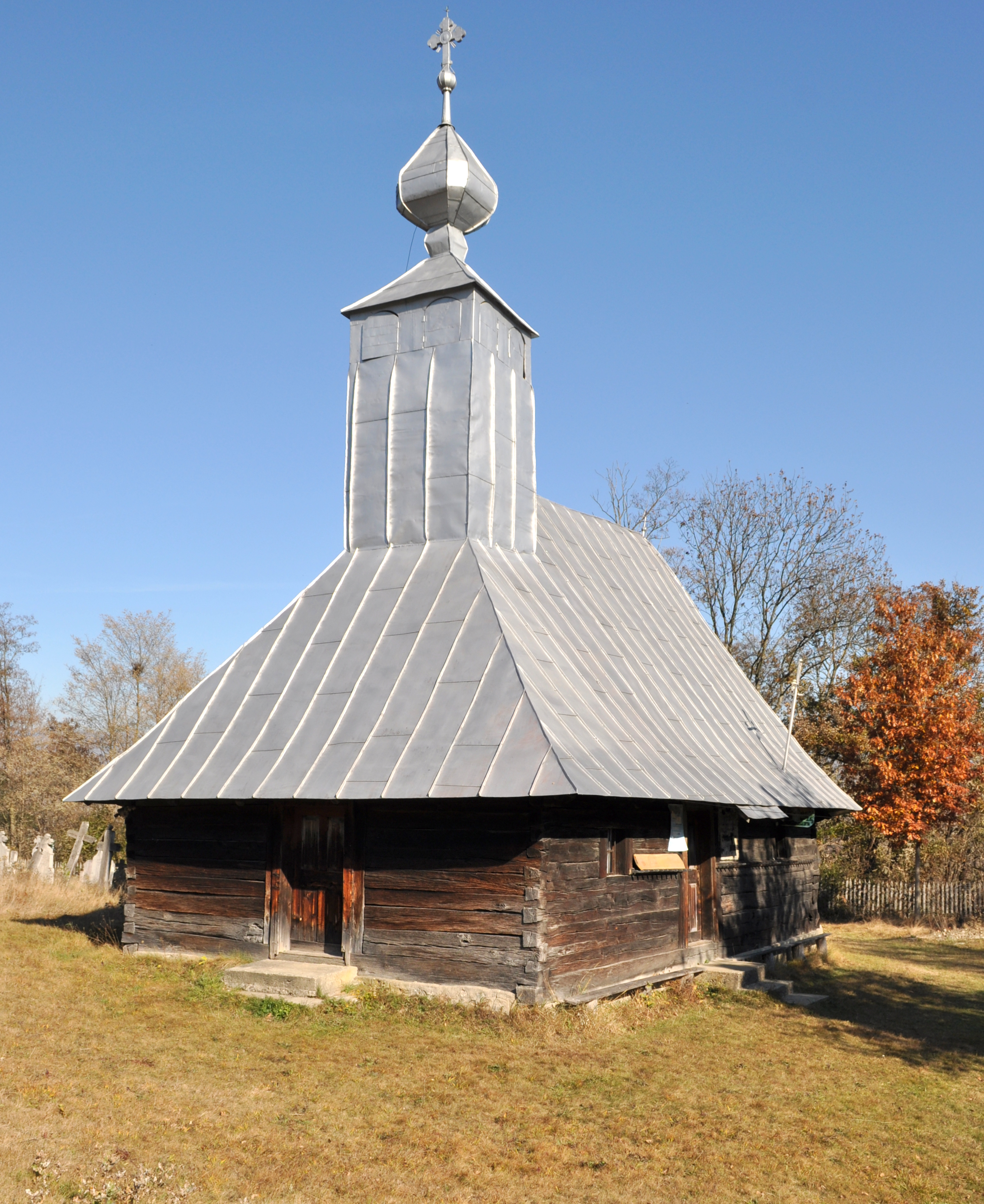
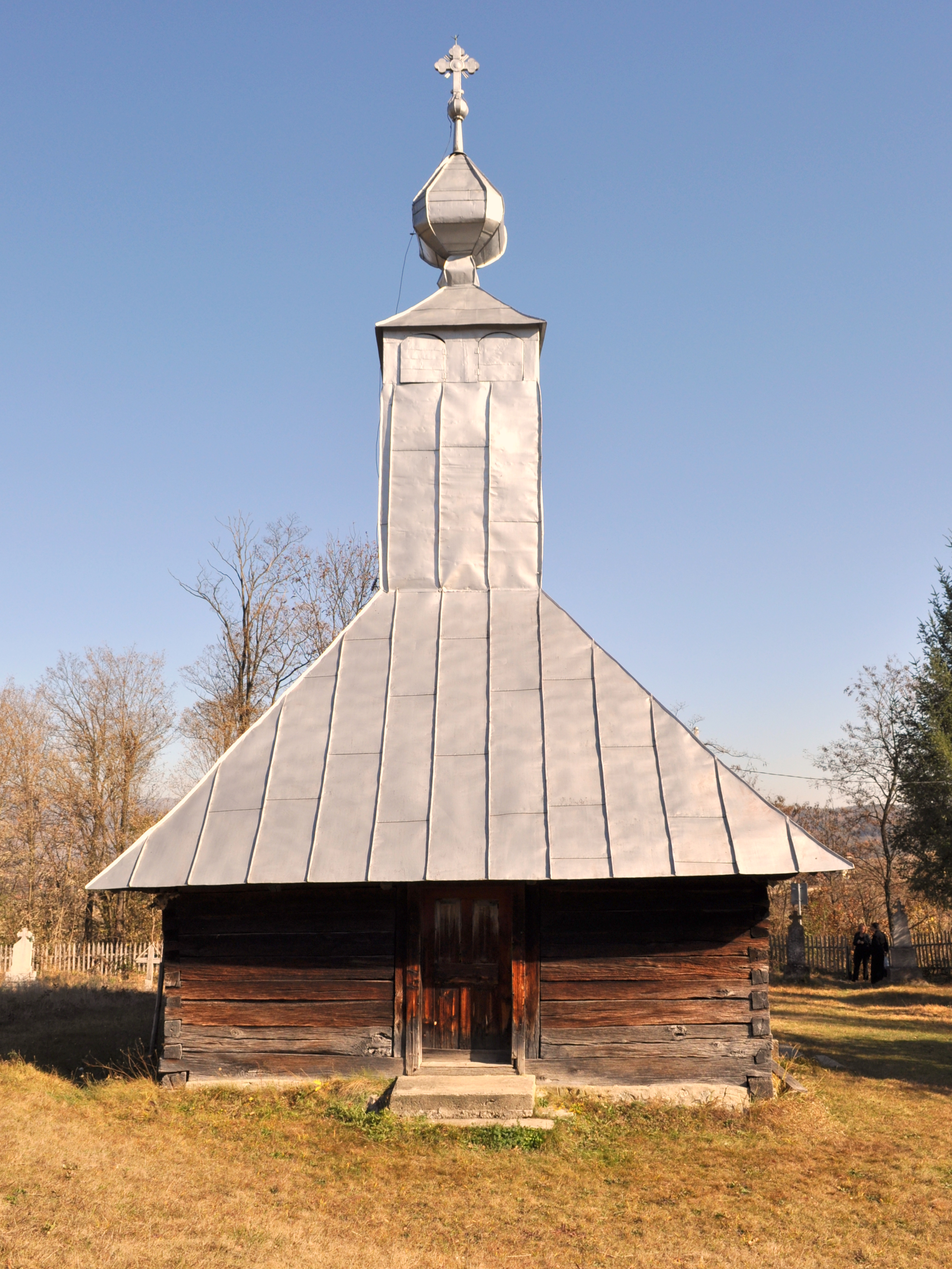
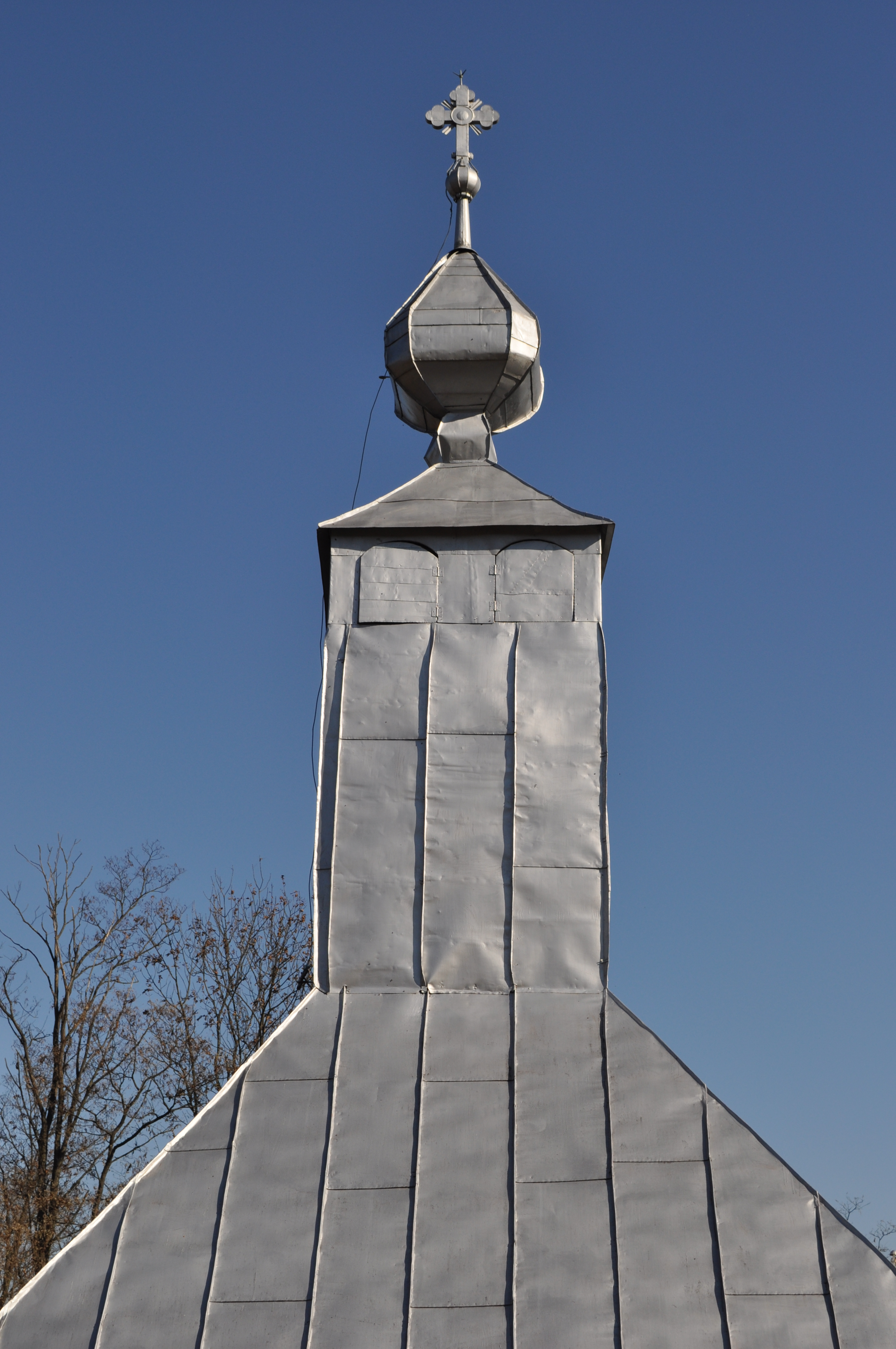
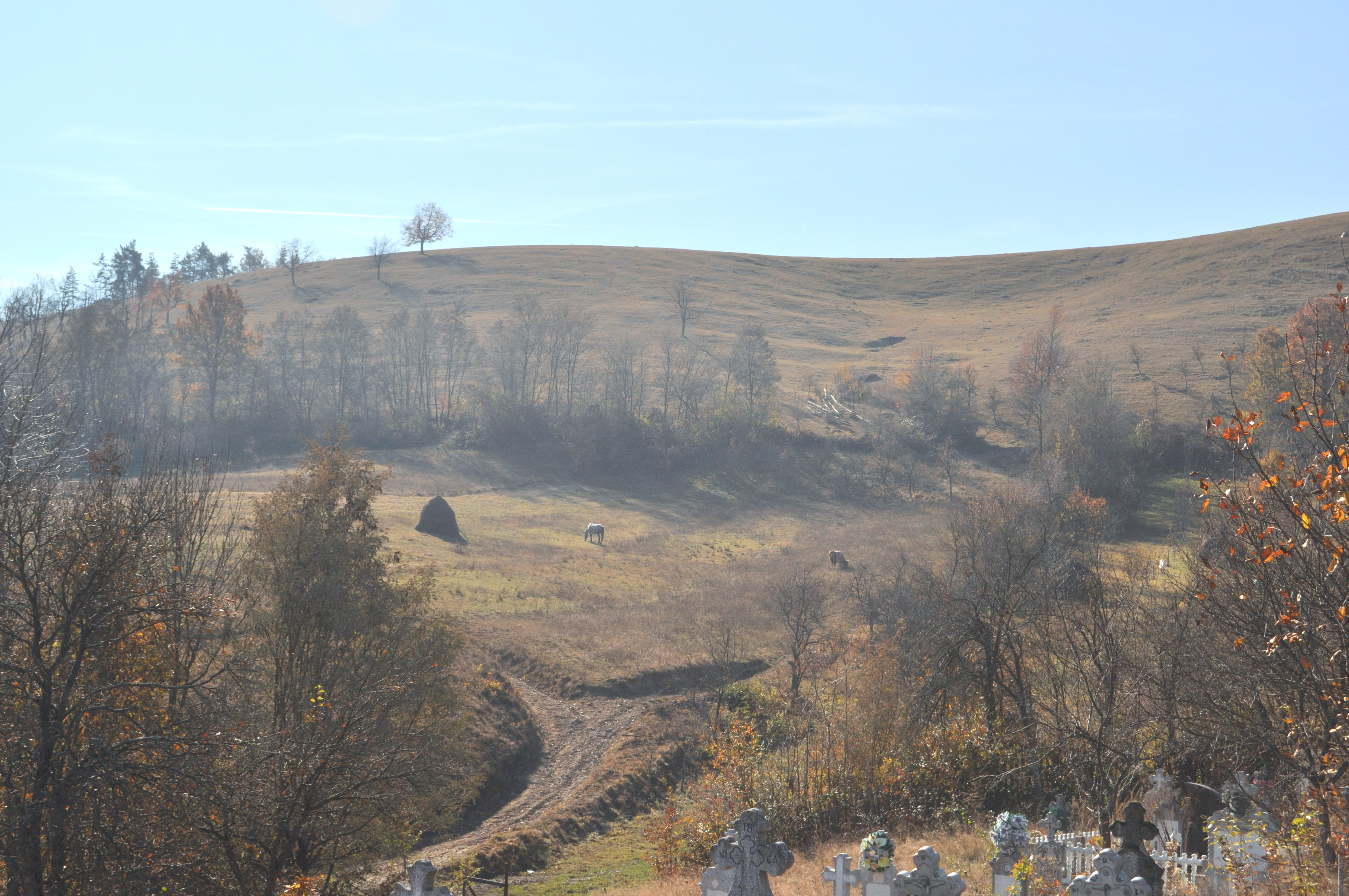
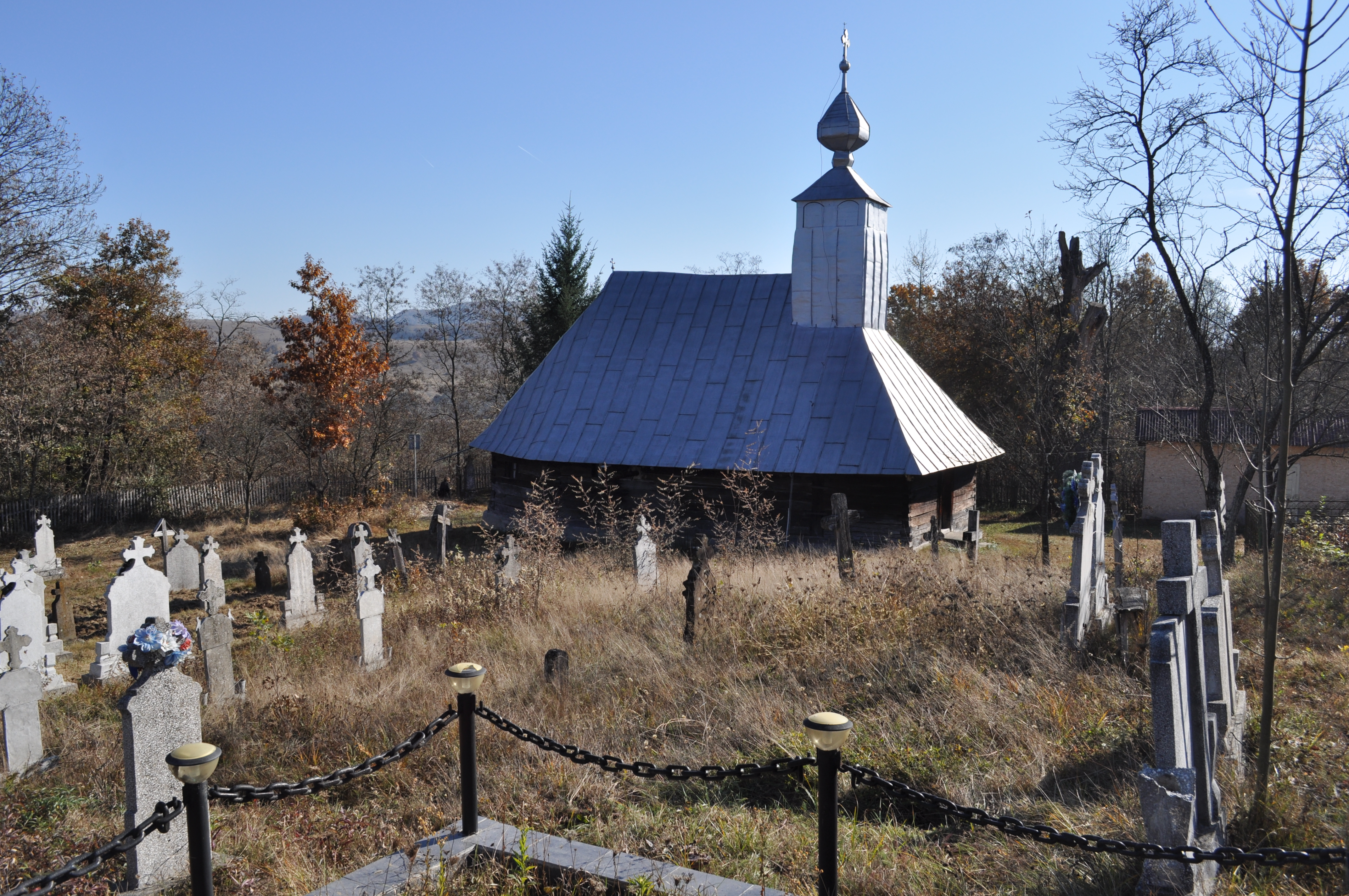
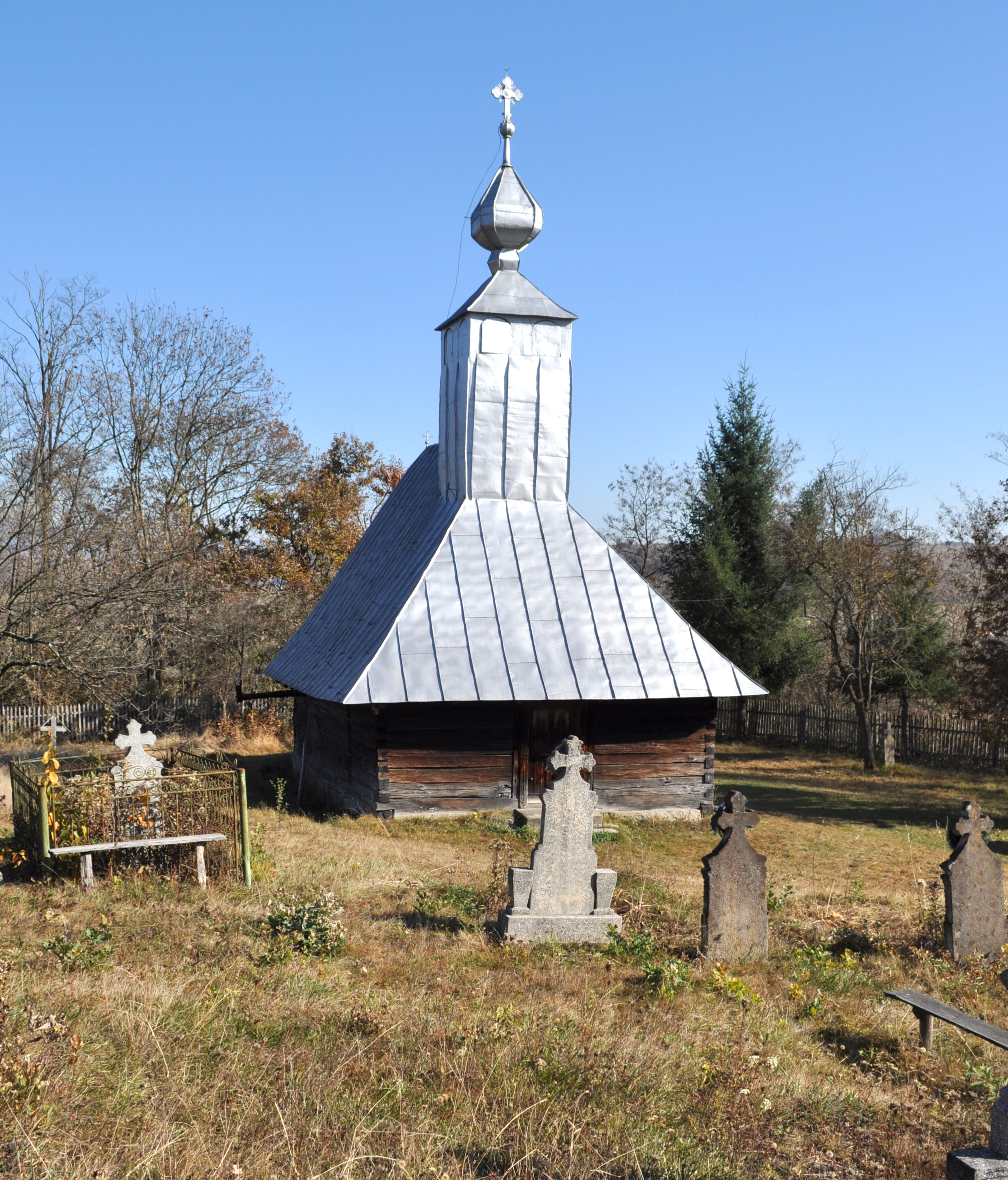
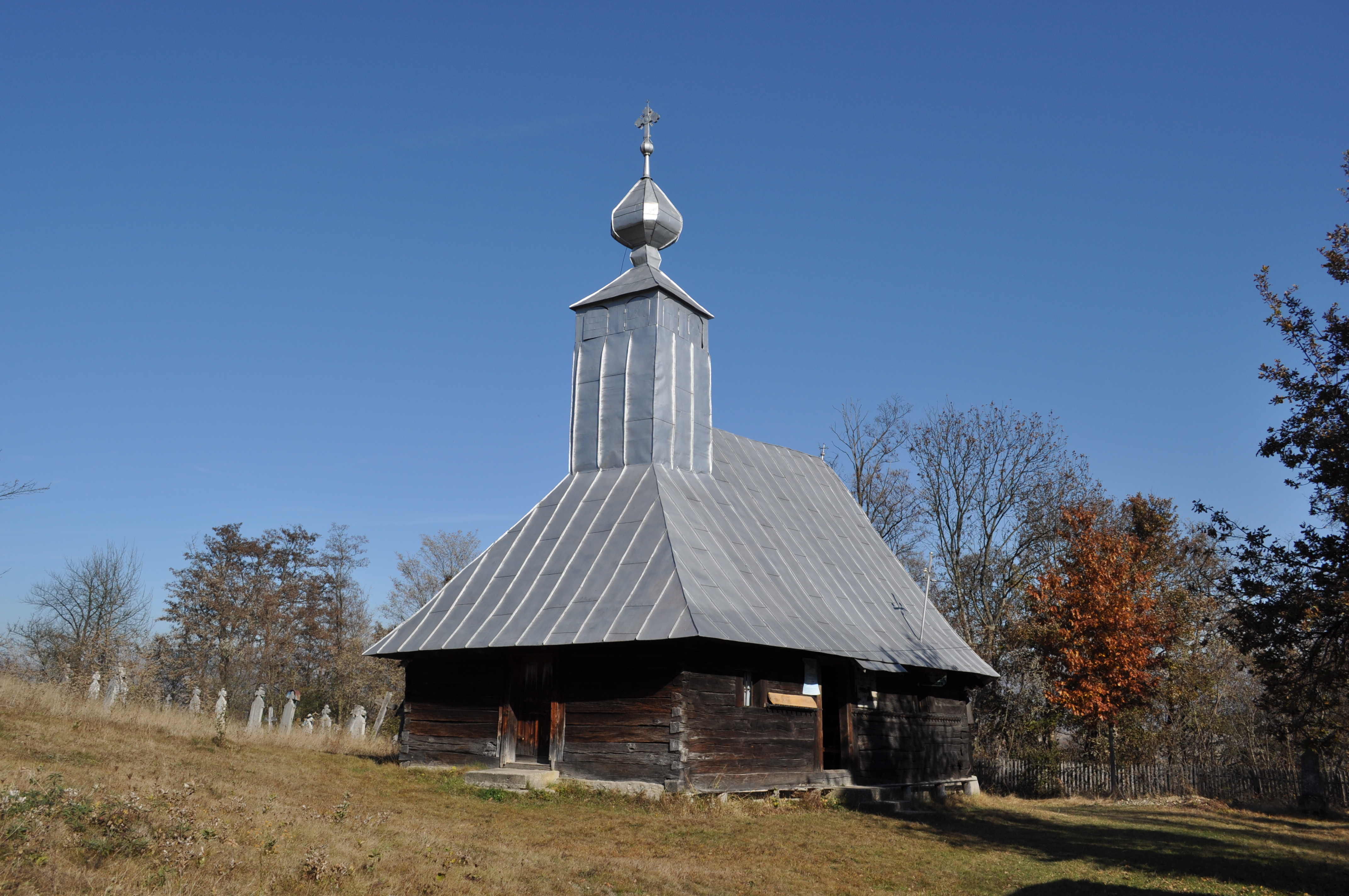
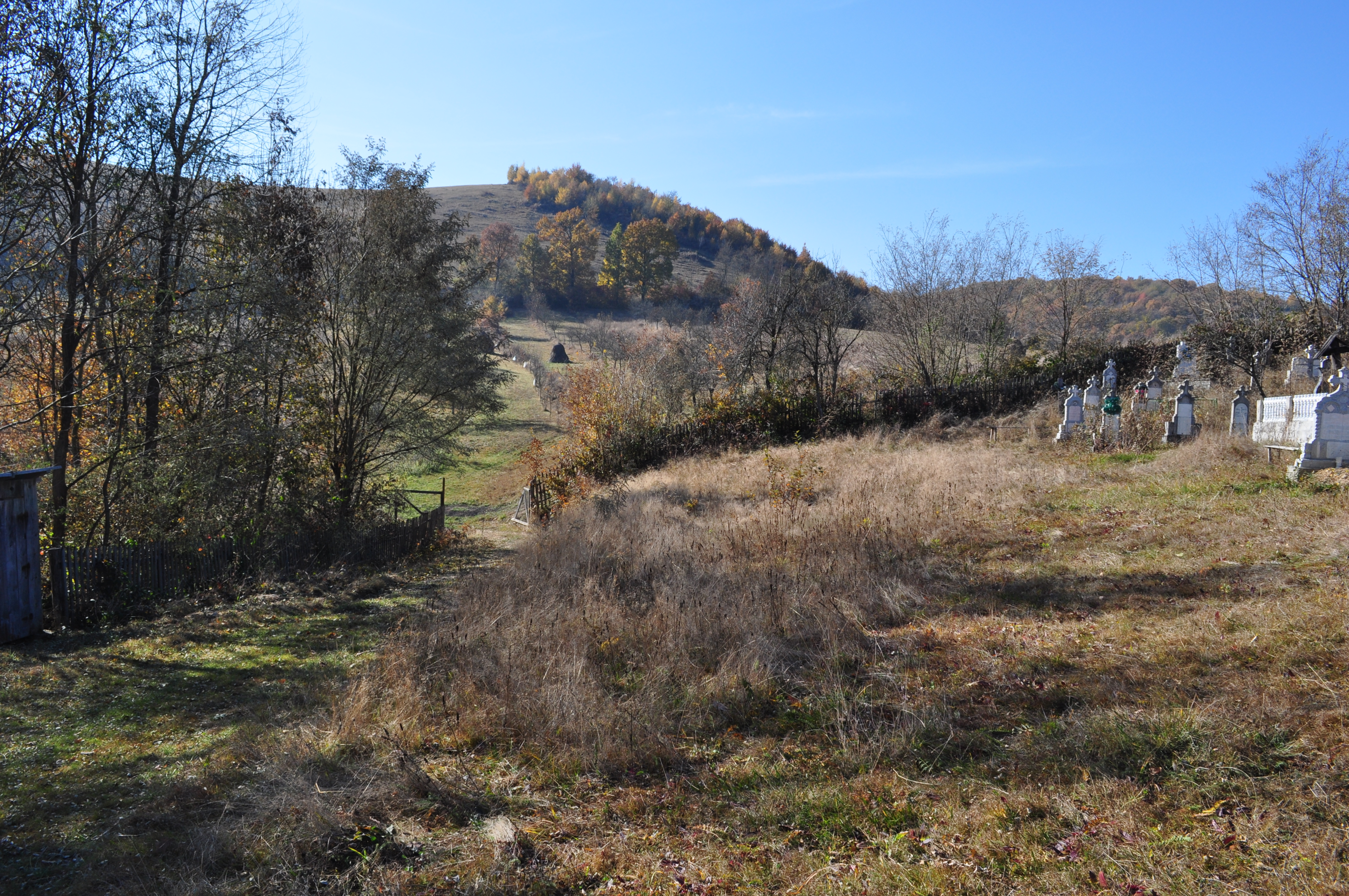
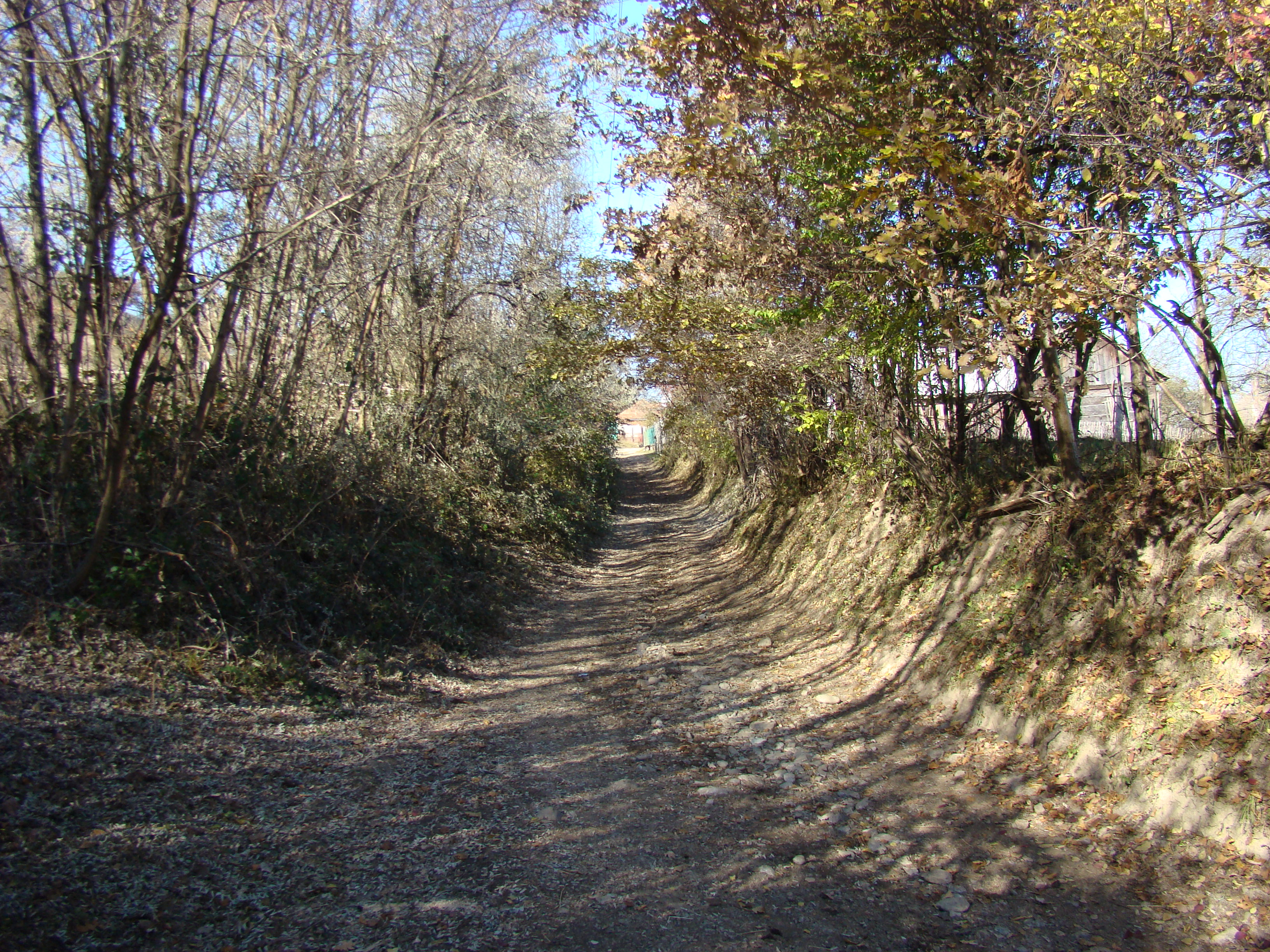
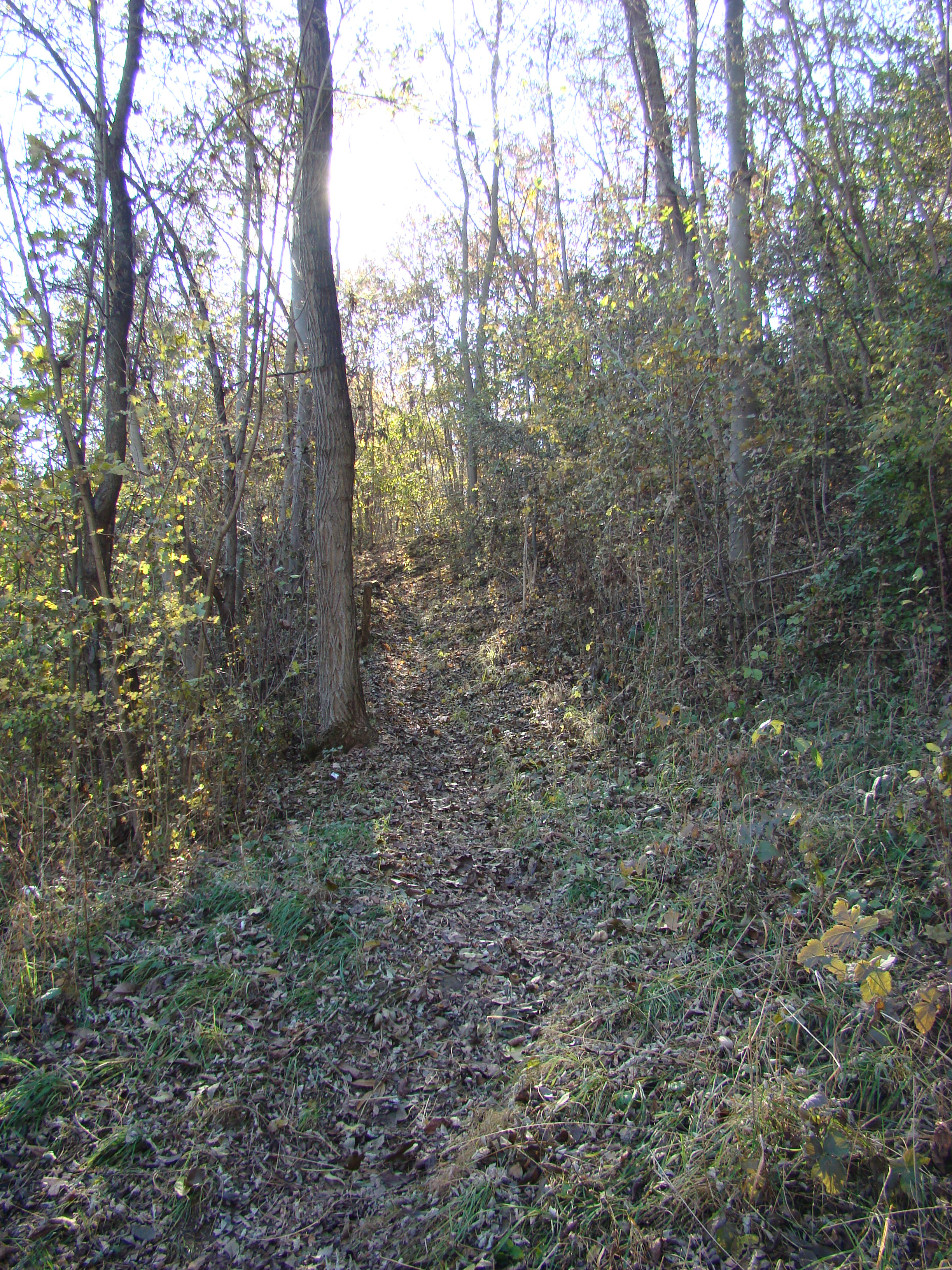
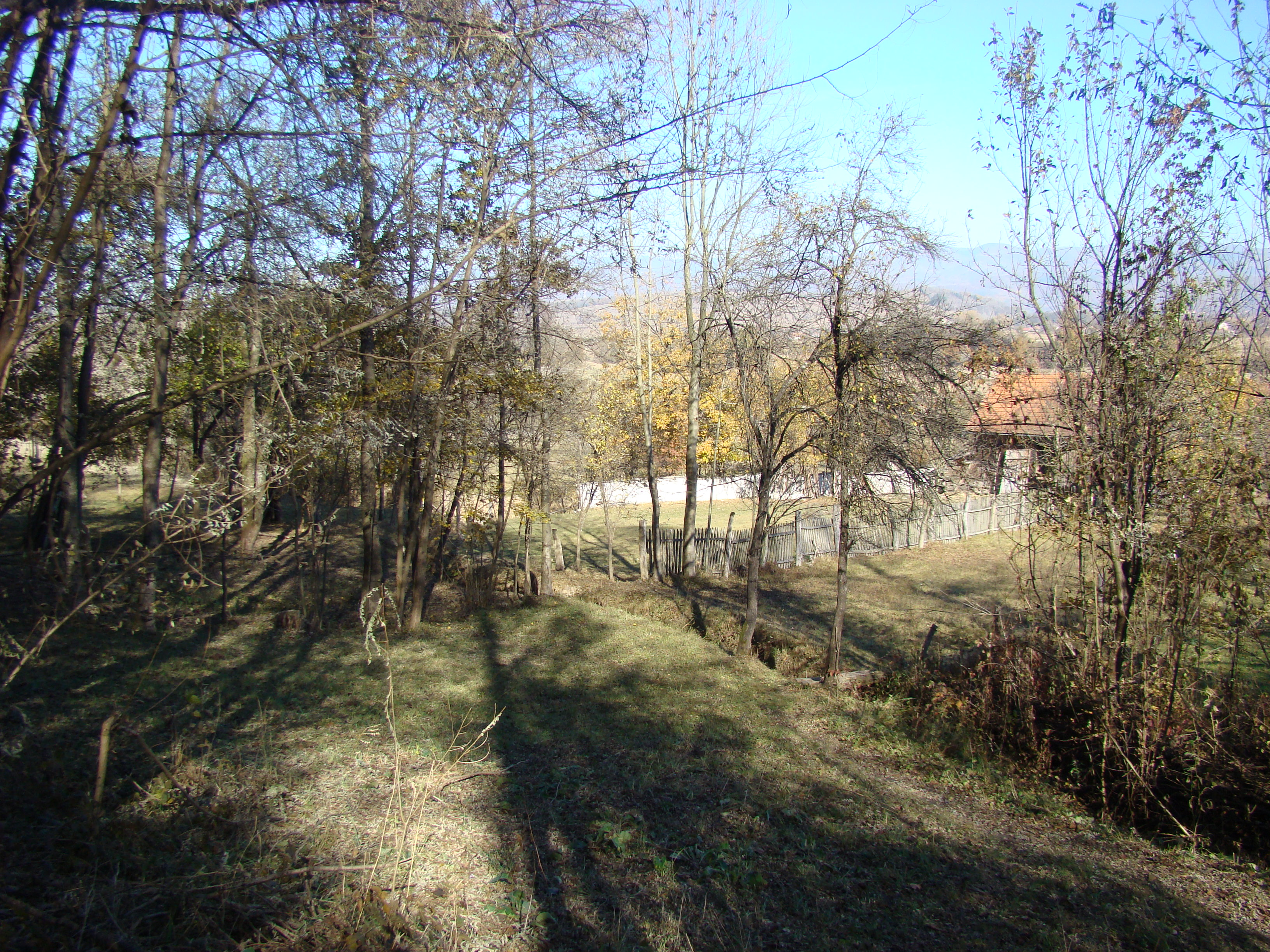

## Imagini din interior

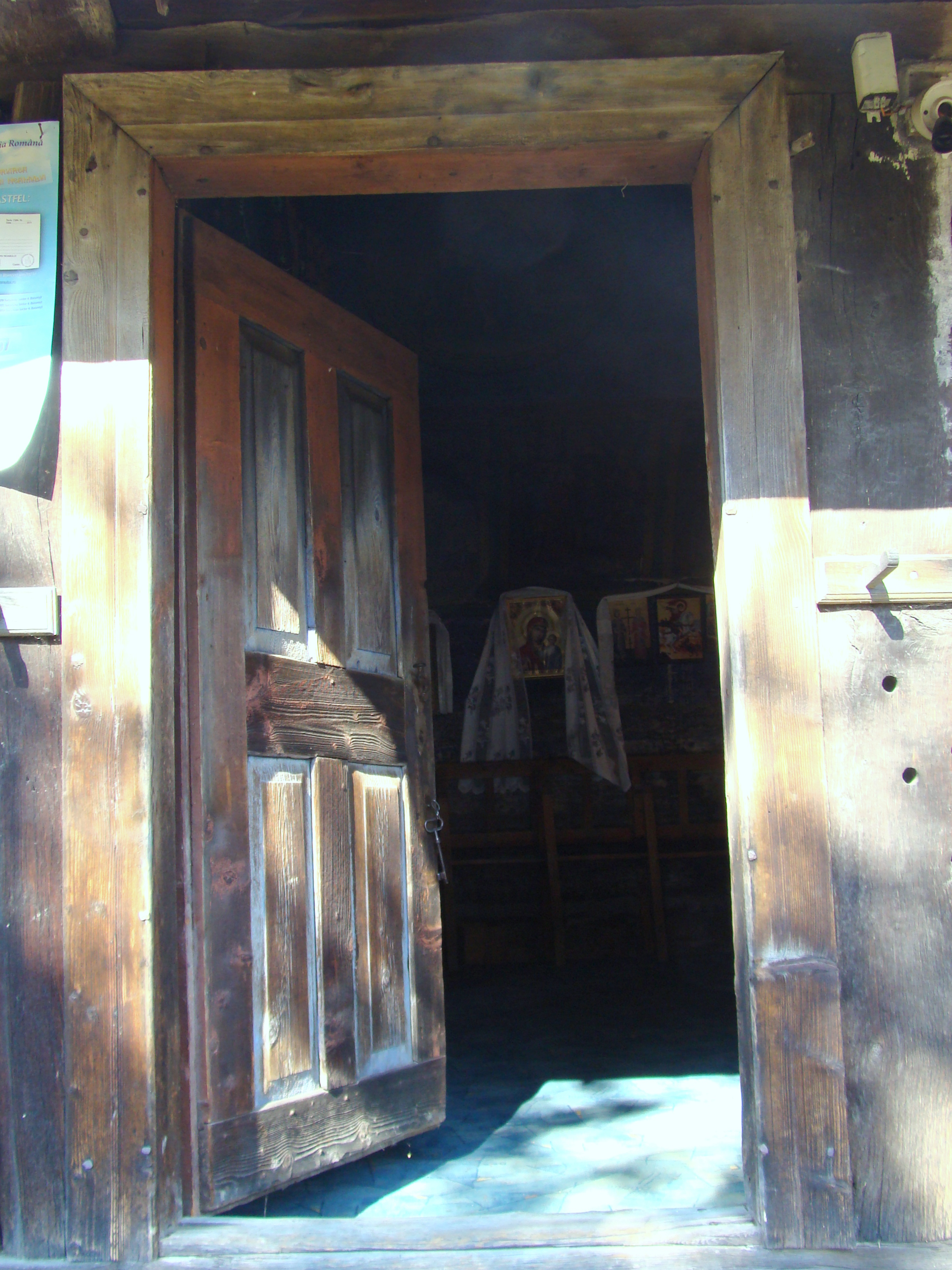
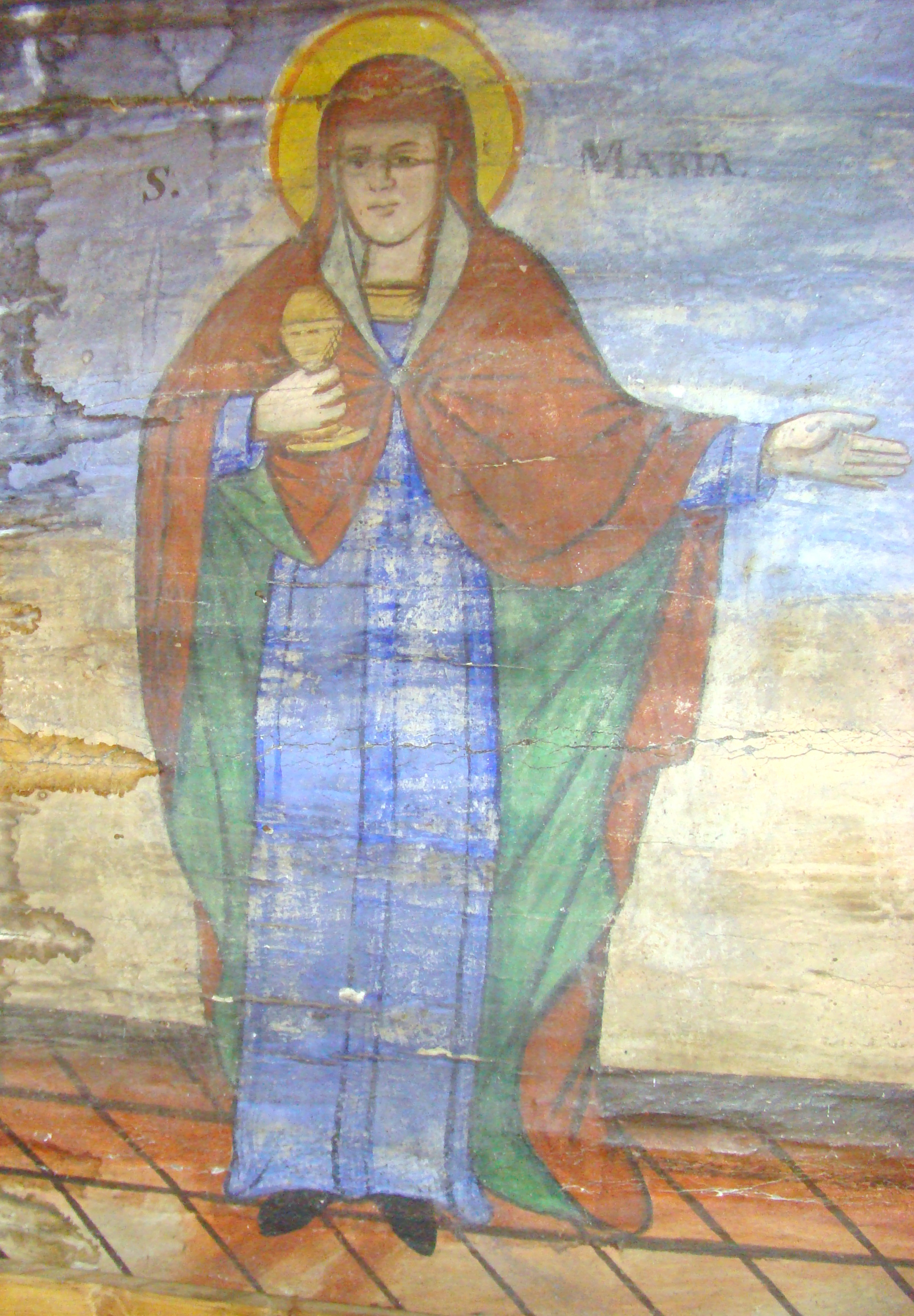
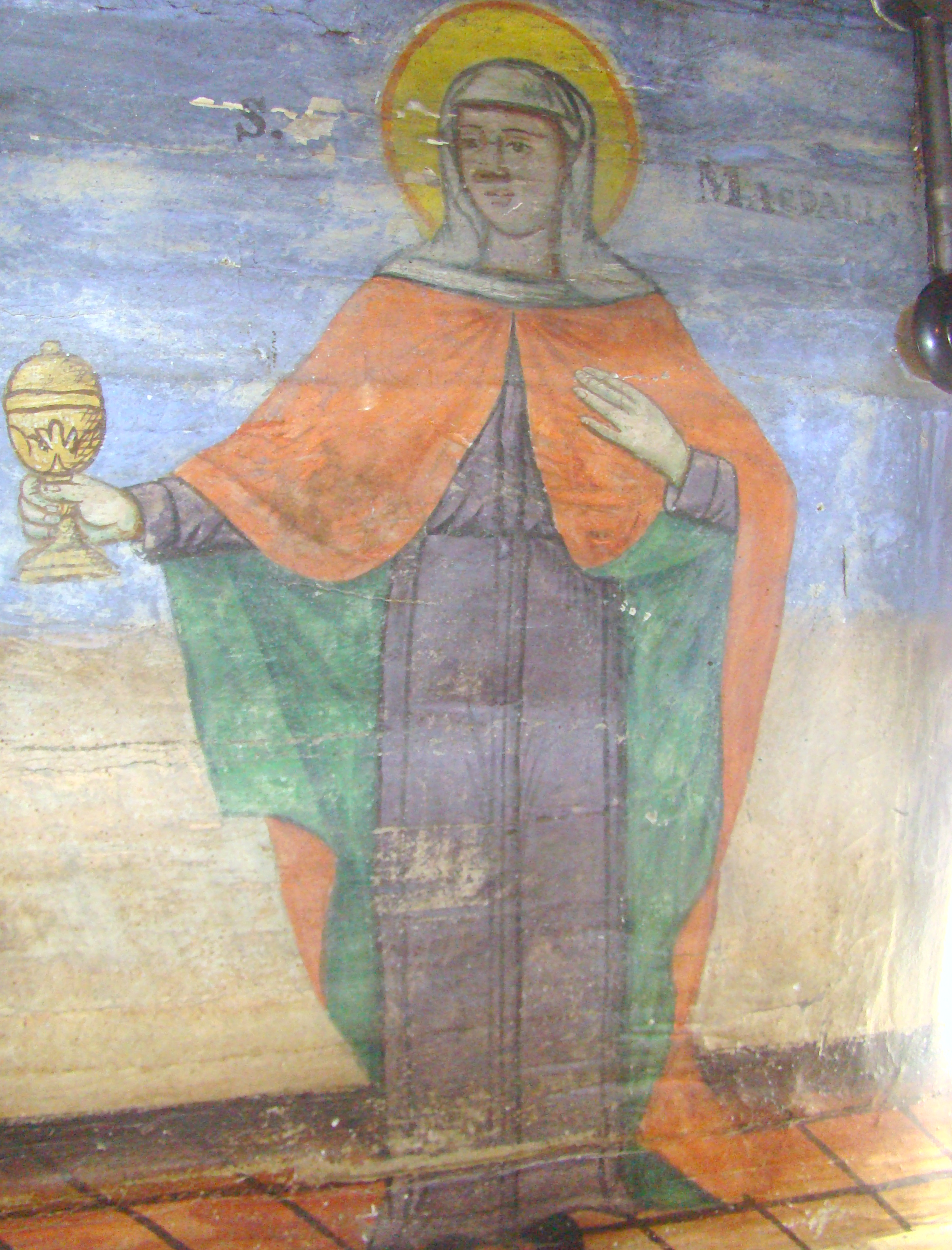
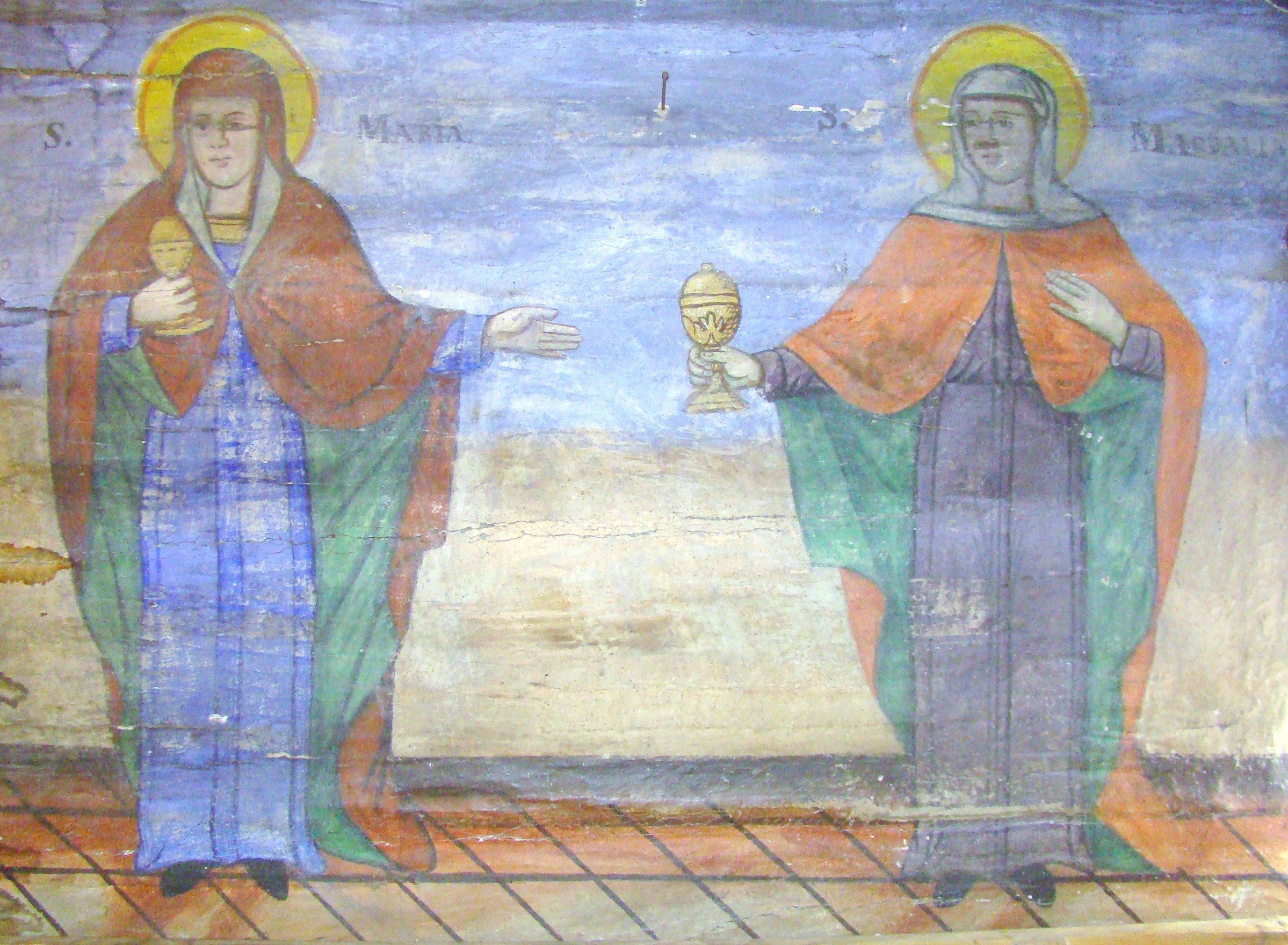
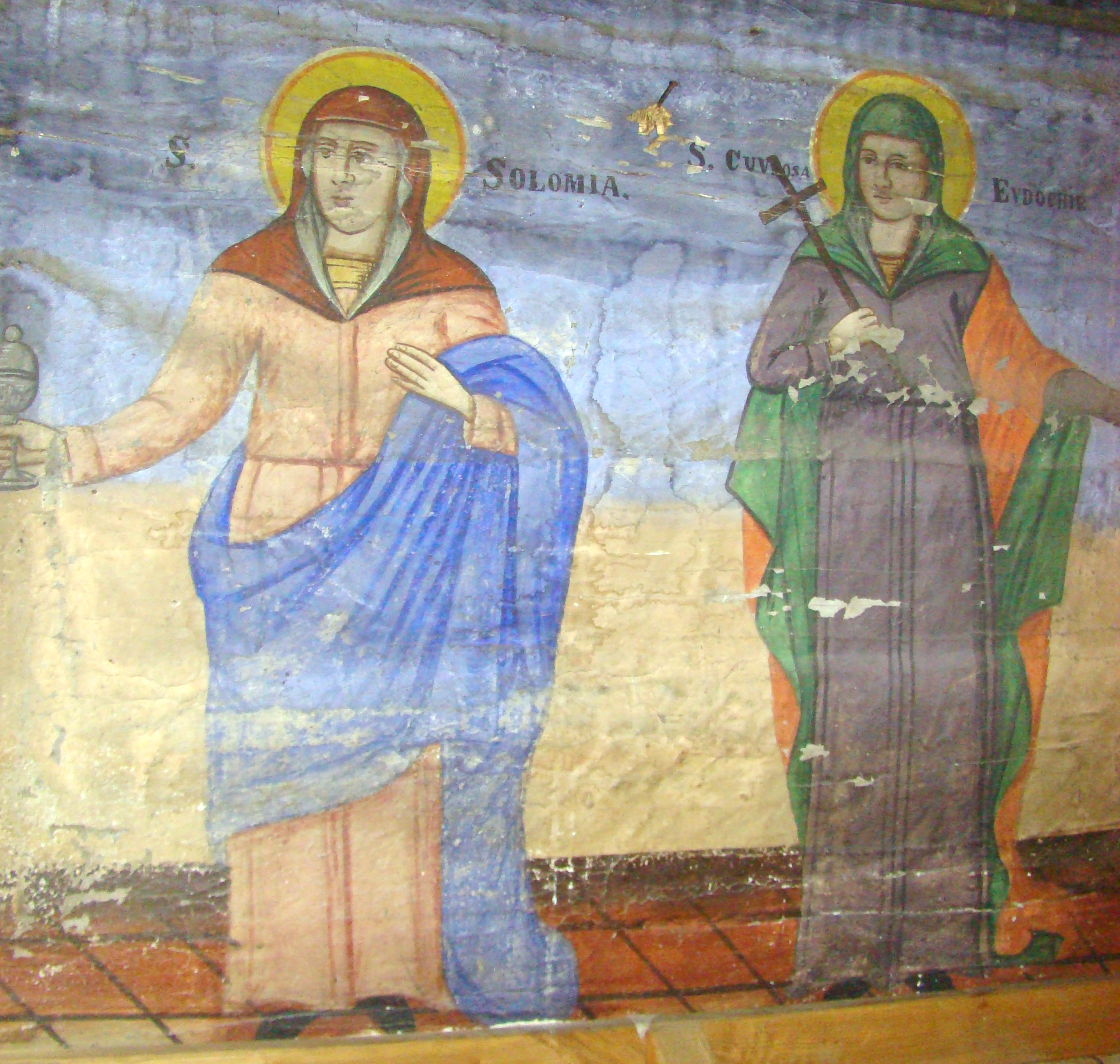
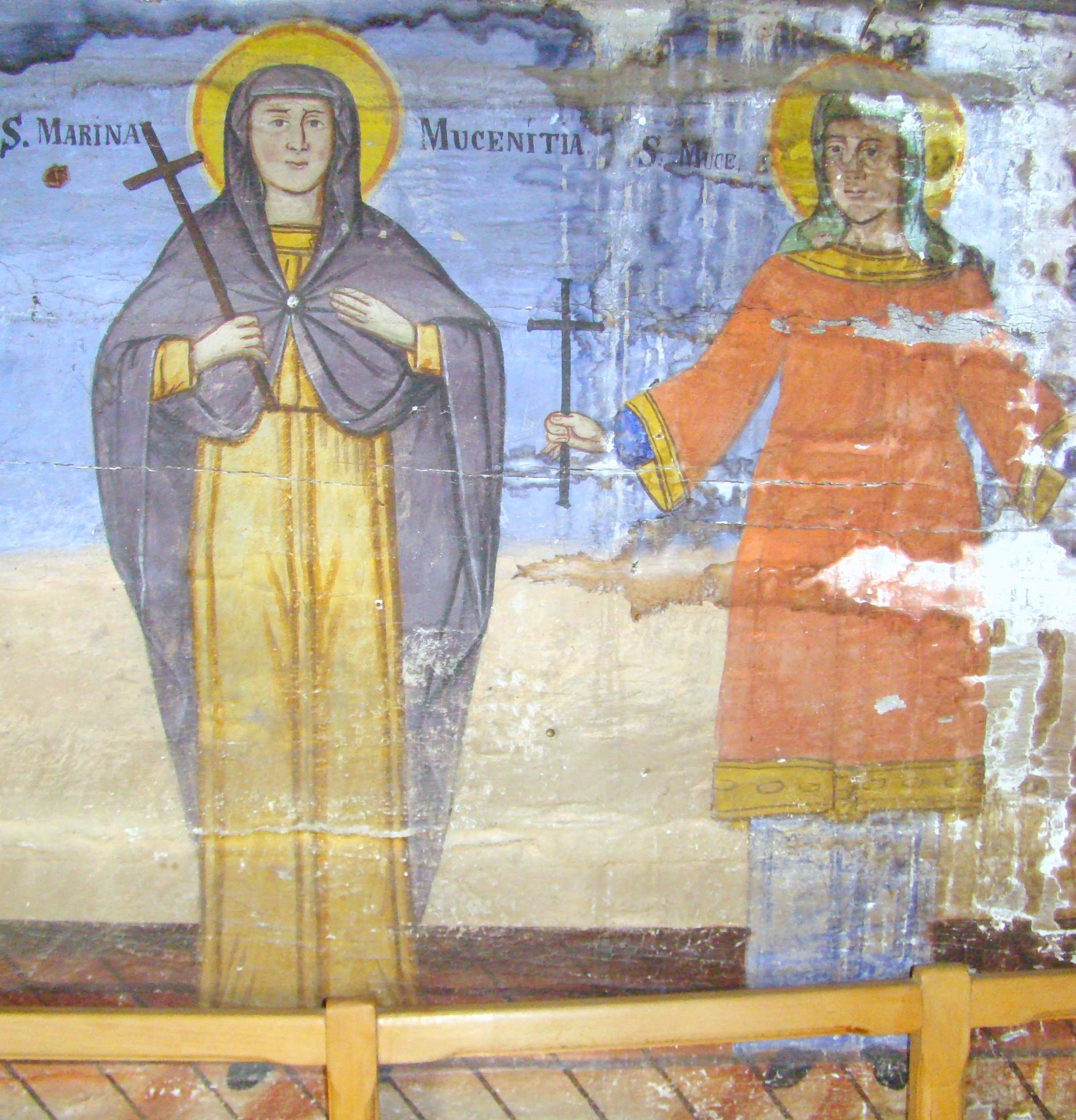
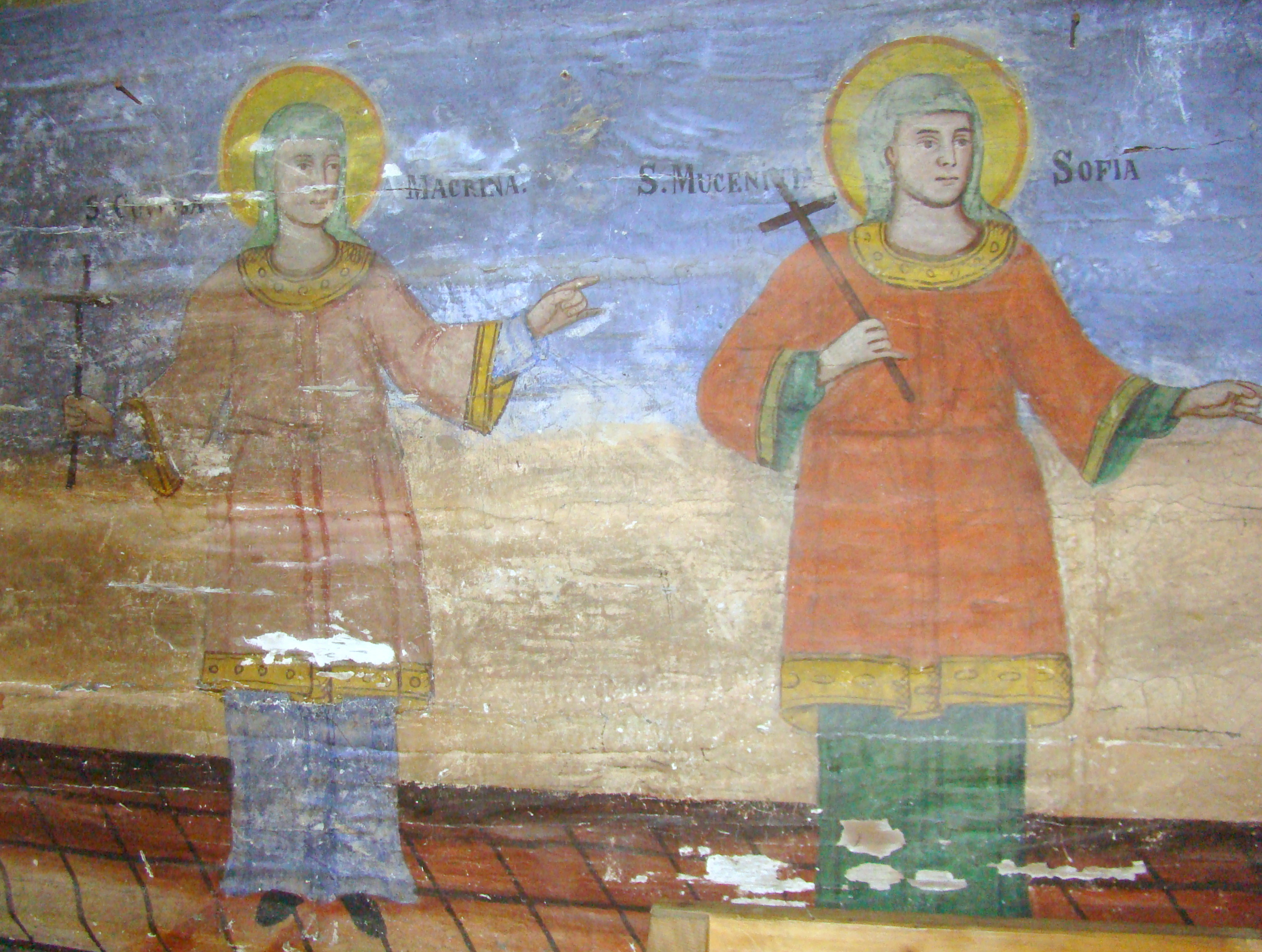
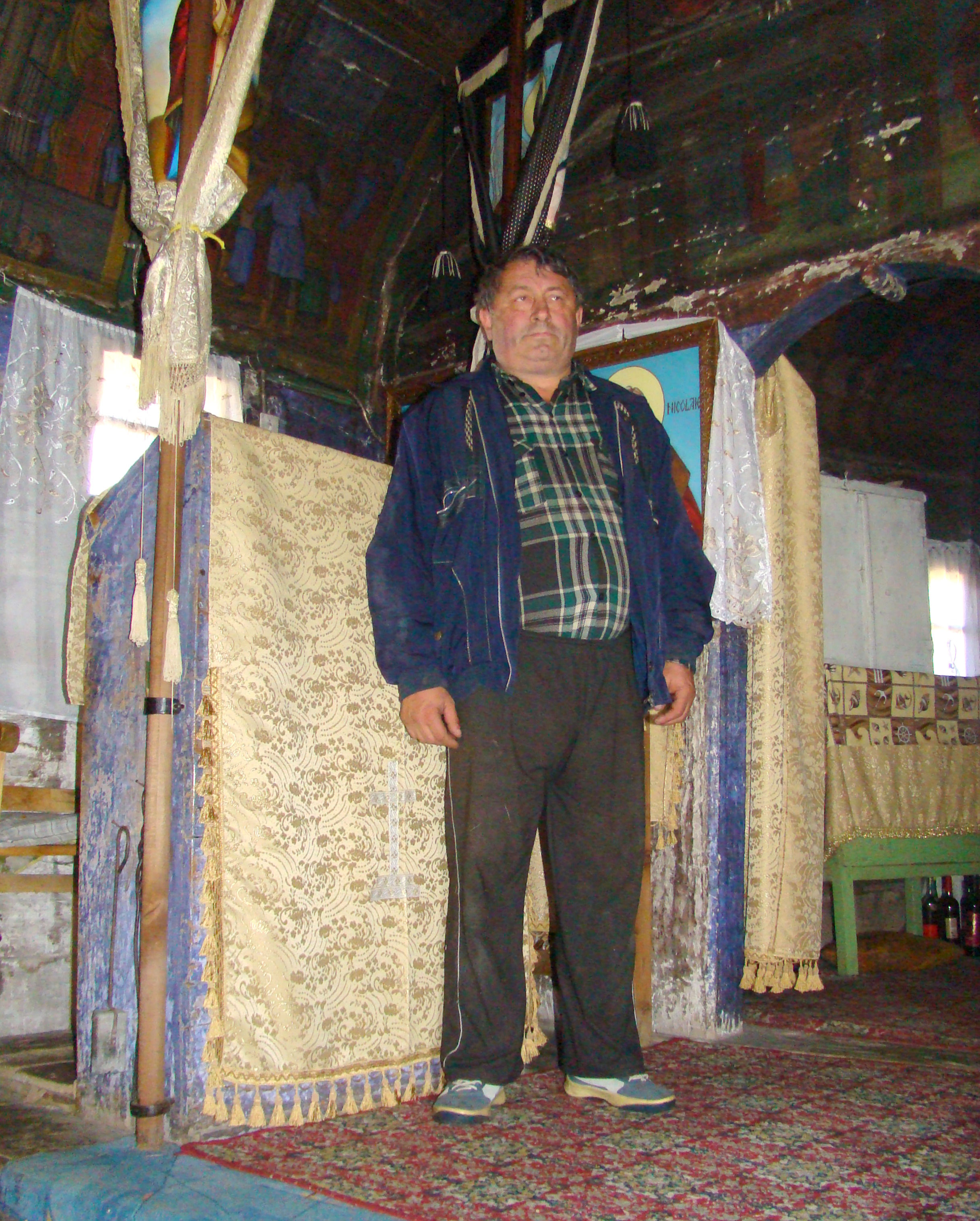
Sfătul
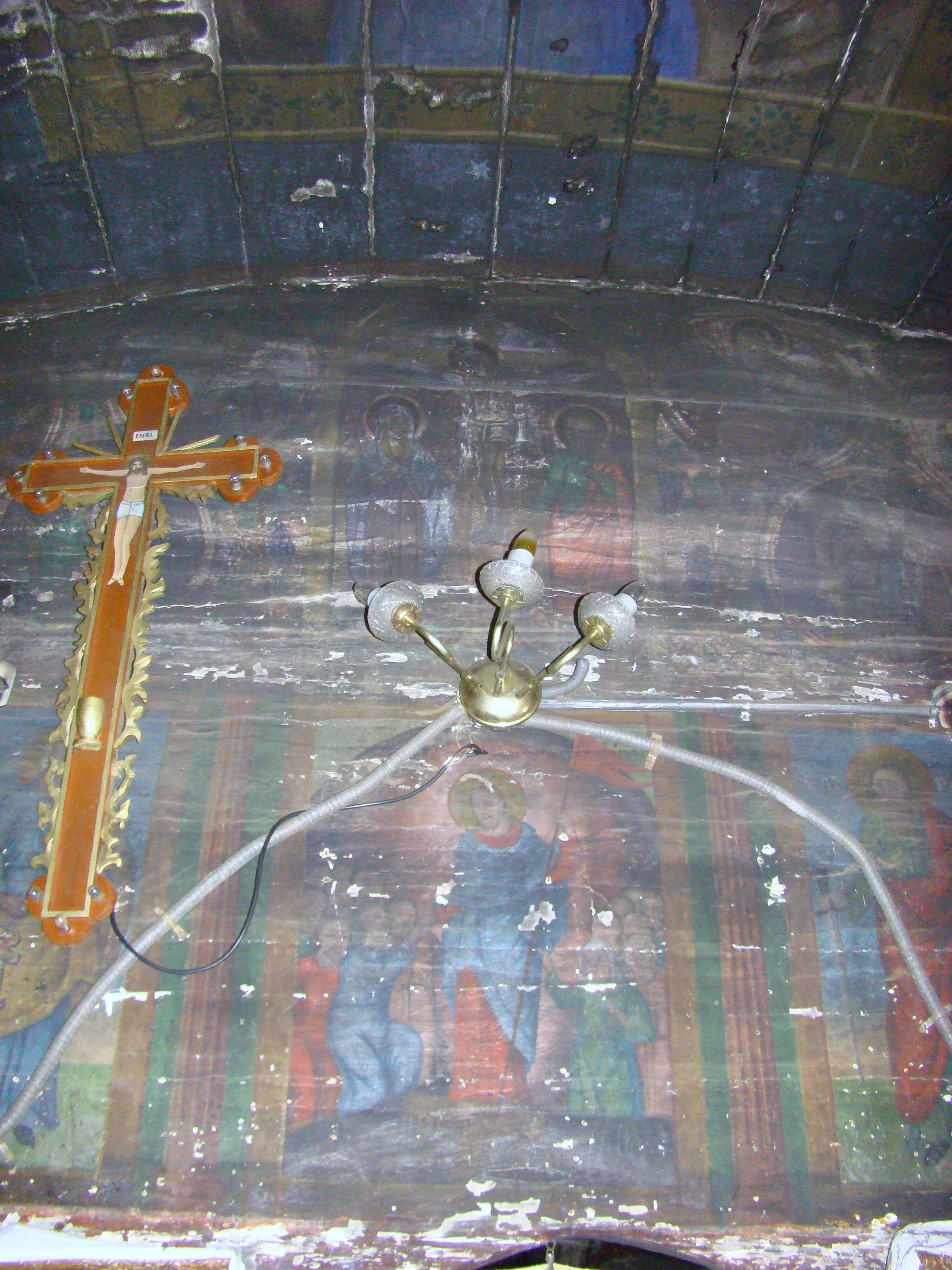
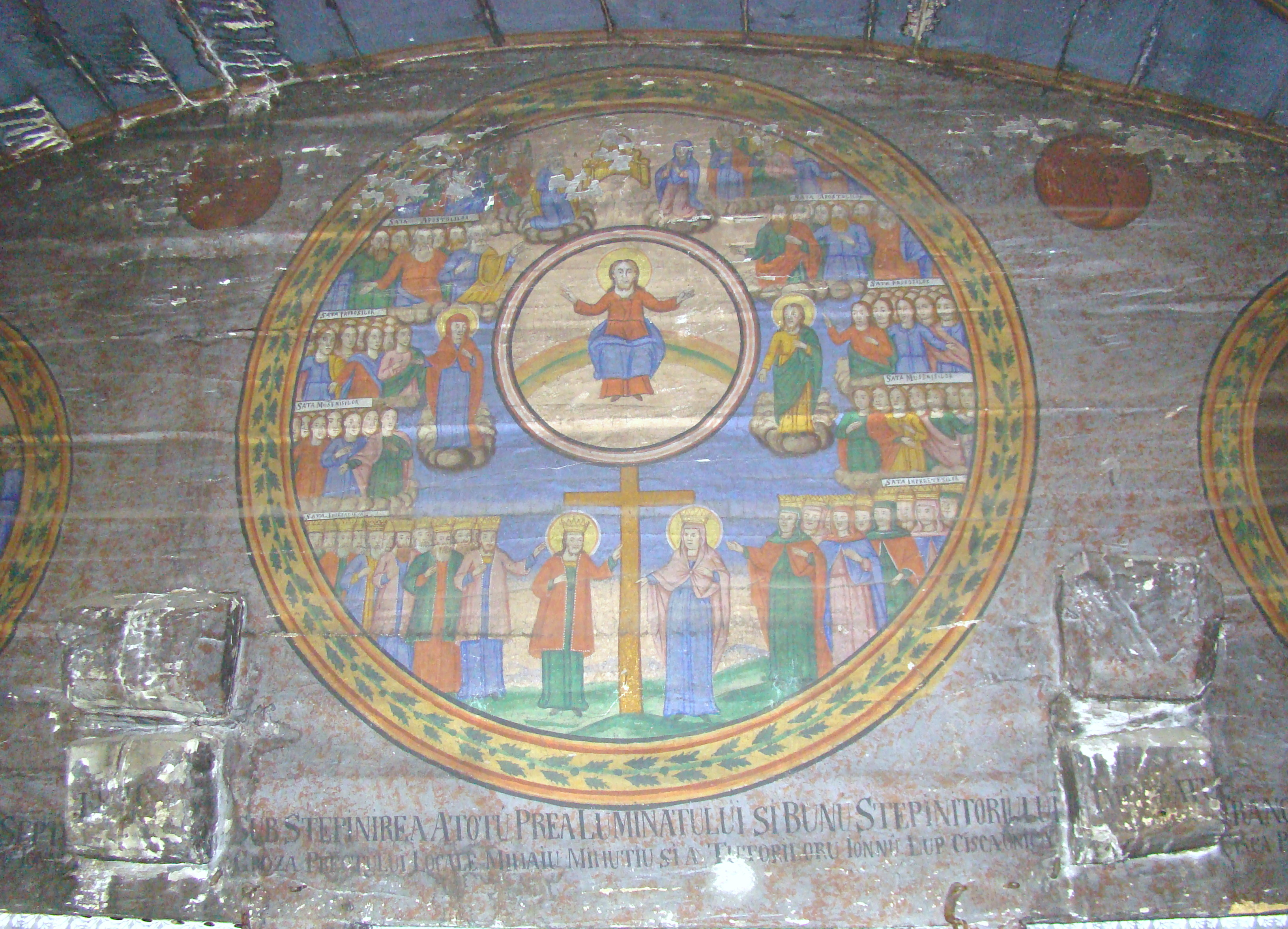
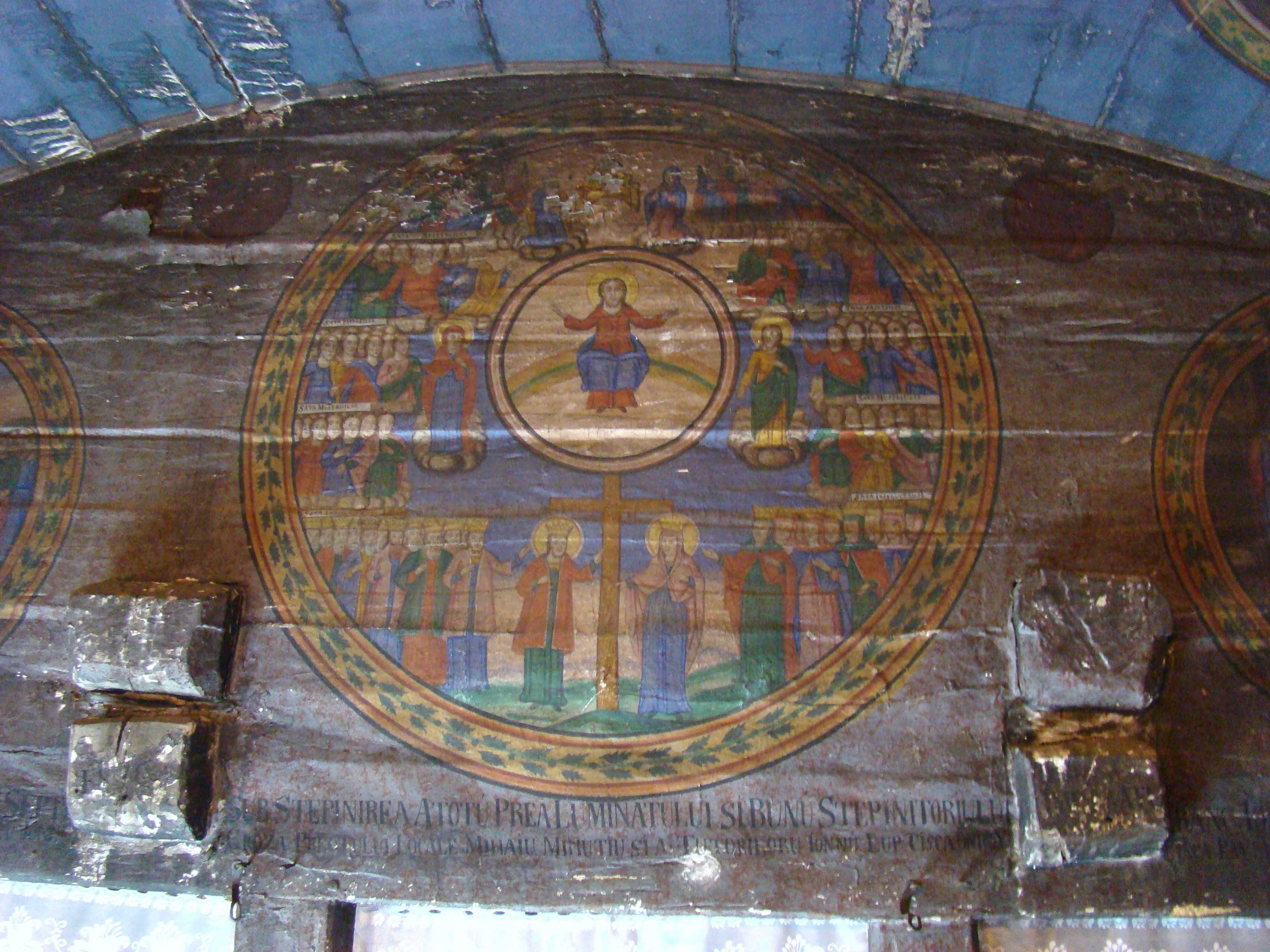
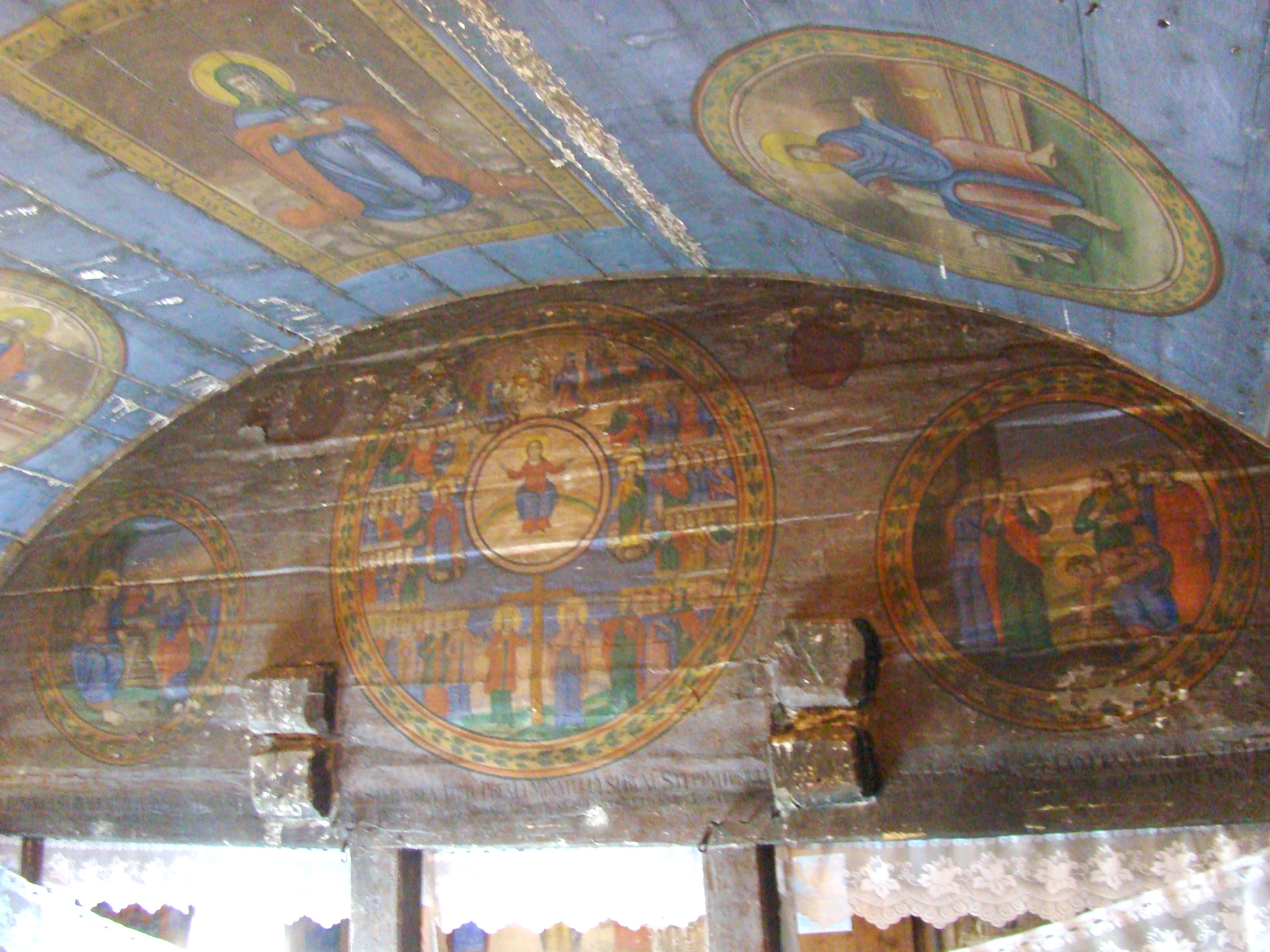
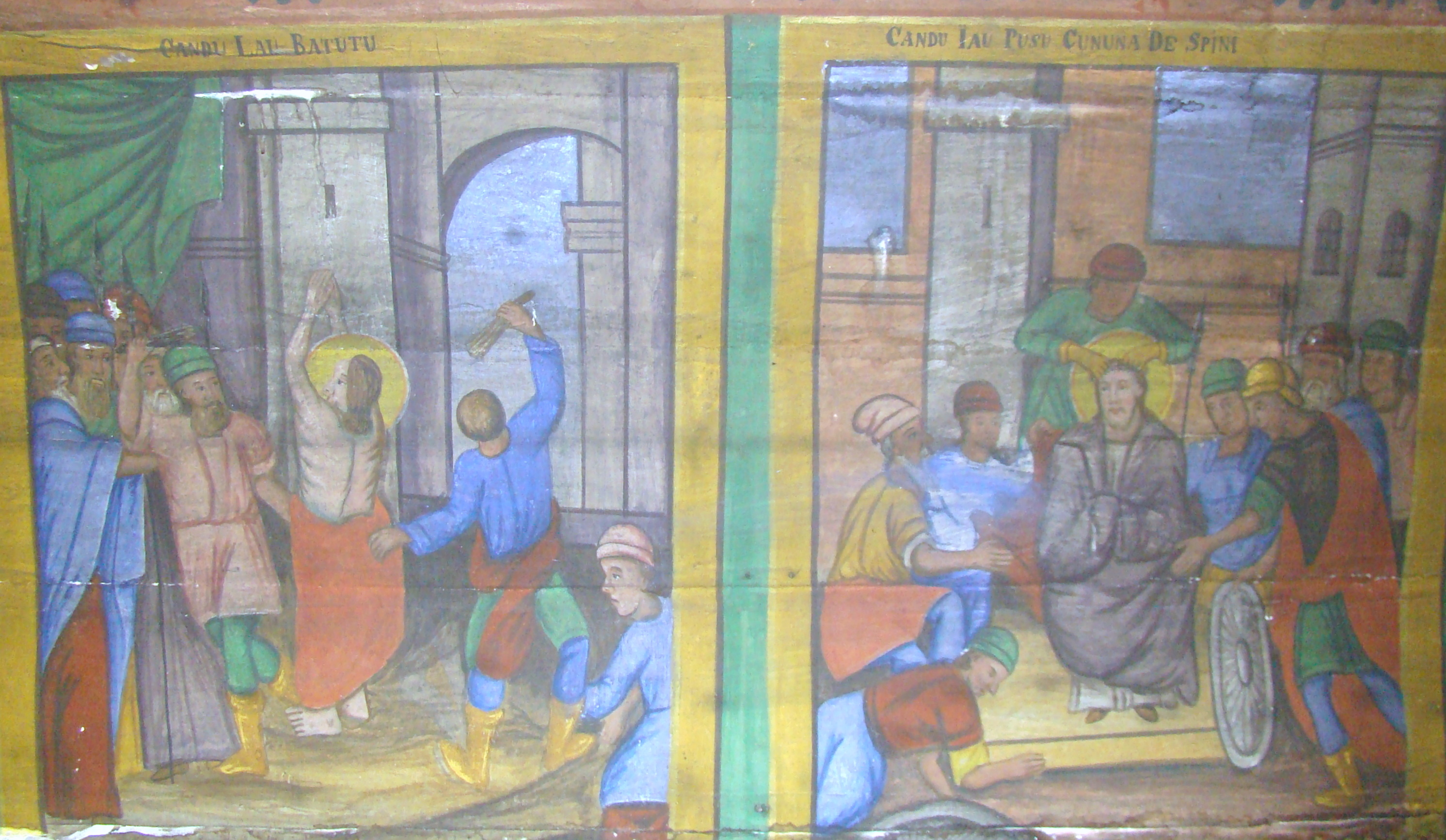
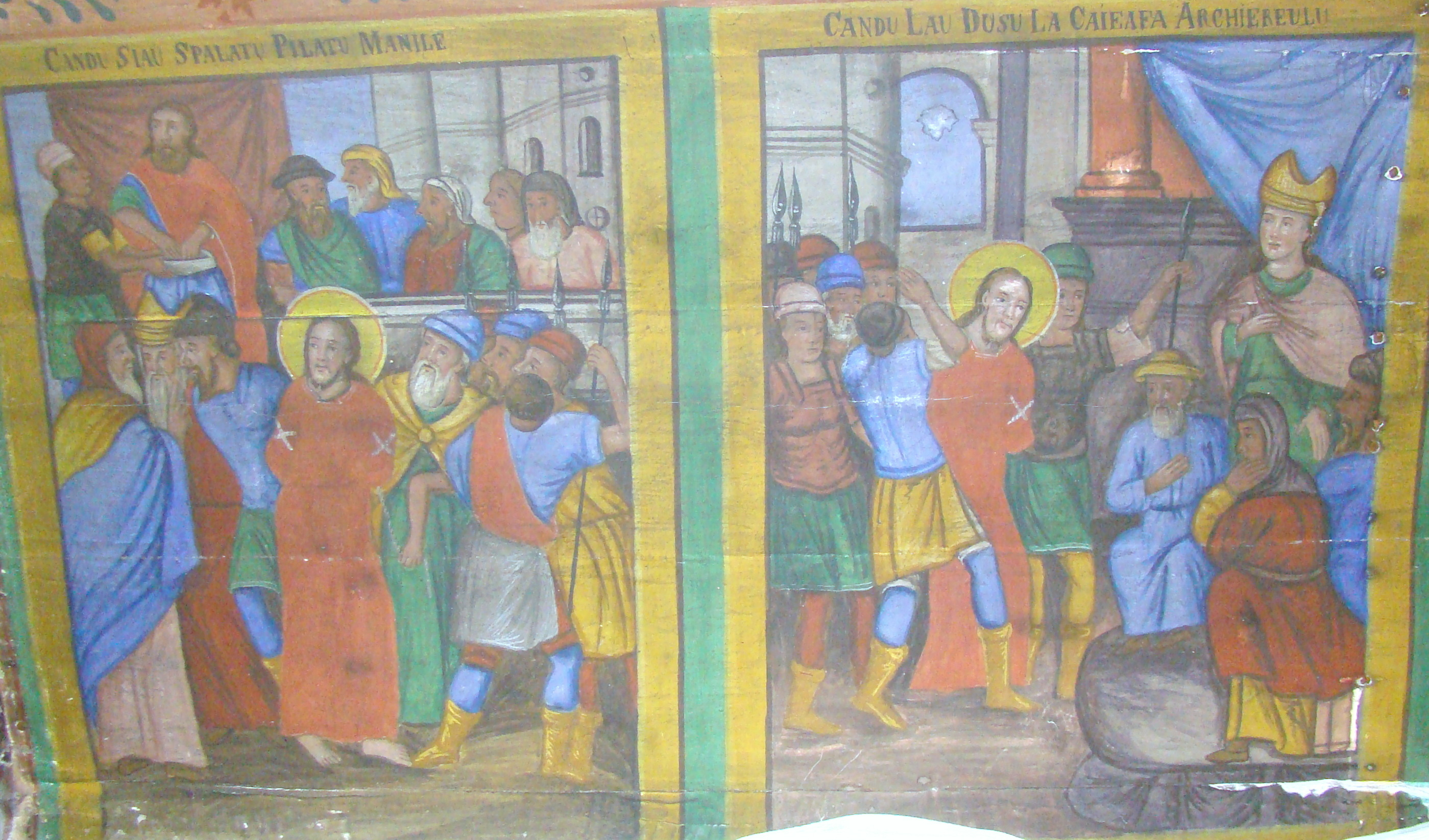
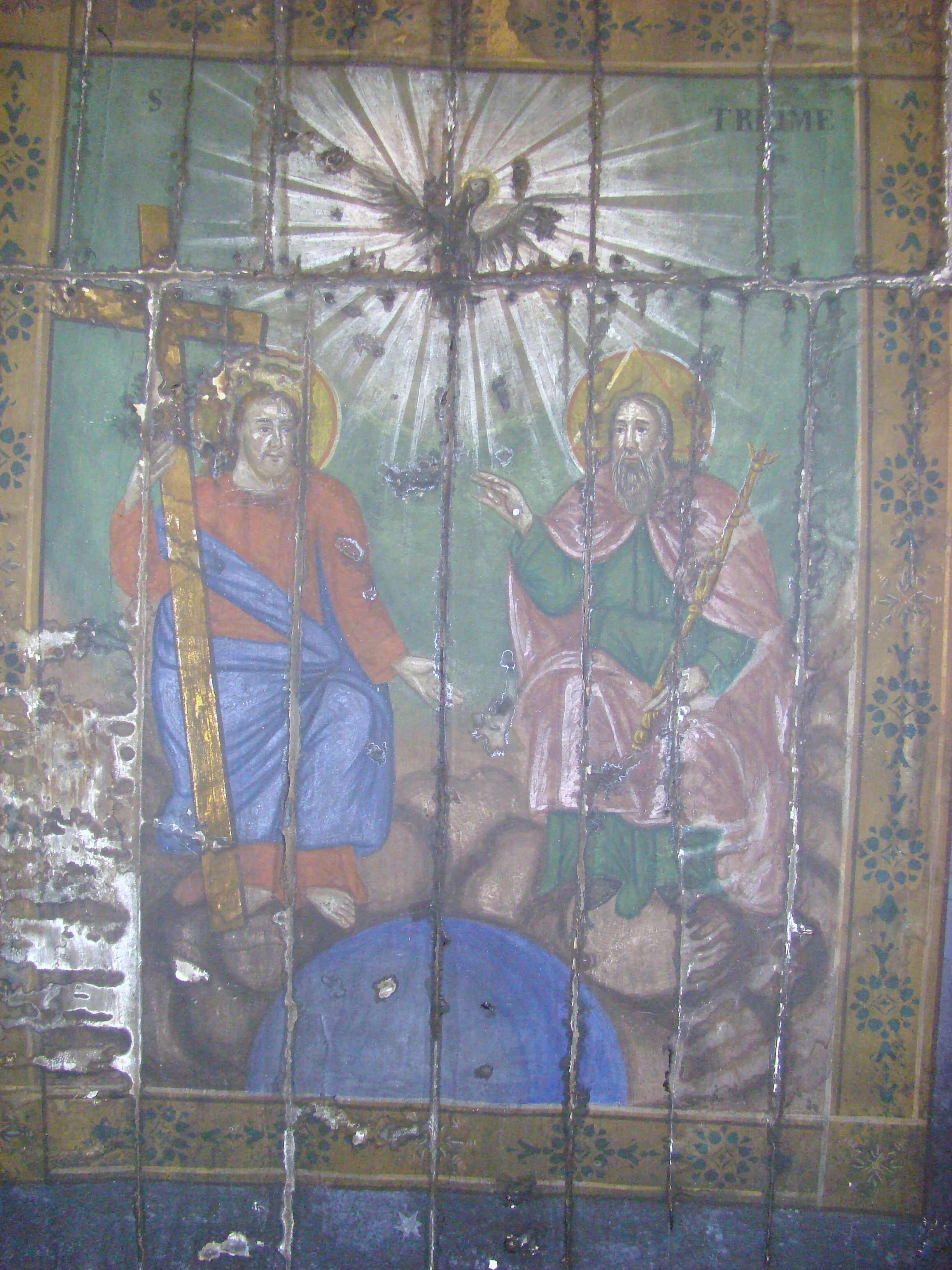
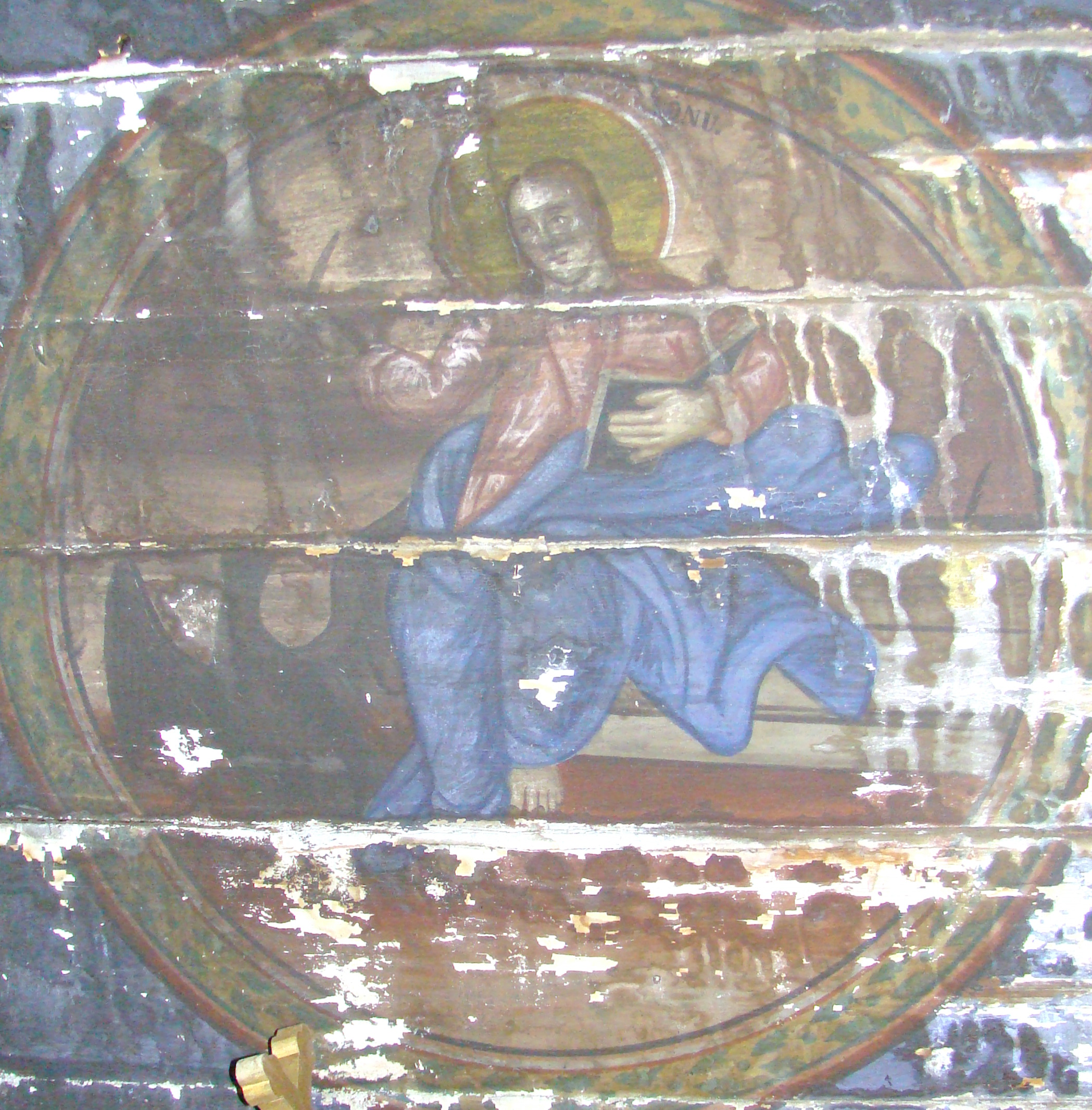
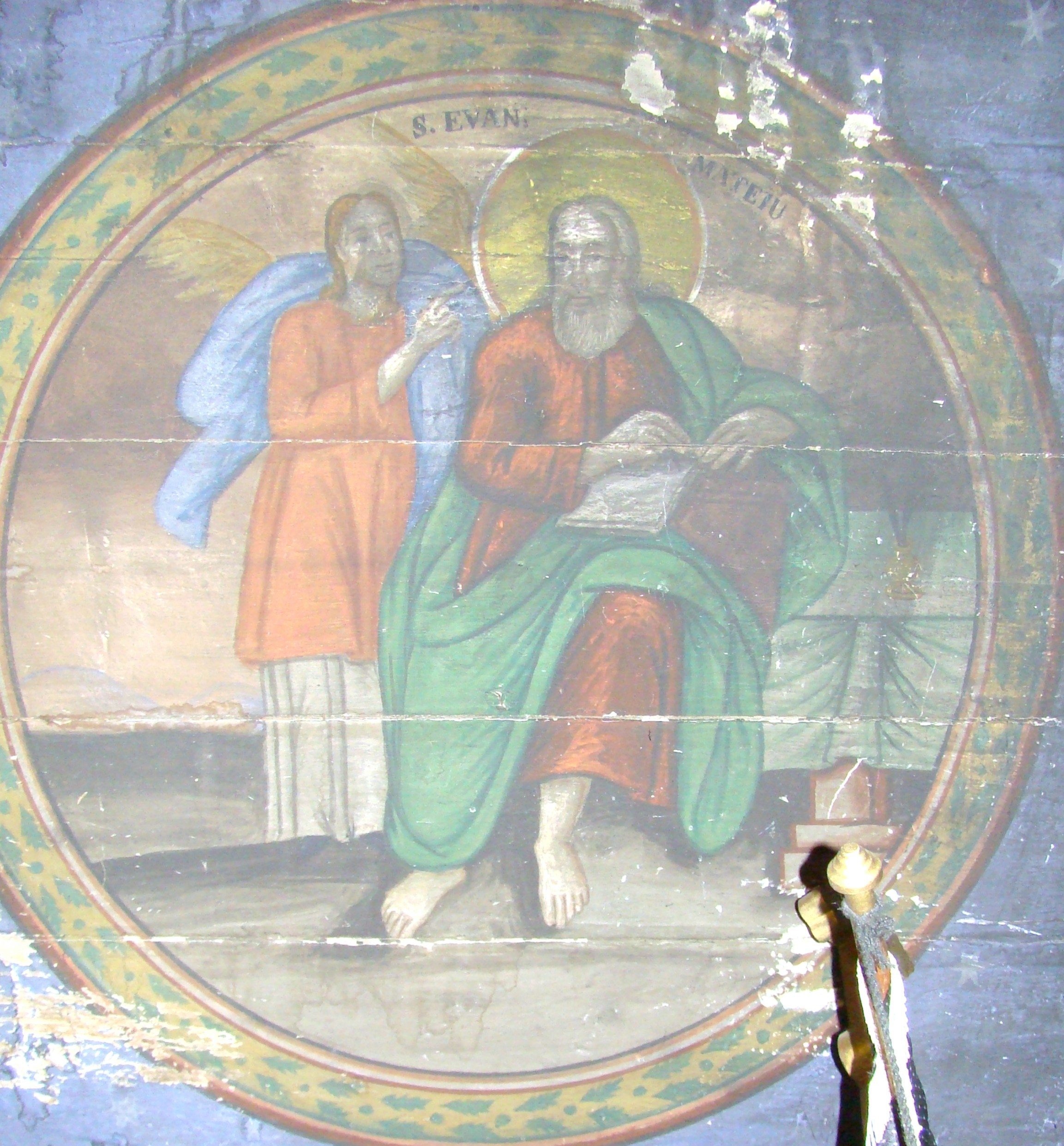
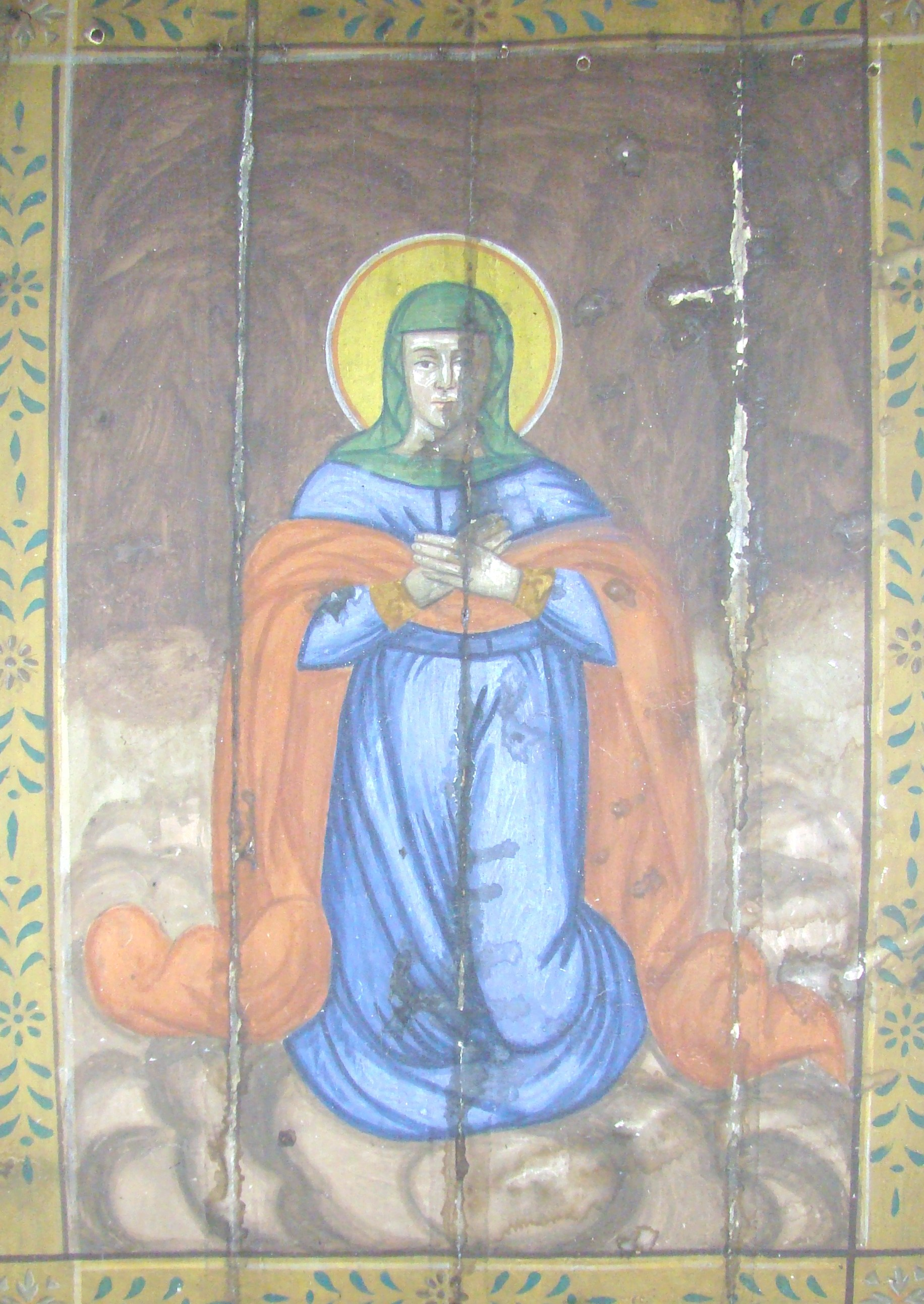
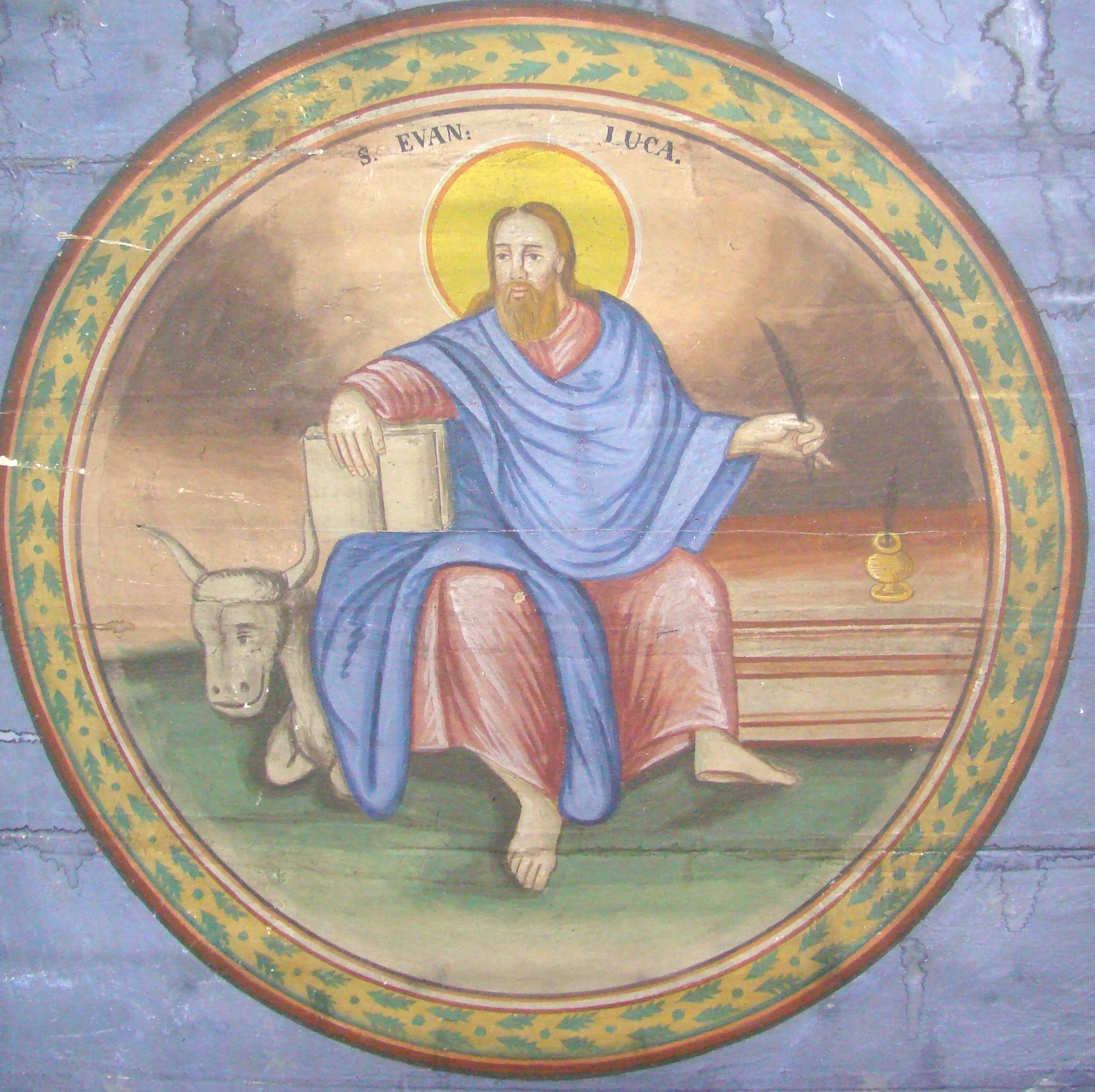
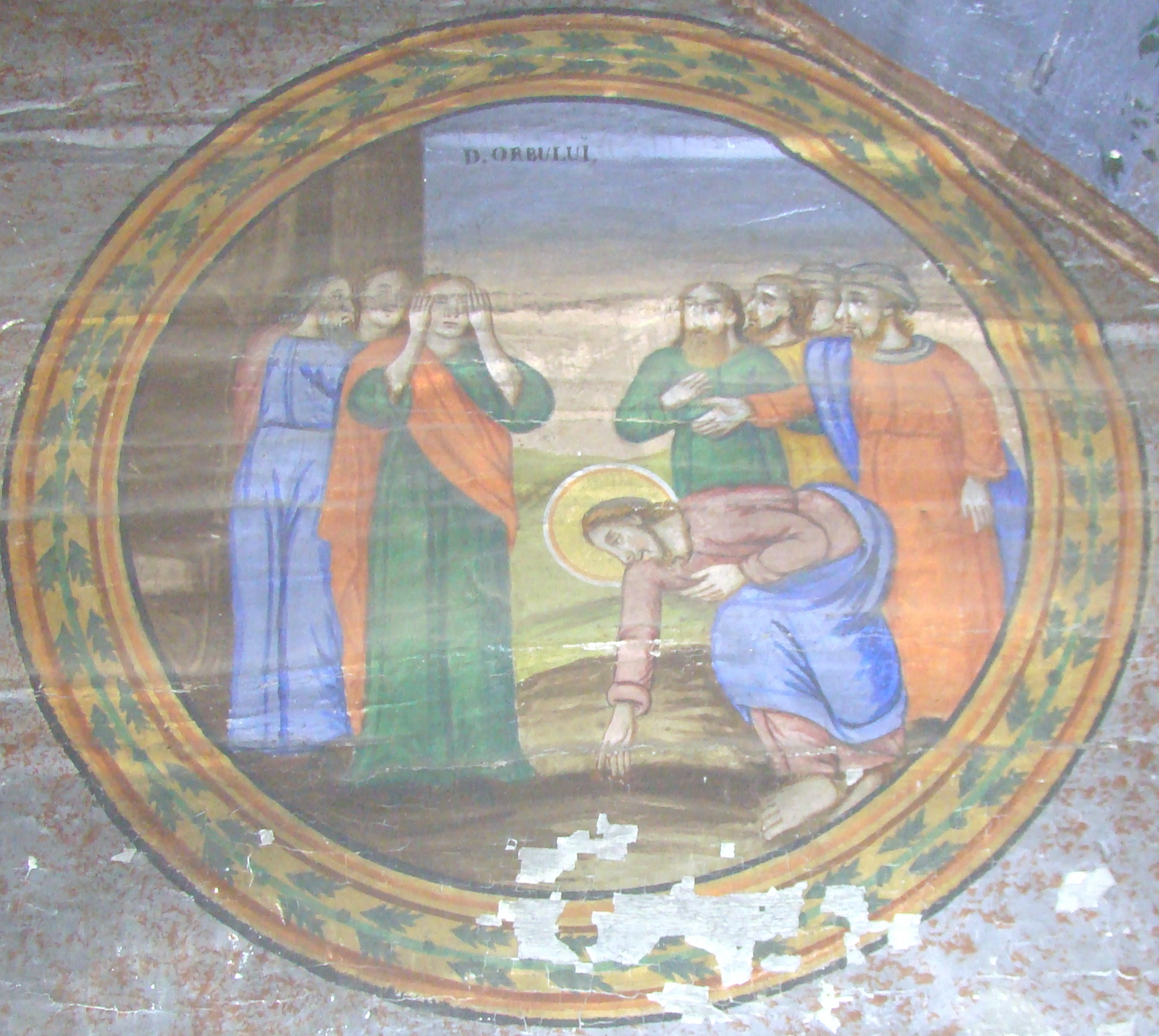
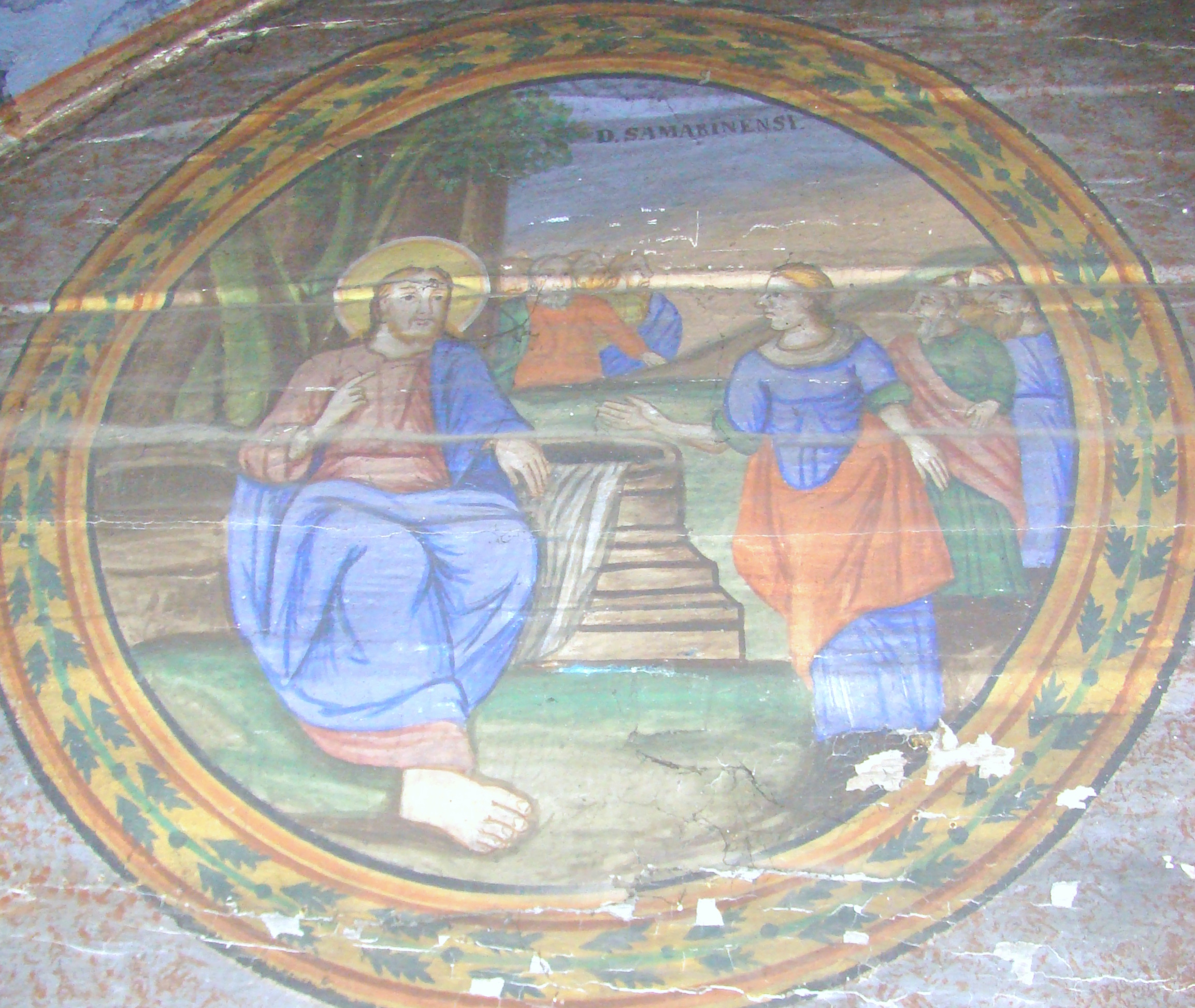
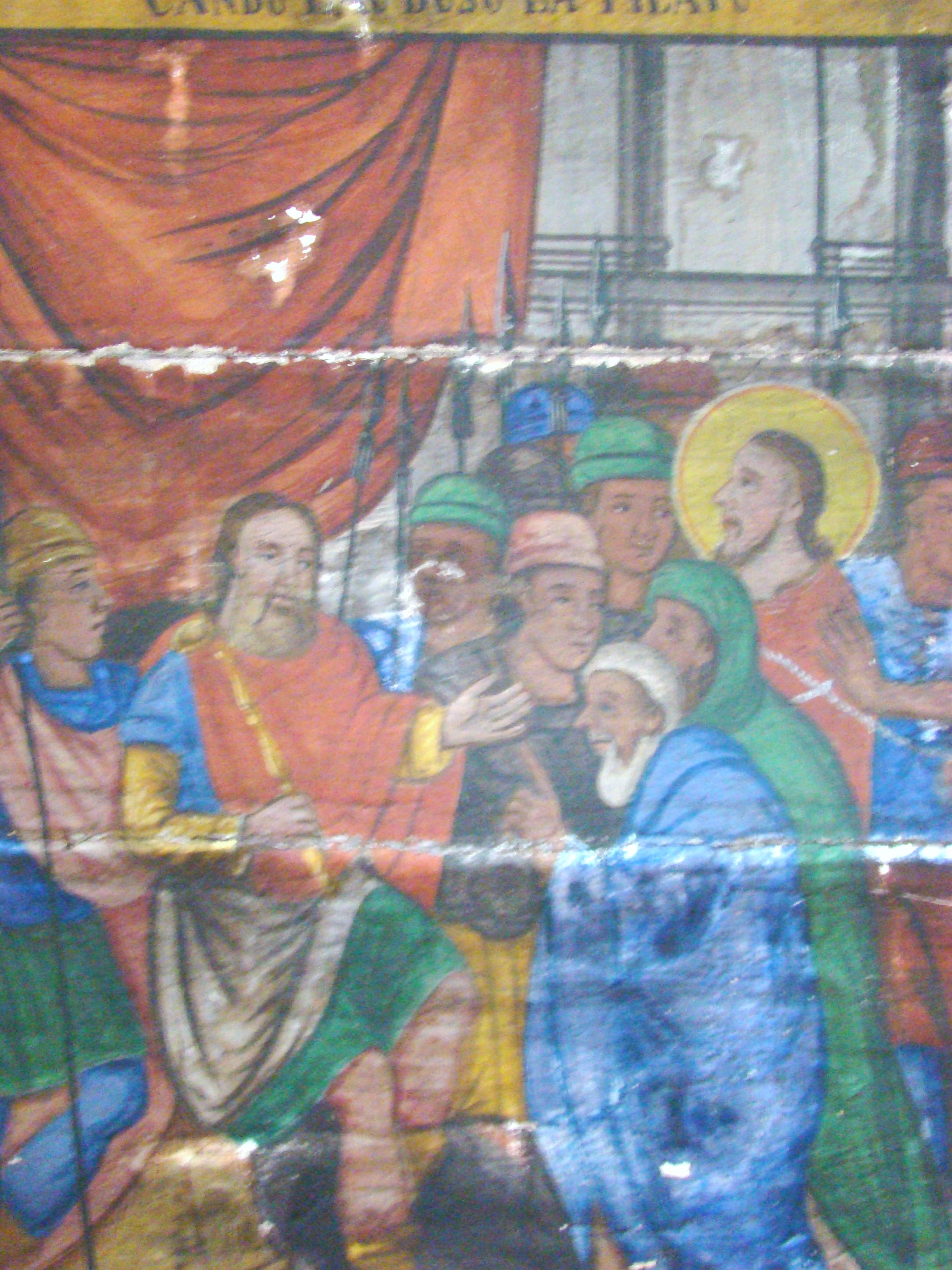
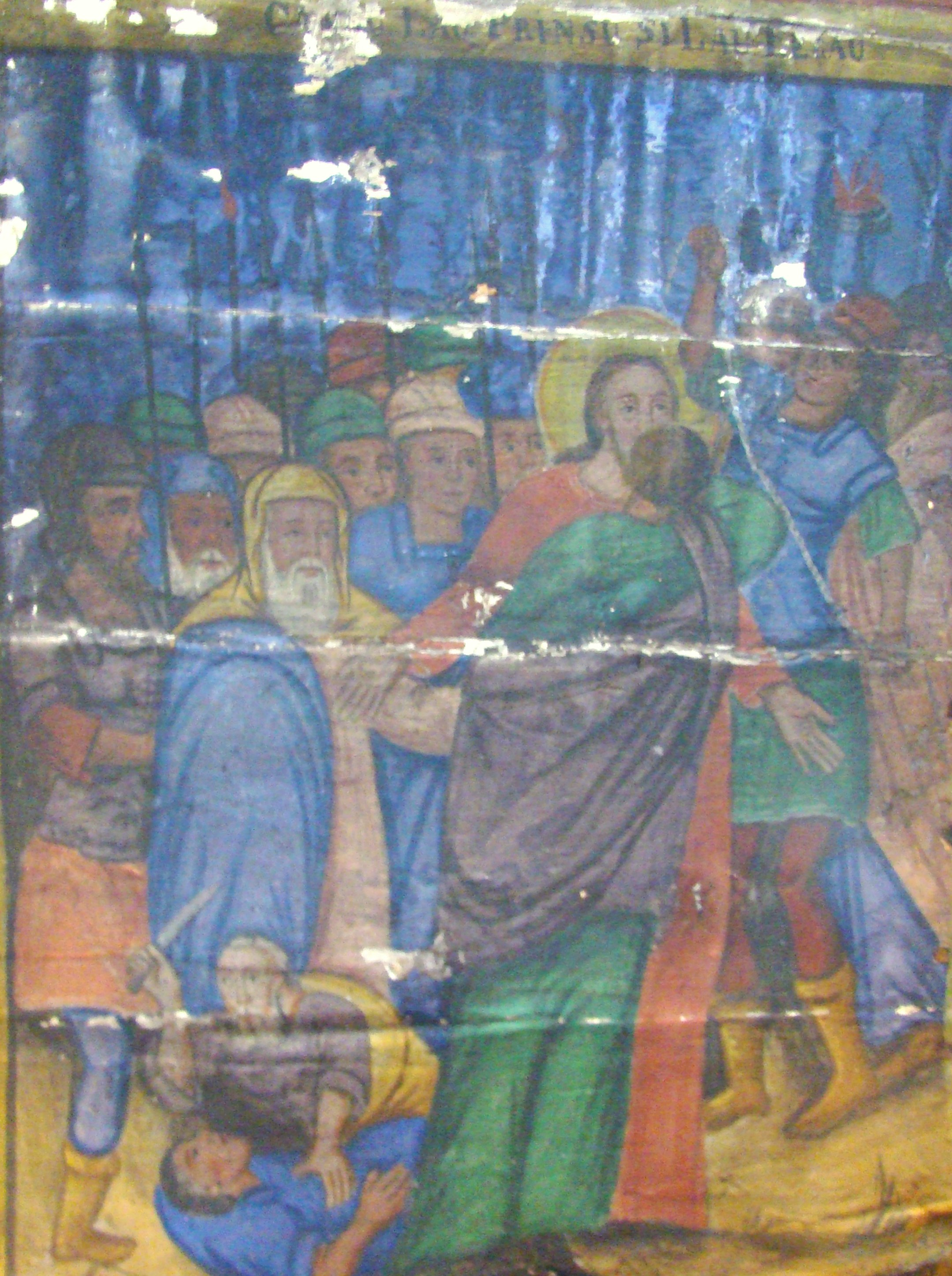
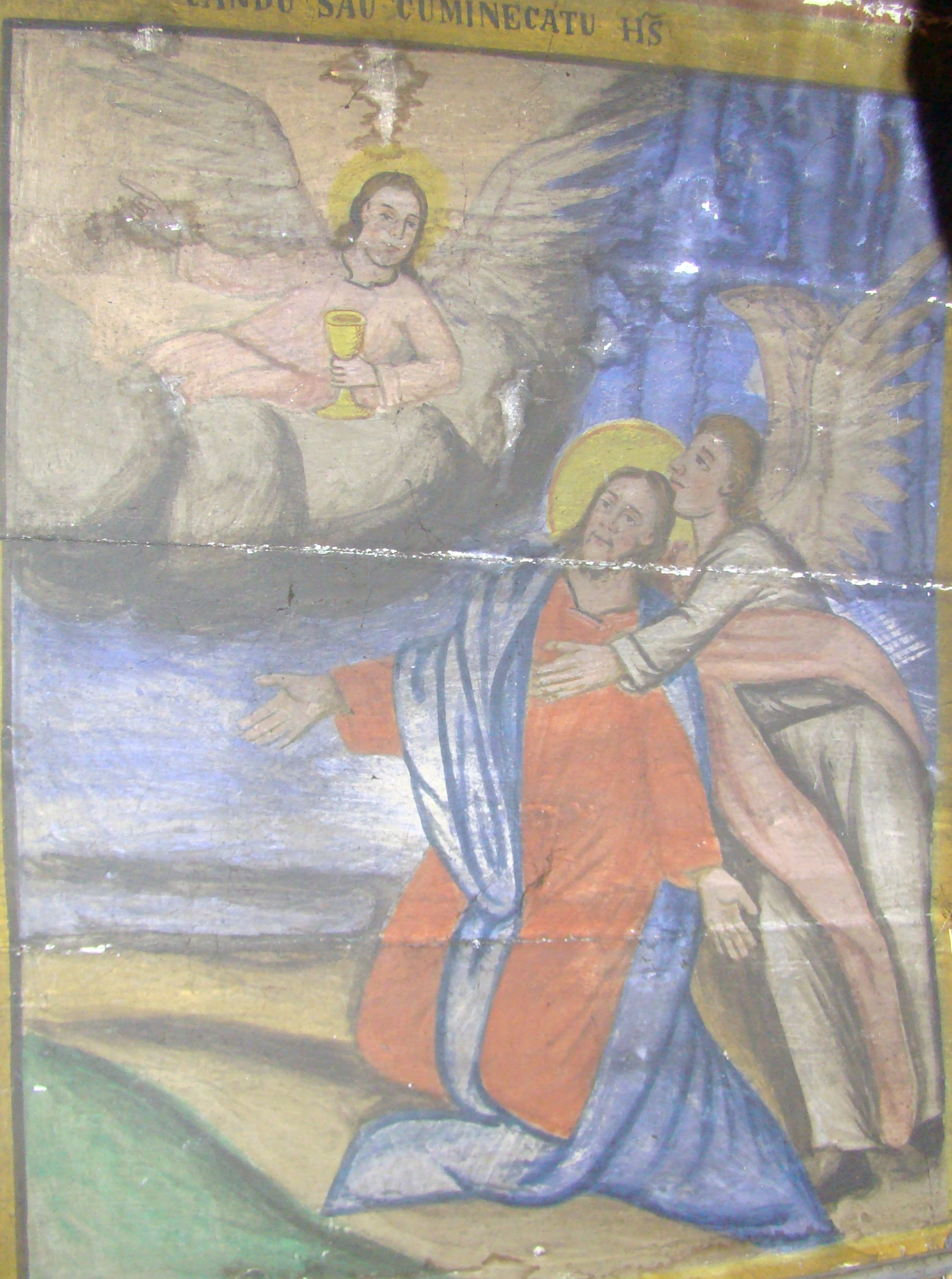
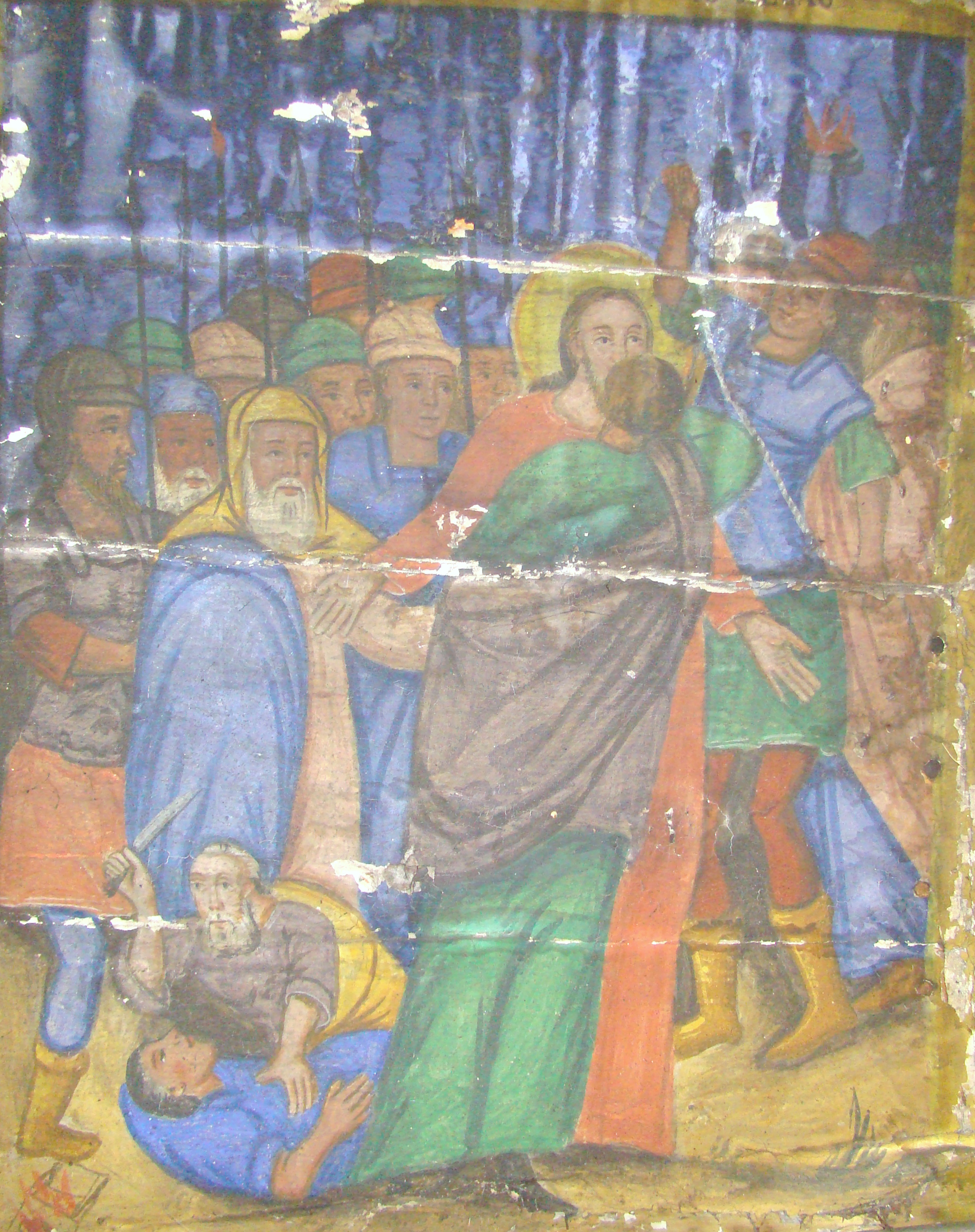
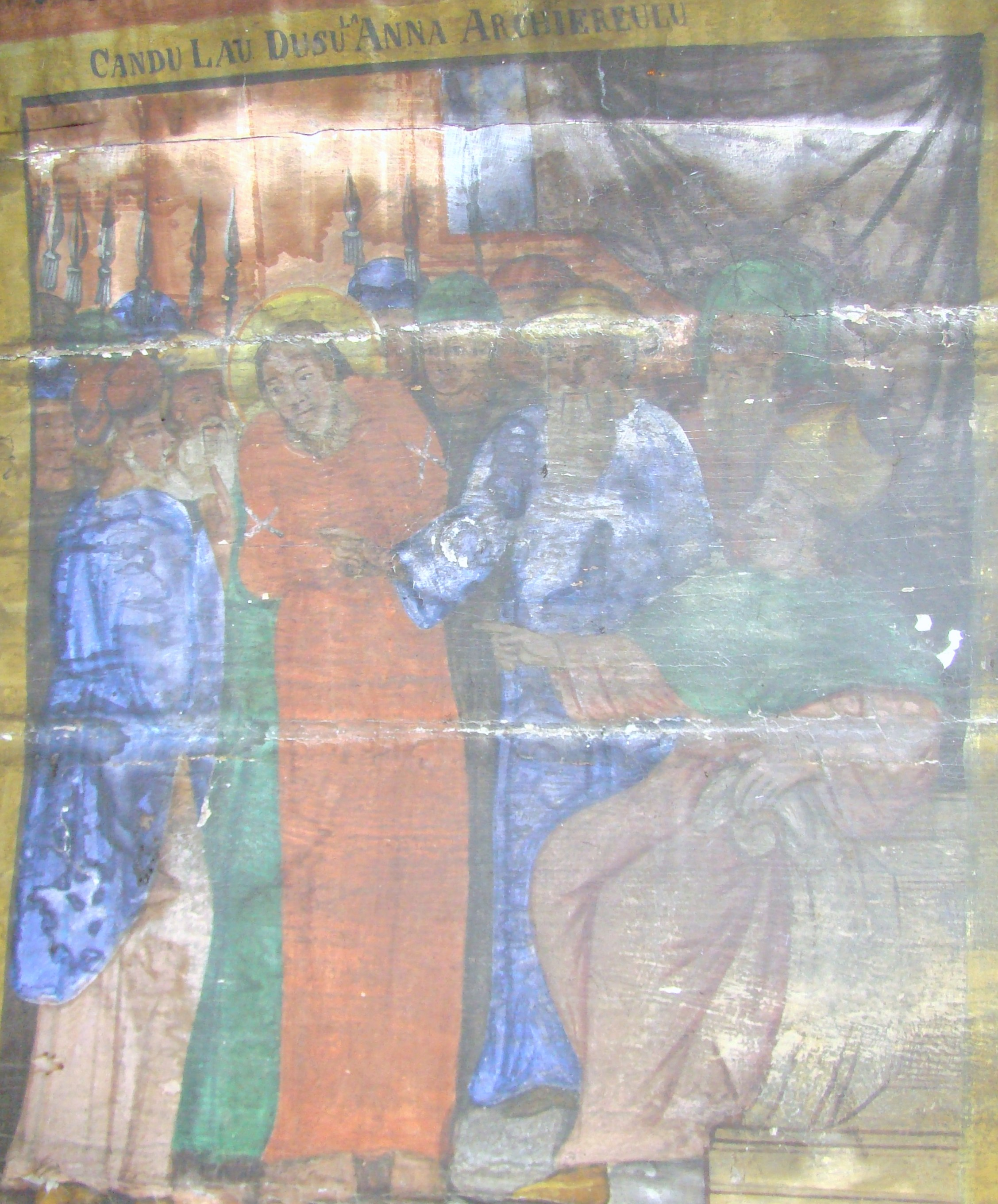
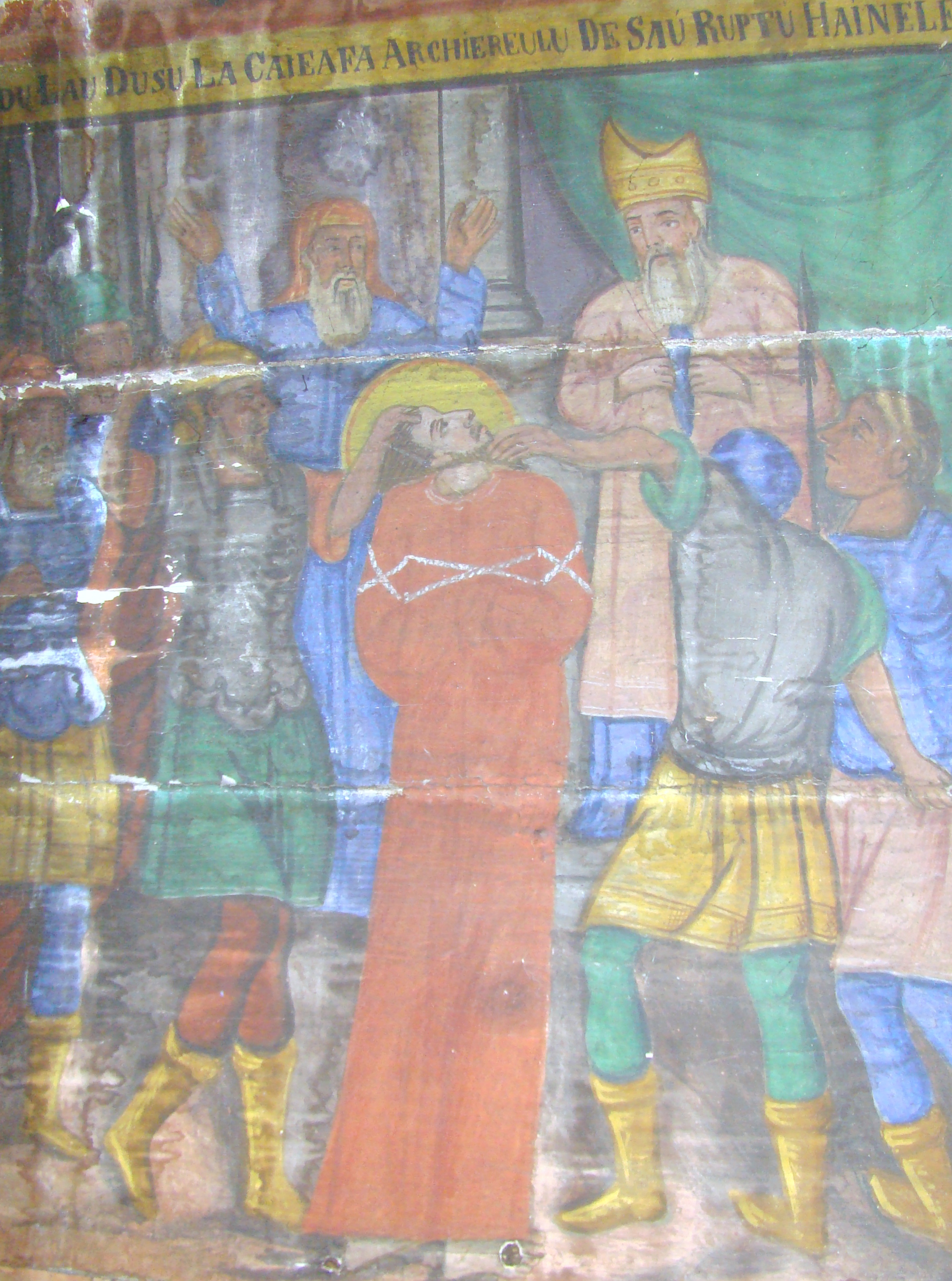
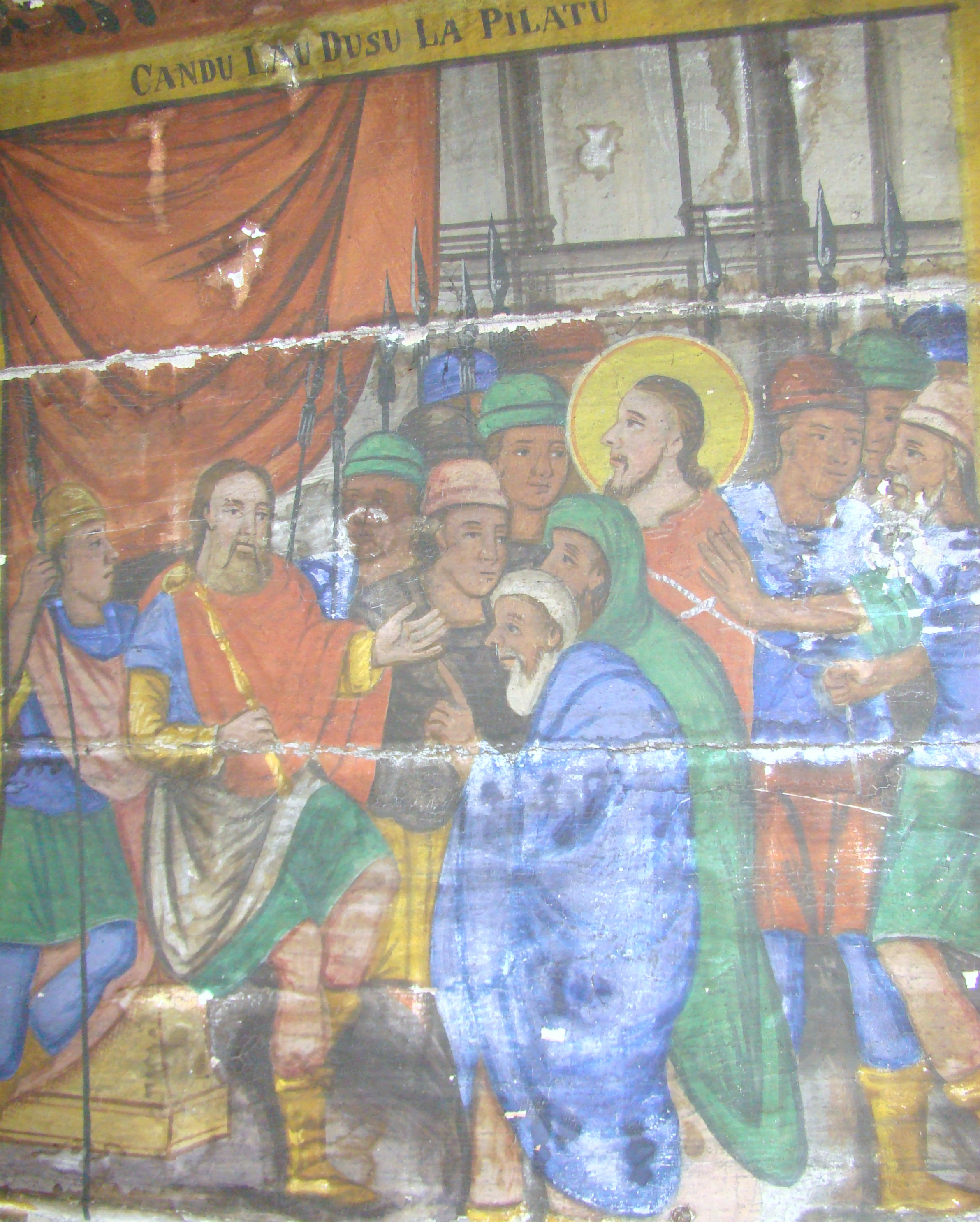
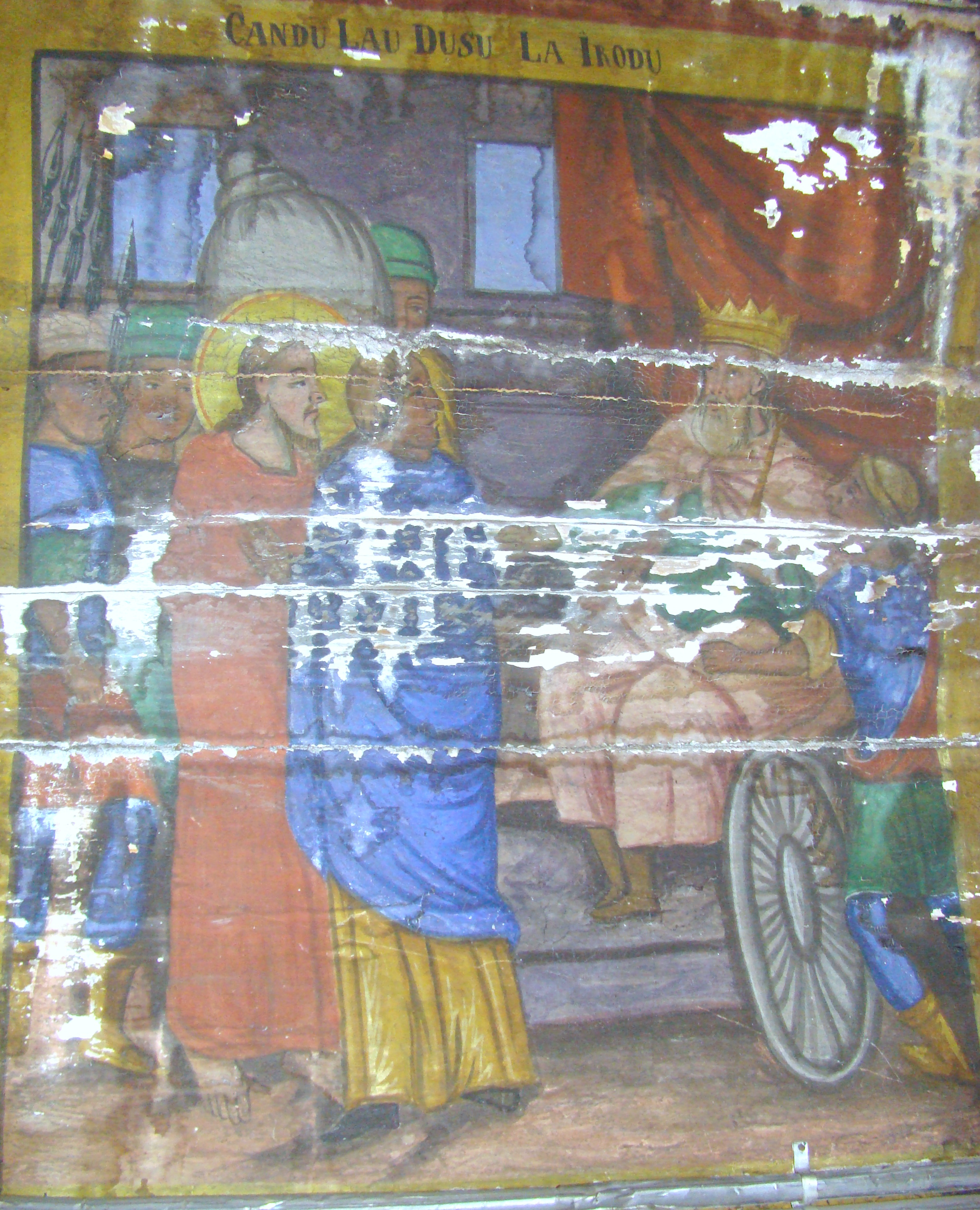
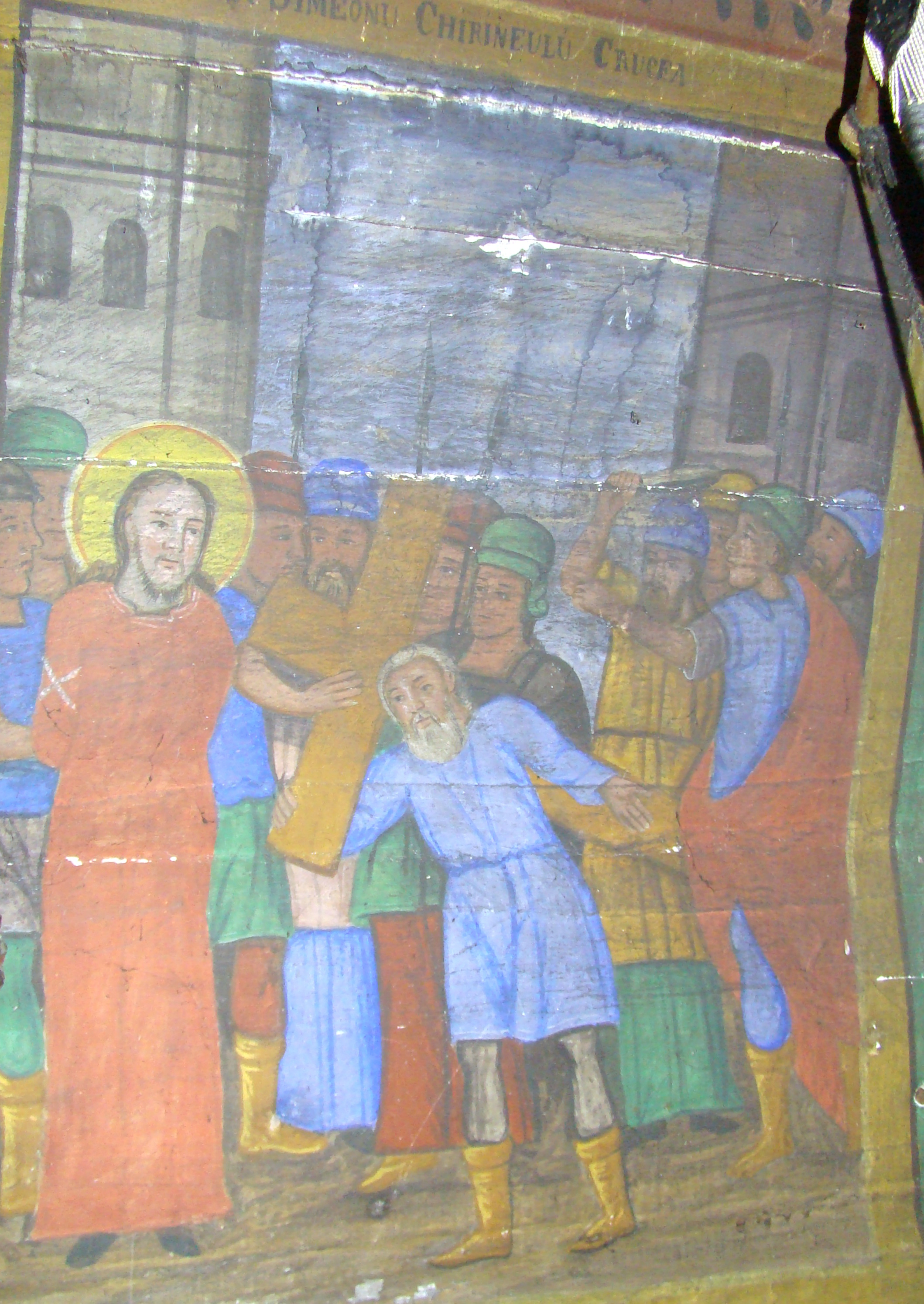
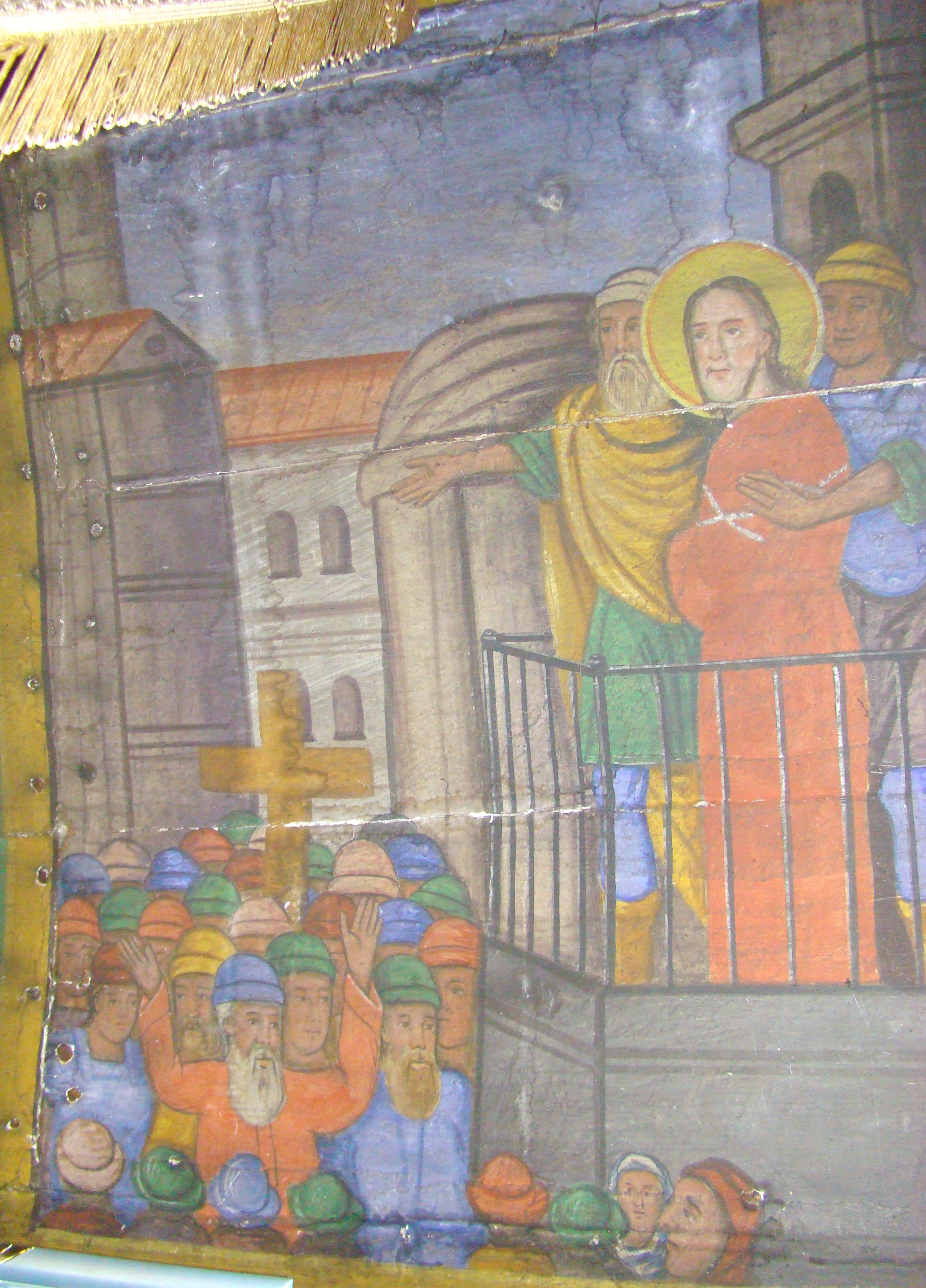
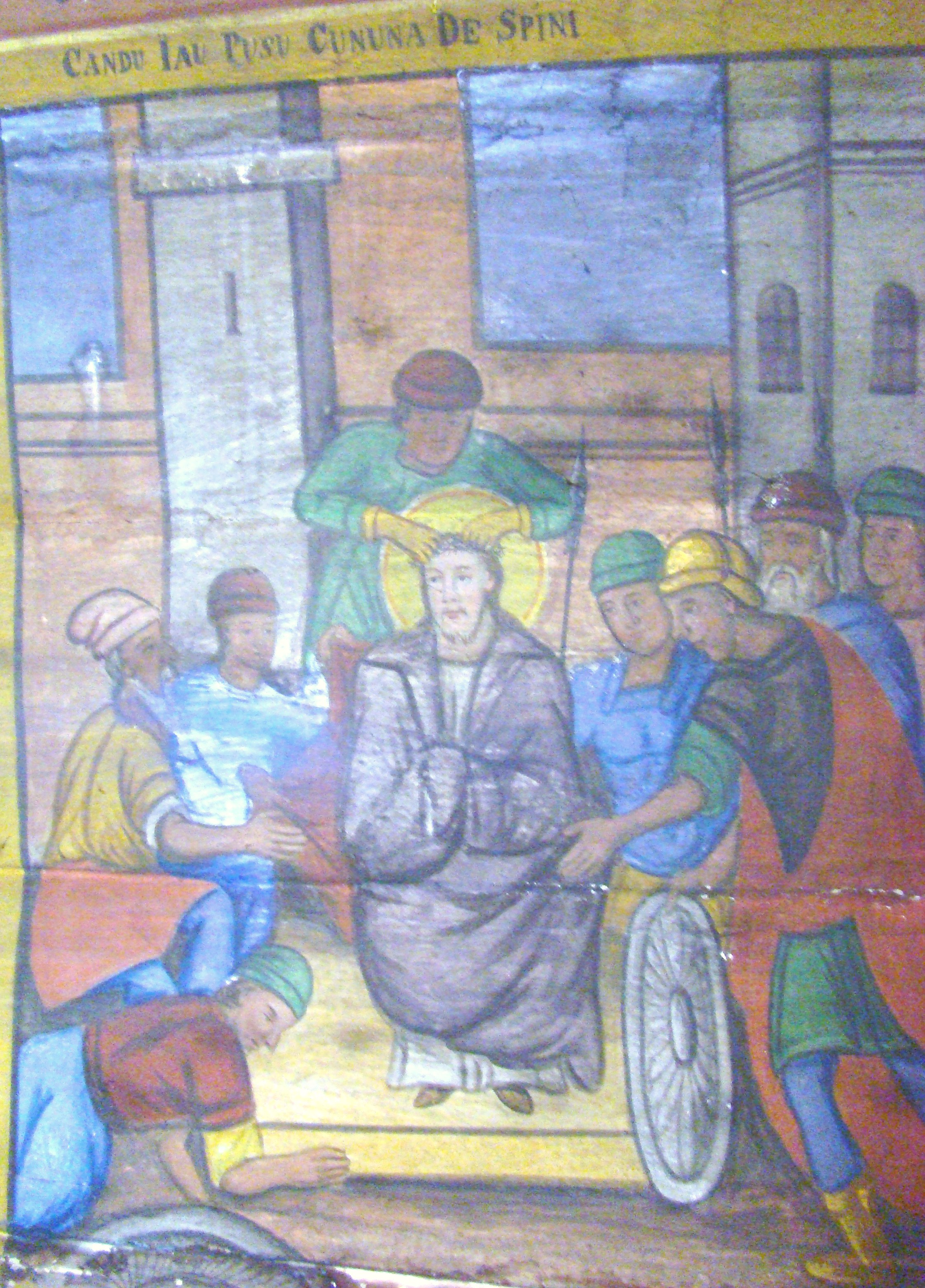
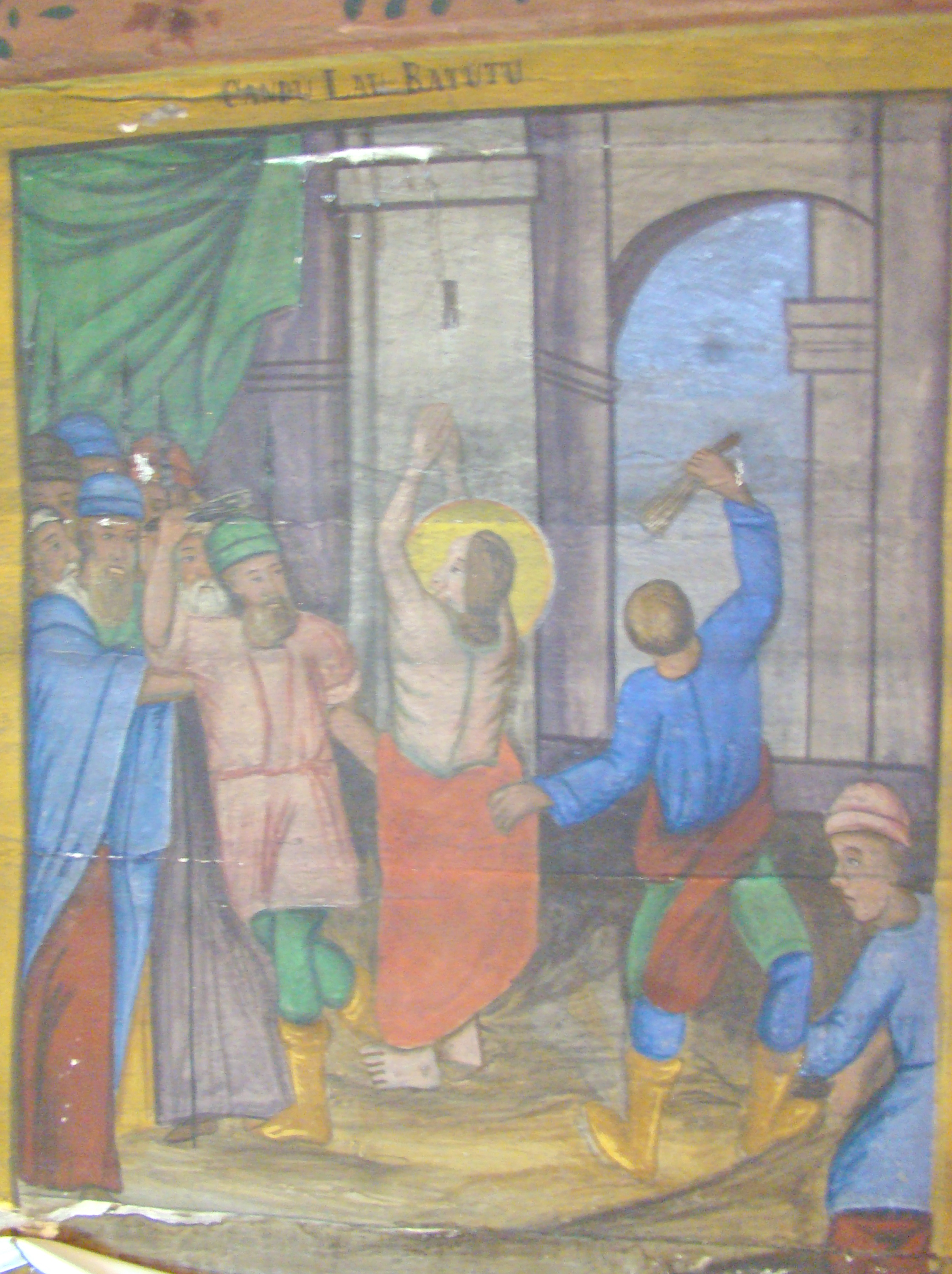
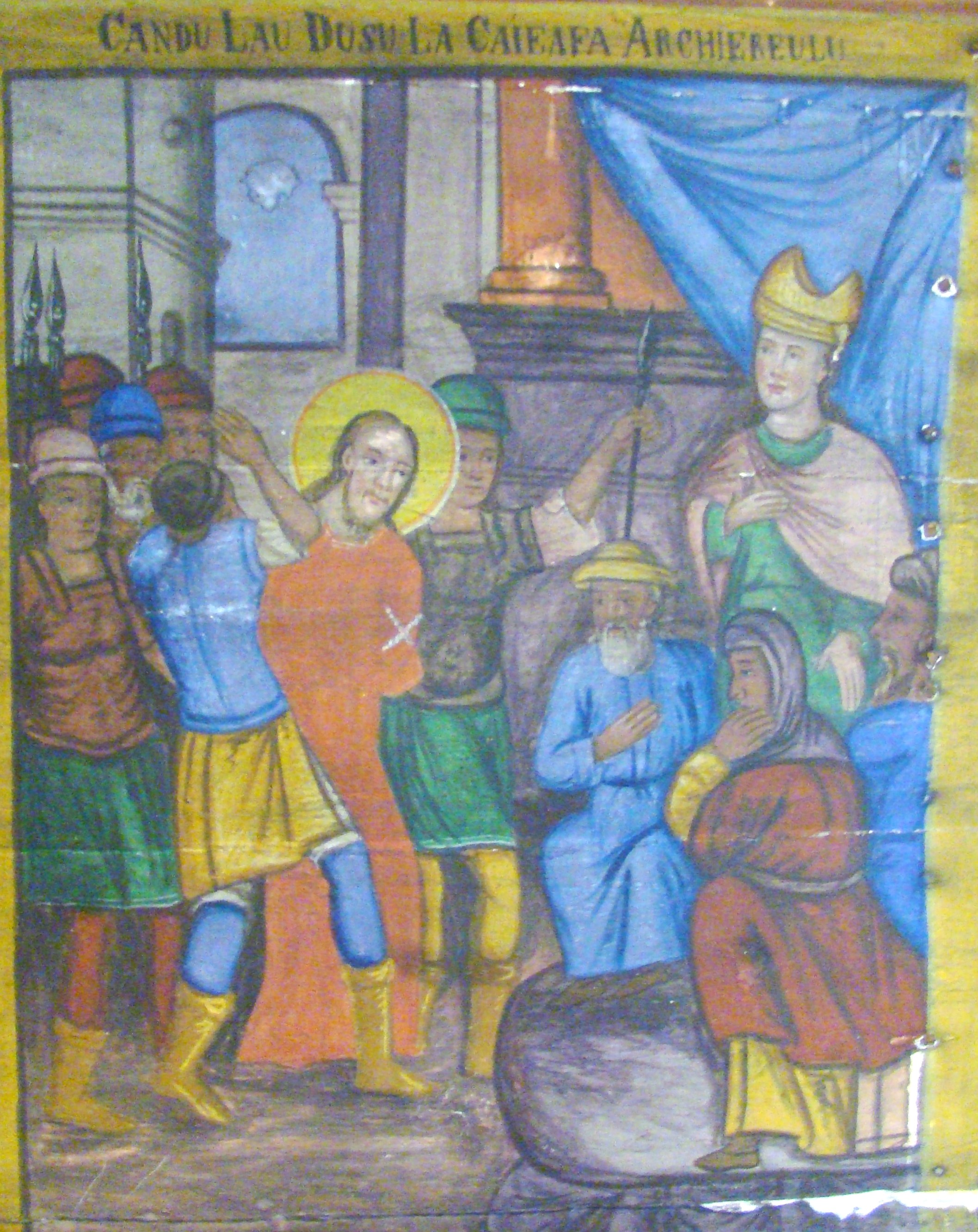
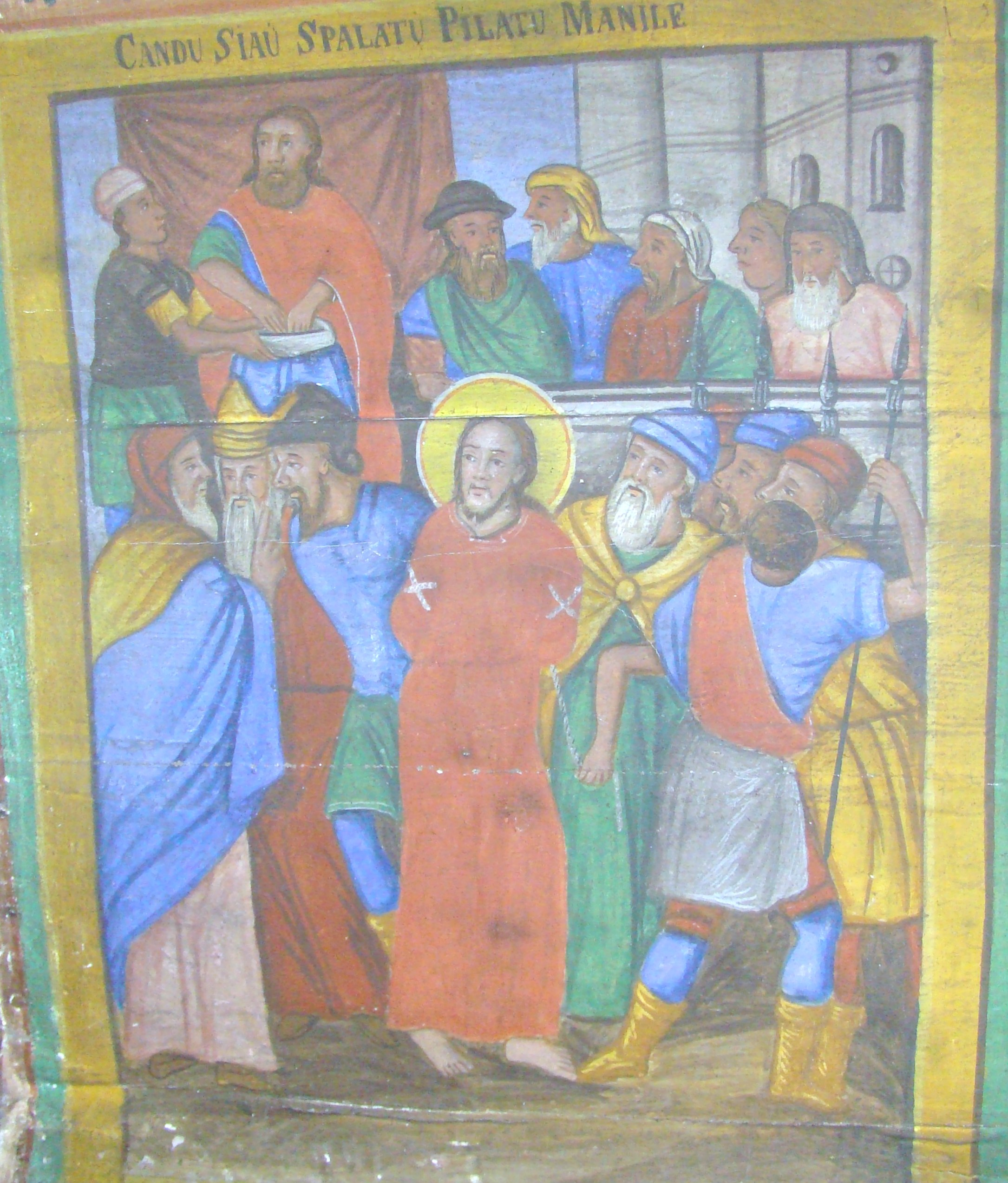
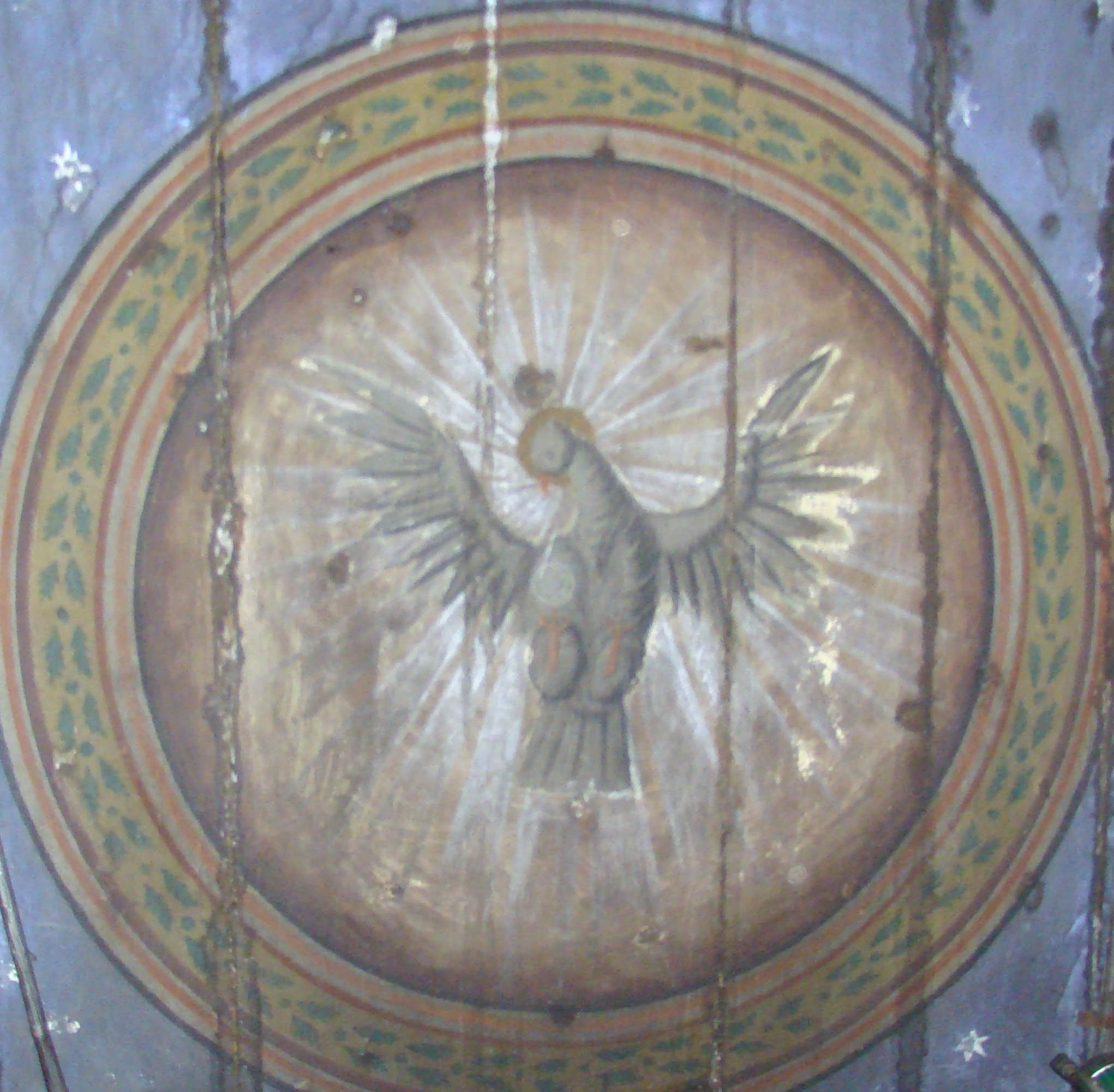
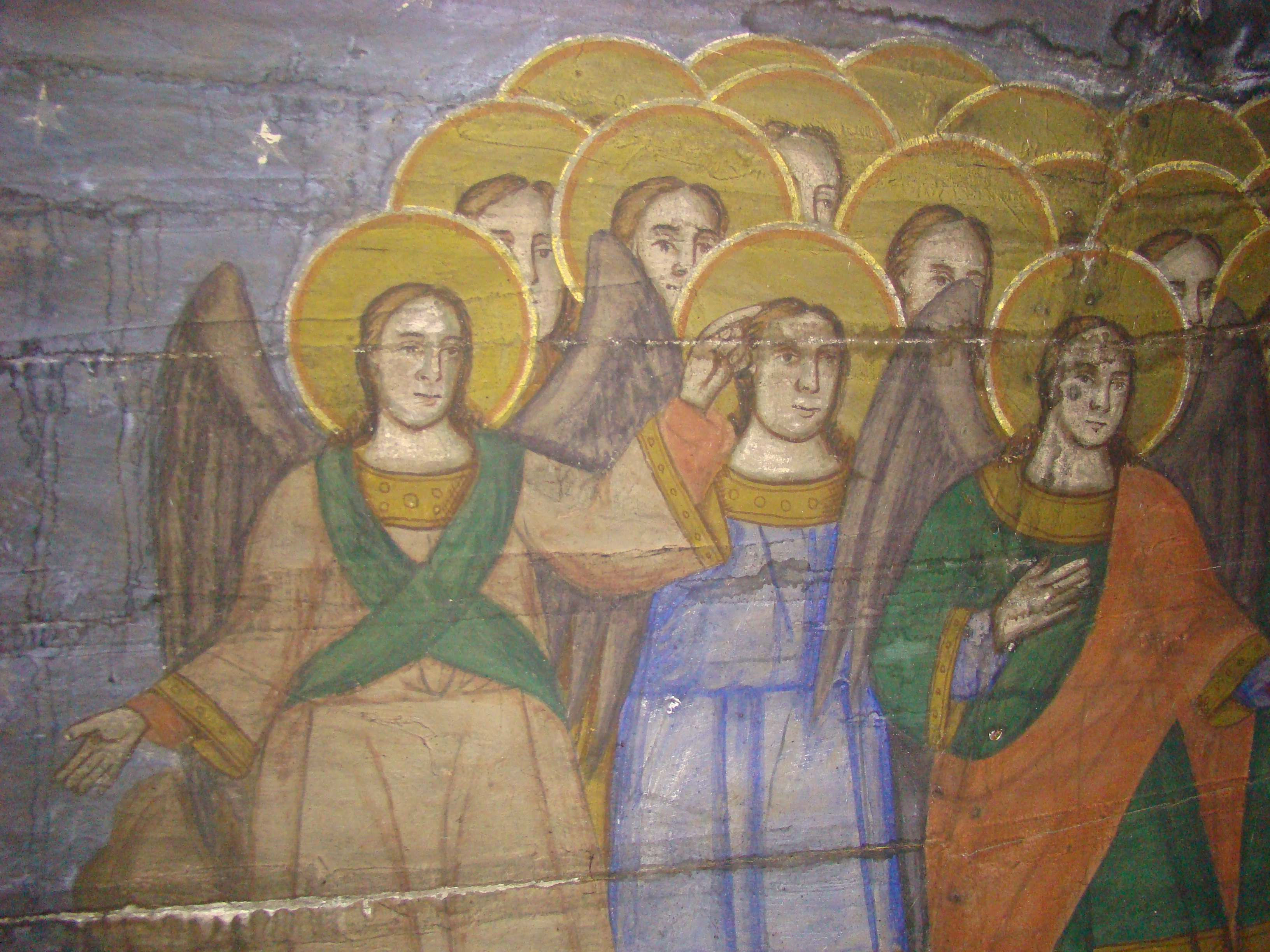
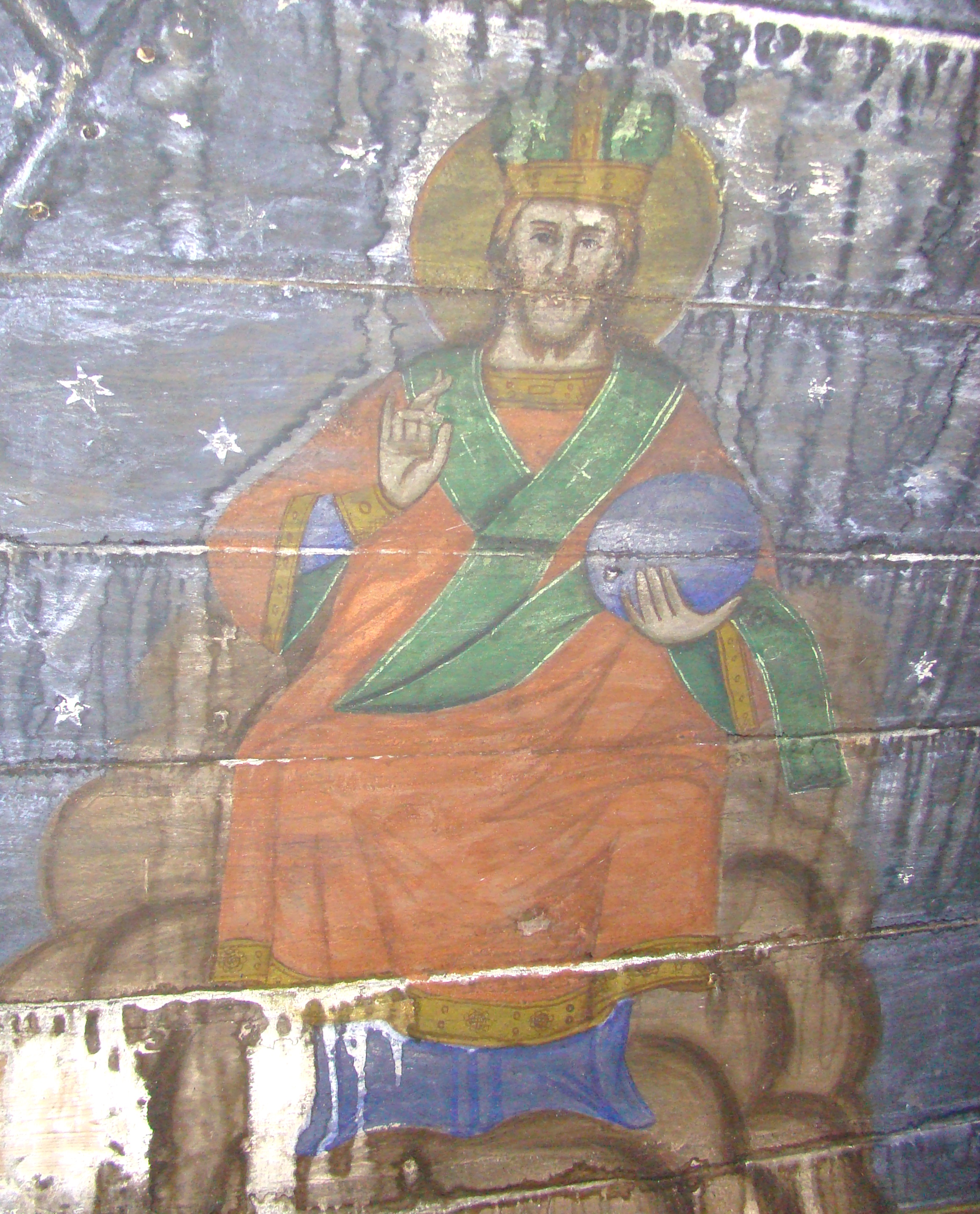
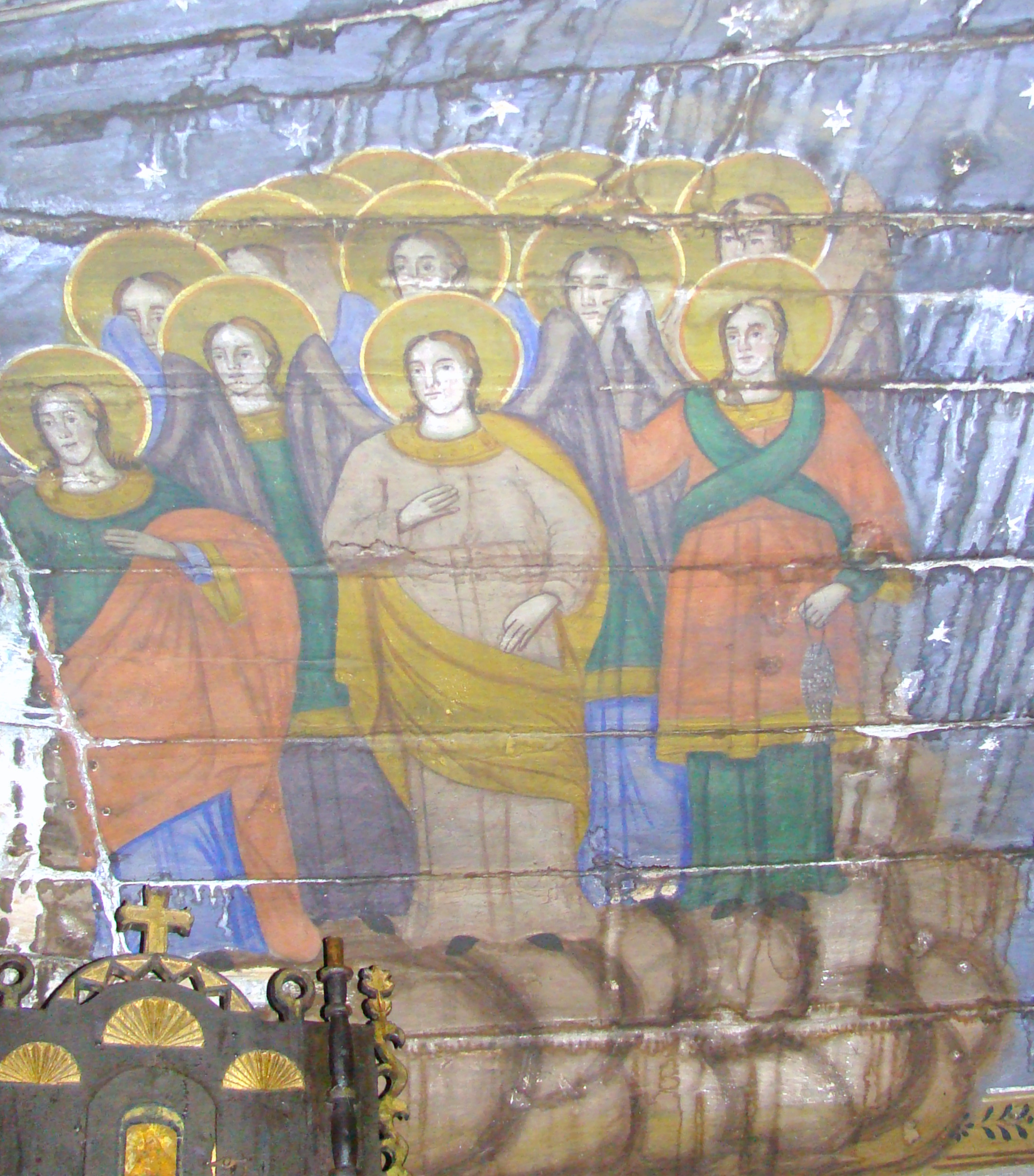
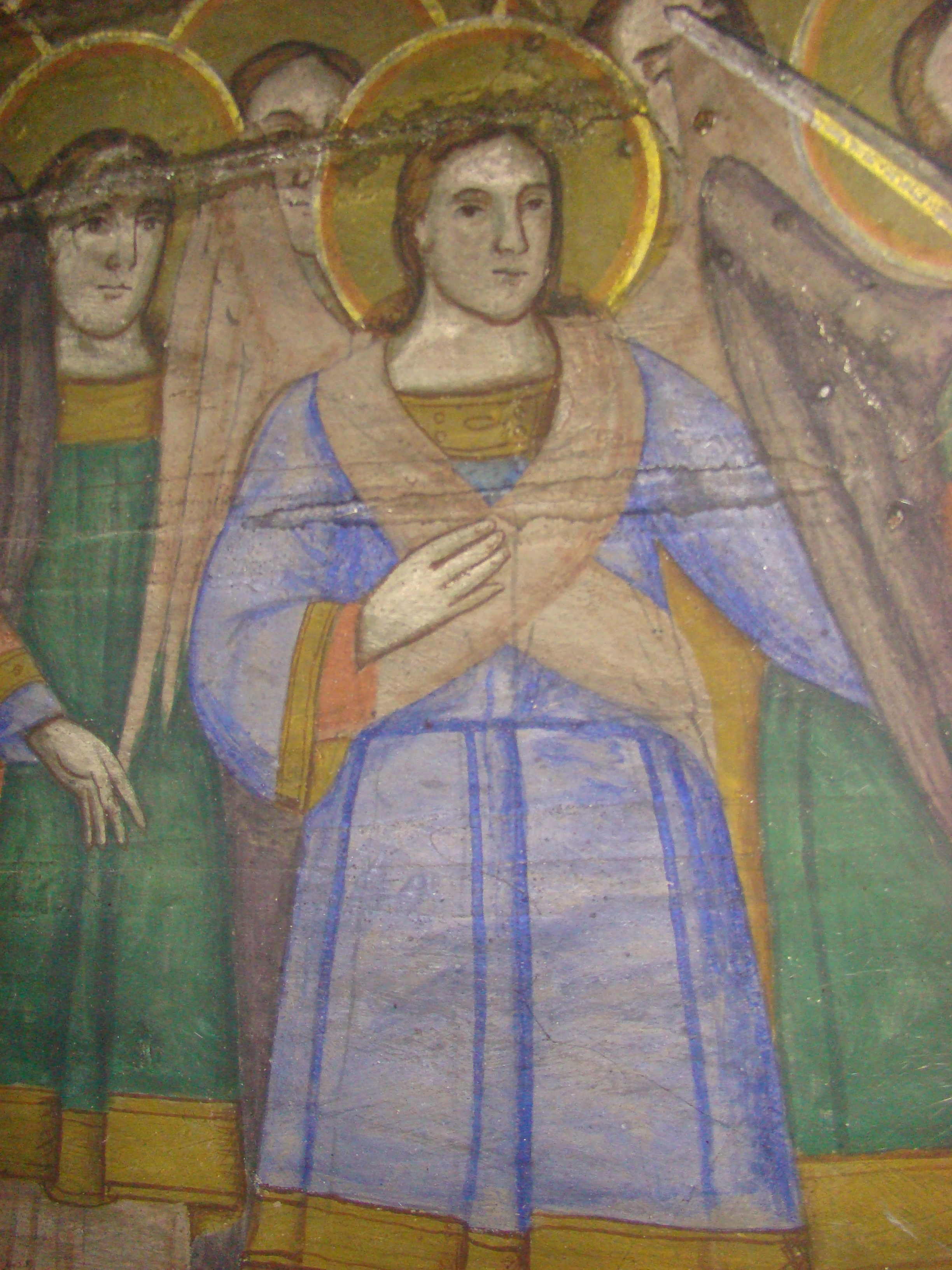
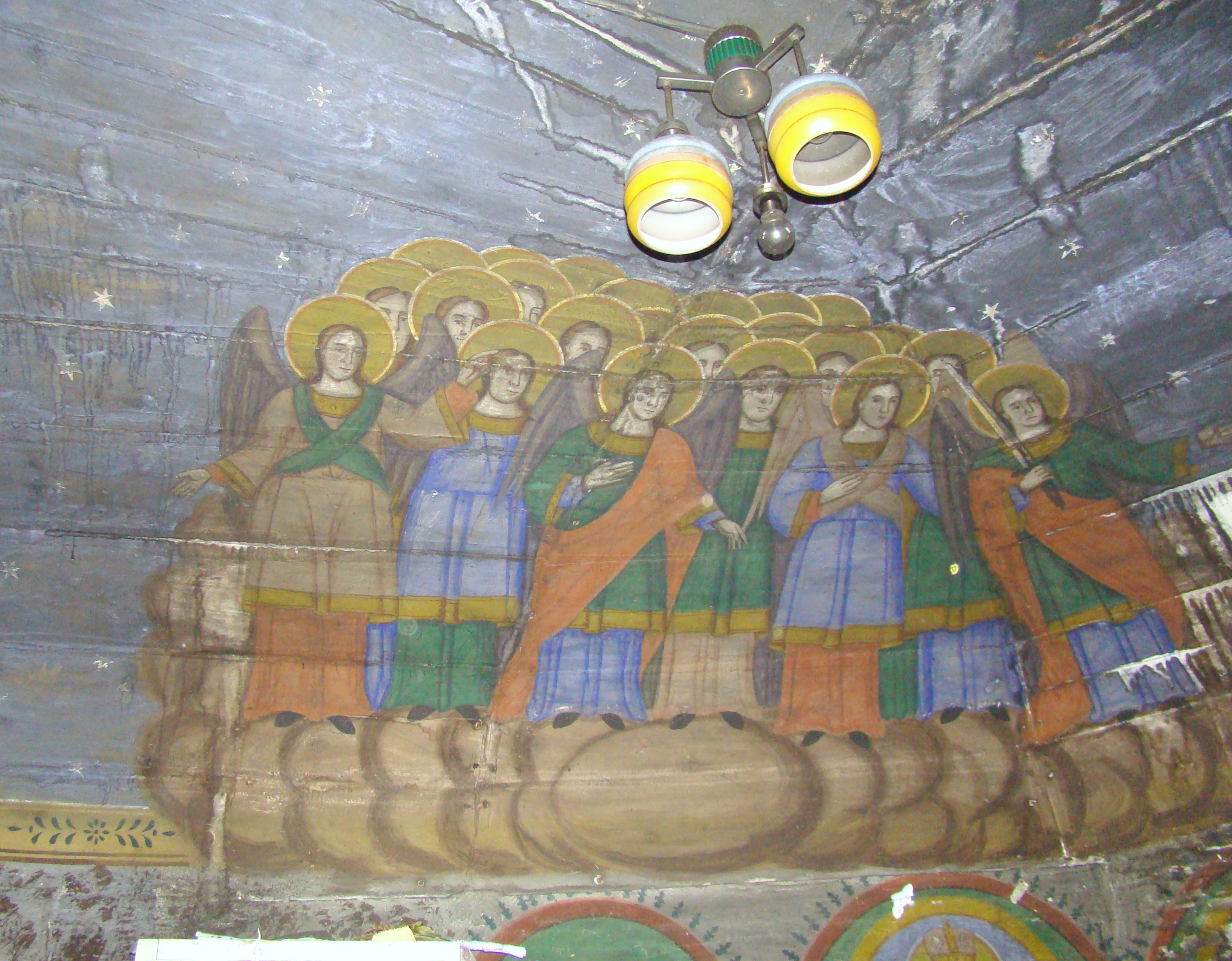
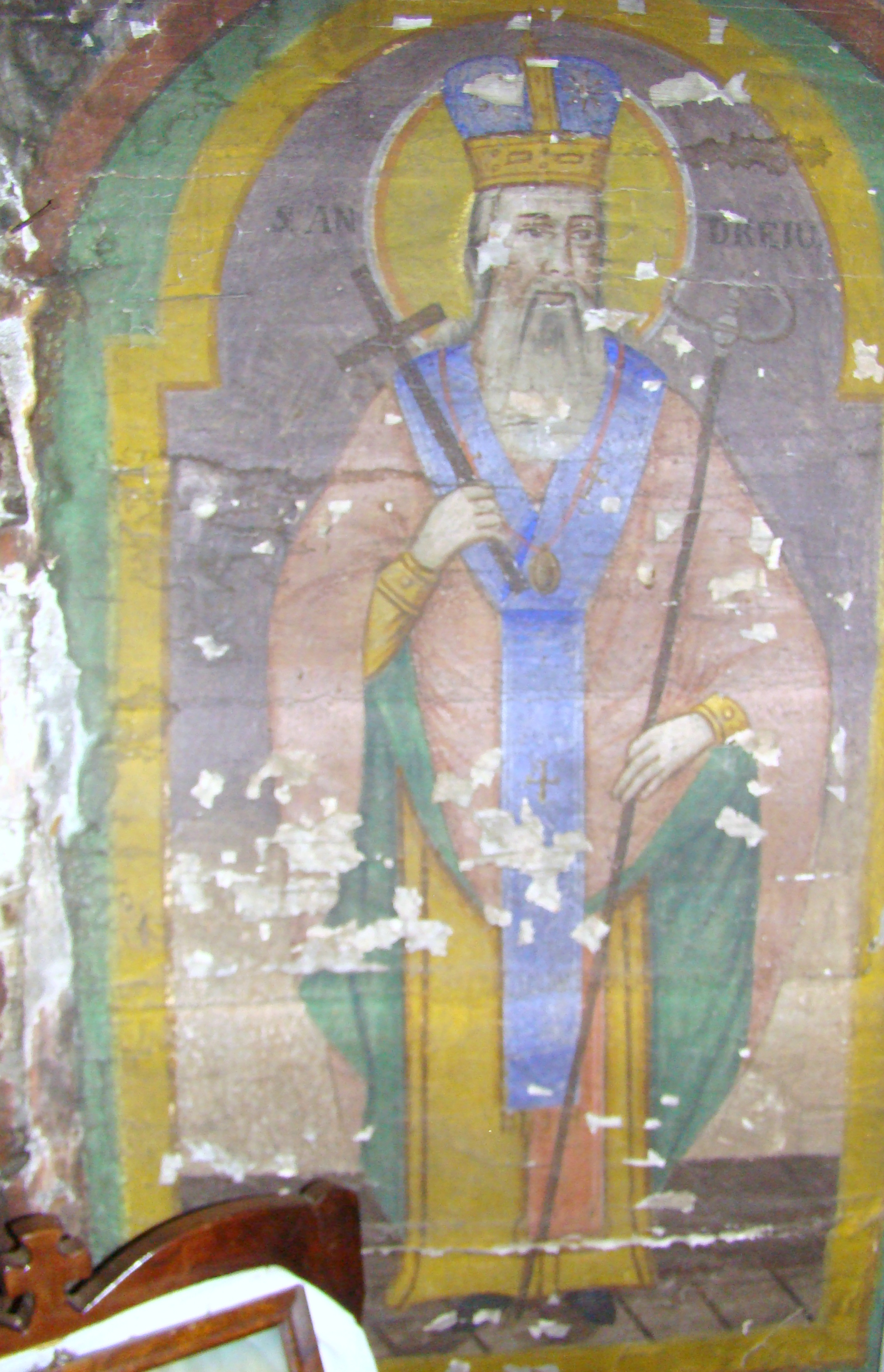
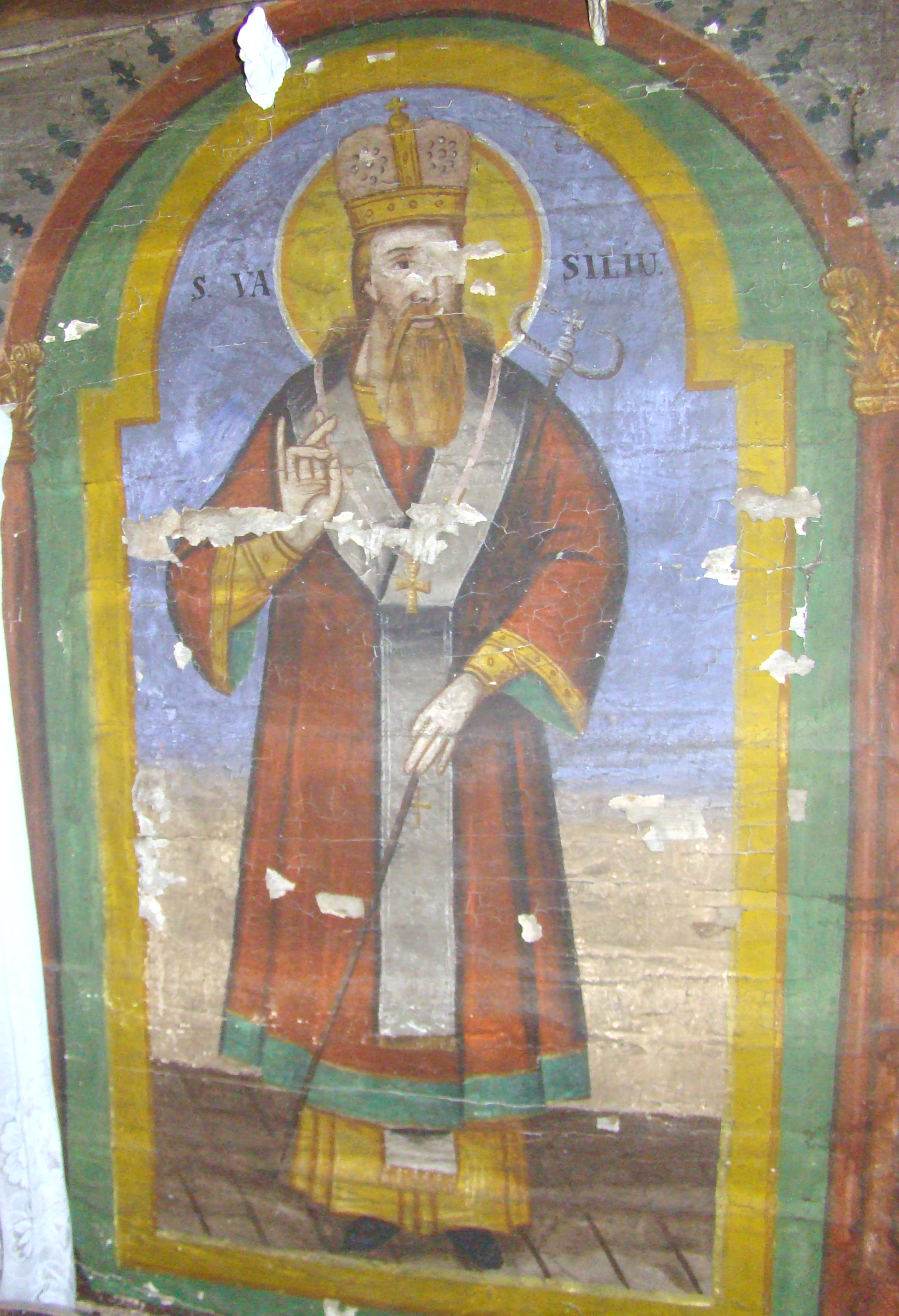
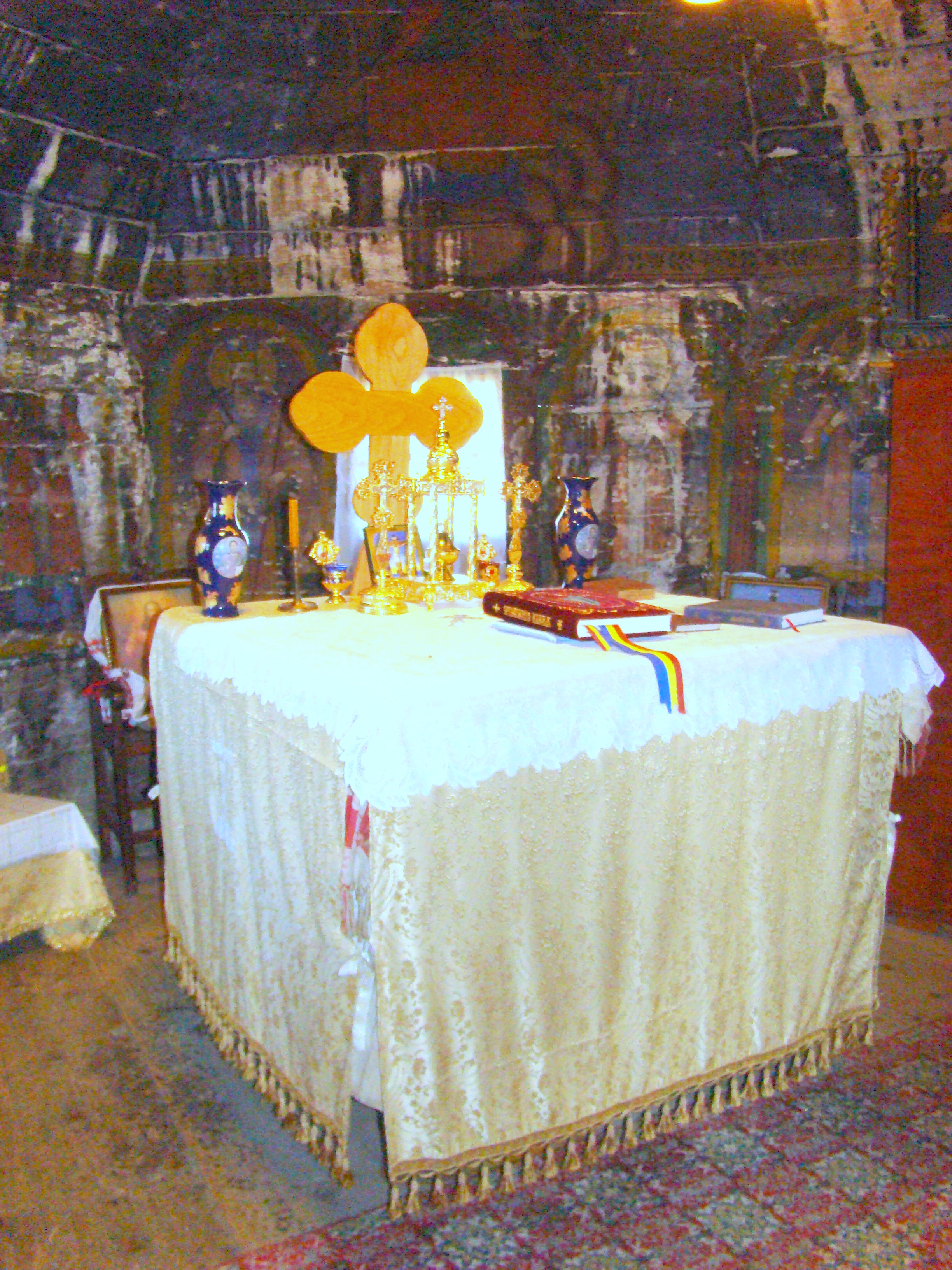
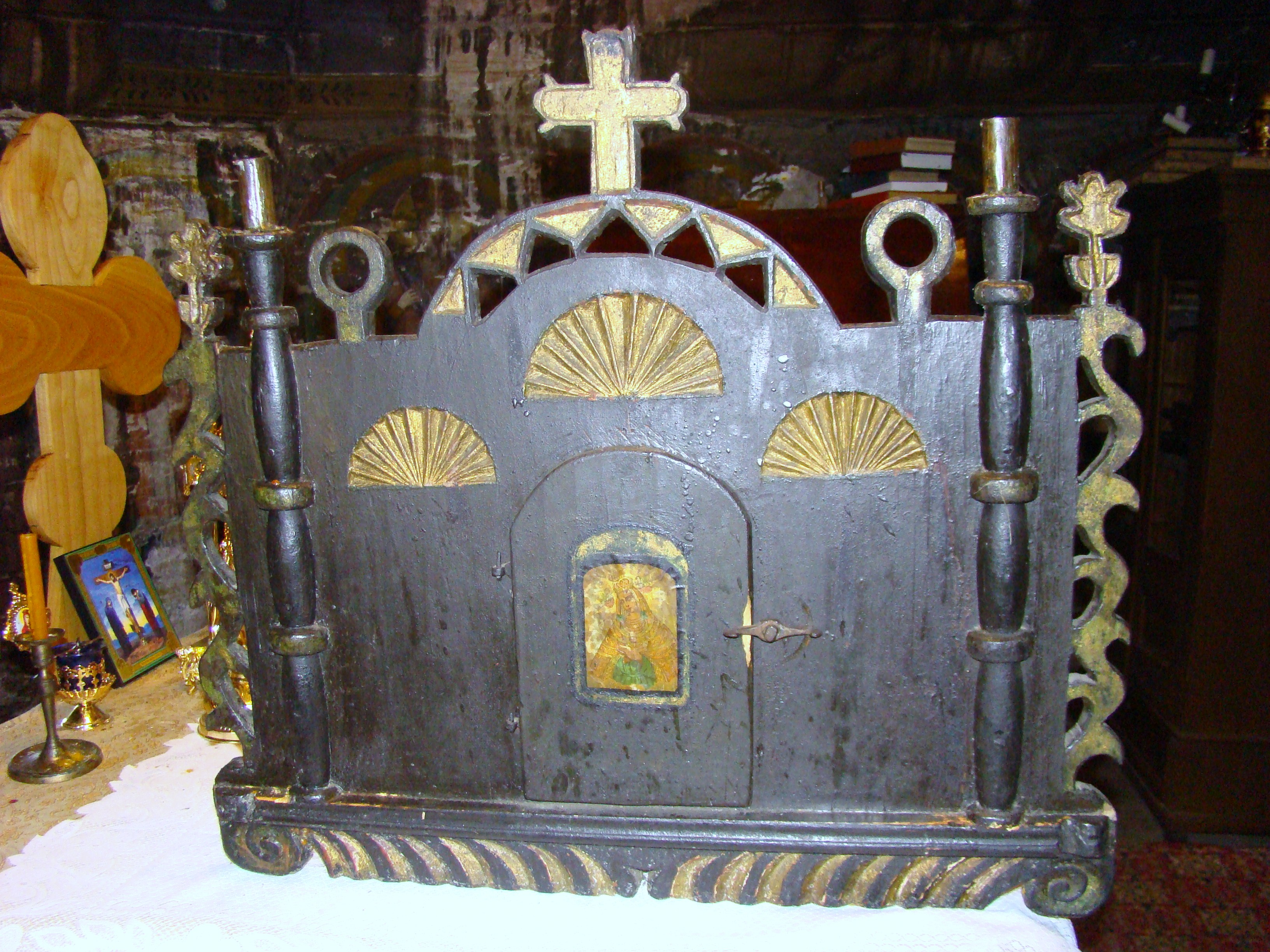
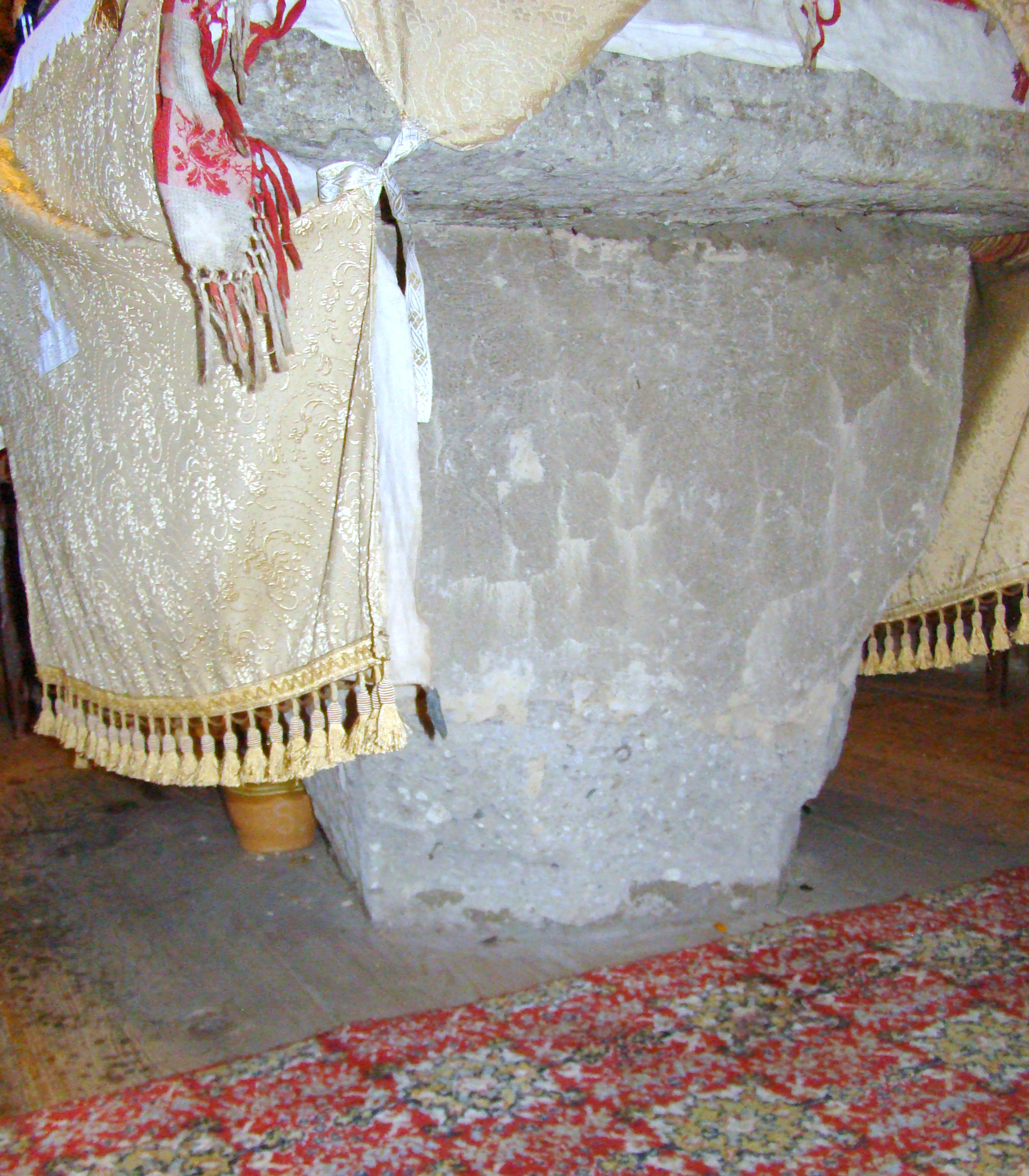